# Deutsche Revolution 1848/1849

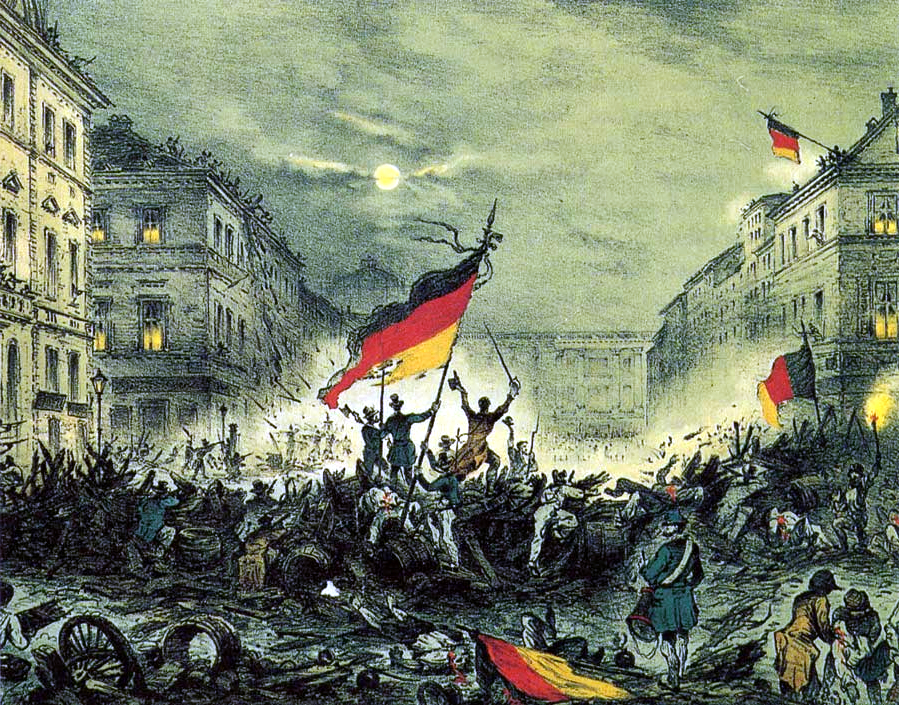
Jubelnde Revolutionäre nach Barrikadenkämpfen am 18. März 1848 in der Breiten Straße in Berlin, im Hintergrund das Berliner Schloss

Die Deutsche Revolution von 1848/1849 – bezogen auf die erste Revolutionsphase des Jahres 1848 auch Märzrevolution – war das revolutionäre Geschehen, das sich zwischen März 1848 und Juli 1849 im Deutschen Bund ereignete. Von den Erhebungen betroffen waren auch Provinzen und Länder außerhalb des Bundesgebiets, die unter der Herrschaft der mächtigsten Bundesstaaten Österreich und Preußen standen, so etwa Ungarn, Oberitalien oder Posen.
Die damit verbundenen Ereignisse waren Teil der liberalen, bürgerlich-demokratischen und nationalen Einheits- und Unabhängigkeitserhebungen gegen die Restaurationsbestrebungen der in der Heiligen Allianz verbündeten Herrscherhäuser in weiten Teilen Mitteleuropas (vgl. Revolutionen 1848/1849). Bereits im Januar 1848 hatten sich italienische Revolutionäre gegen die Herrschaft der österreichischen Habsburger im Norden der Apenninen-Halbinsel und der spanischen Bourbonen im Süden erhoben. Nach Beginn der französischen Februarrevolution wurden auch die deutschen Länder Teil dieser Erhebungen gegen die ab 1815 nach dem Ende der Napoleonischen Kriege herrschenden Mächte der Restauration. In der Phase des „Vormärz“ entwickelte sich die demokratische Bewegung im Gebiet des Deutschen Bundes.
In den deutschen Fürstentümern nahm die Revolution 1848 ihren Anfang im Großherzogtum Baden und griff innerhalb weniger Wochen auf die übrigen Staaten des Bundes über. Sie erzwang von Berlin bis Wien die Berufung liberaler Regierungen in den Einzelstaaten (die so genannten Märzkabinette) und die Durchführung von Wahlen zu einer verfassungsgebenden Nationalversammlung, die am 18. Mai 1848 in der Paulskirche in der damals freien Stadt Frankfurt am Main zusammentrat. Die Nationalversammlung setzte eine Zentralregierung ein und sah sich selbst als Parlament eines revolutionären, entstehenden Deutschen Reiches.
Nach den mit den Märzerrungenschaften relativ rasch erkämpften Erfolgen, wie zum Beispiel Aufhebung der Pressezensur oder Bauernbefreiung, geriet die revolutionäre Bewegung ab Mitte 1848 zunehmend in die Defensive. Auch die vor allem im Herbst 1848 und bei der Reichsverfassungskampagne im Mai 1849 neu aufflammenden Höhepunkte der Erhebungen, die regional (beispielsweise in Sachsen, der bayerischen Pfalz, der preußischen Rheinprovinz und vor allem im Großherzogtum Baden) bürgerkriegsähnliche Ausmaße annahmen, konnten das letztliche Scheitern der Revolution in Bezug auf ihre wesentliche Kernforderung nicht mehr aufhalten. Bis Juli 1849 wurde der erste Versuch, einen demokratisch verfassten, einheitlichen deutschen Nationalstaat zu schaffen, von überwiegend preußischen und österreichischen Truppen mit militärischer Gewalt niedergeschlagen.
Noch im Frühjahr 1849 bemühte sich der preußische König Friedrich Wilhelm IV. darum, selbst einen Nationalstaat zu gründen (Erfurter Union). Österreich hingegen betrieb die Wiederherstellung des Bundestags und war damit im Herbst 1850 auch erfolgreich.
Die mit der Niederschlagung der Revolution und der nachfolgenden Reaktionsära einhergehende Verfolgung von Anhängern einer liberalen, vor allem aber einer republikanisch-demokratischen oder sozialistischen Gesinnung veranlasste in den Jahren nach 1848/49 Zehntausende zur Flucht aus den deutschen Staaten. Sie fanden zunächst vor allem in Frankreich, England oder der Schweiz Asyl. Viele, die sich eine mehrere Wochen dauernde Schiffsreise leisten konnten, suchten für sich und ihre Familien die ihnen in der ursprünglichen Heimat verwehrten persönlichen und politischen Freiheiten in Übersee. In Australien und den USA gibt es mit dem Begriff Forty-Eighters eine Bezeichnung für die zwischen Ende der 1840er und Mitte der 1850er Jahre aus den deutschen Ländern geflüchteten Einwanderer.

## Historische Einordnung

### Interessengruppen

Politische Landkarte des Deutschen Bundes (1815 bis 1866) mit 39 Gründerstaaten

Die Revolutionäre in den deutschen Staaten strebten politische Freiheiten im Sinne demokratischer Reformen und die nationale Einigung der Fürstentümer des Deutschen Bundes an. Sie vertraten vor allem die Ideen des Liberalismus. Dieser spaltete sich jedoch im weiteren Revolutionsverlauf und danach zunehmend in verschiedene Richtungen auf, die in wesentlichen Themenbereichen unterschiedliche Prioritäten setzten und teilweise gegeneinander opponierten (u. a. in der Haltung zum Stellenwert der Nation, der sozialen Frage, der ökonomischen Entfaltung, der Bürgerrechte, als auch zur Revolution selbst).
Stark an den revolutionären Aktivitäten und Aufständen vor Ort beteiligt waren auch Kreise mit radikaldemokratischen, sozialrevolutionären, frühsozialistischen bis hin zu anarchistischen Zielvorstellungen. Diese wirkten vorwiegend außerparlamentarisch, in den Parlamenten waren sie unterrepräsentiert oder gar nicht vertreten. In den bestimmenden Gremien der Revolution konnten sie sich daher nicht durchsetzen.
Außerhalb des Deutschen Bundes strebten Länder und Regionen, die dem Habsburgerreich Österreich angegliedert waren, die Unabhängigkeit von dessen Vorherrschaft an. Dazu gehörten Ungarn, Galizien sowie die oberitalienischen Fürstentümer. Zudem setzten sich die Revolutionäre in der überwiegend von Polen bewohnten Provinz Posen für die Loslösung von der preußischen Herrschaft ein.
Von den fünf mächtigen europäischen Staaten, der europäischen Pentarchie, blieben nur England und Russland von den Ereignissen unberührt, bei Russland abgesehen von der Beteiligung russischen Militärs an der Niederschlagung des ungarischen Unabhängigkeitsaufstands gegen das Kaiserreich Österreich 1849. Außerdem blieben Spanien, die Niederlande sowie das junge und ohnehin vergleichsweise liberale Belgien am Revolutionsgeschehen weitgehend unbeteiligt.

### Bedeutung für Mitteleuropa
In den meisten Staaten wurde die Revolution spätestens 1849 niedergeschlagen. In Frankreich hielt sich die Republik bis 1851/1852. Nur in den Königreichen Dänemark und Sardinien-Piemont überdauerten Revolutionserfolge längere Zeit. So hielten sich dort beispielsweise die durchgesetzten Verfassungsänderungen in konstitutionelle Monarchien auch bis in das 20. Jahrhundert hinein. Die Verfassung Sardinien-Piemonts wurde zur Grundlage für das 1861 durchgesetzte Königreich Italien (vgl. Risorgimento).
Ein dauerhaftes Ergebnis der bürgerlich-demokratischen Bestrebungen in Mitteleuropa seit den 1830er Jahren war die Umwandlung der Schweiz von einem losen und politisch sehr heterogenen Staatenbund in einen liberalen Bundesstaat. Die durch den Sonderbundskrieg von 1847 ermöglichte neue Bundesverfassung von 1848 bestimmt ihre staatlichen und gesellschaftlichen Grundstrukturen bis heute.

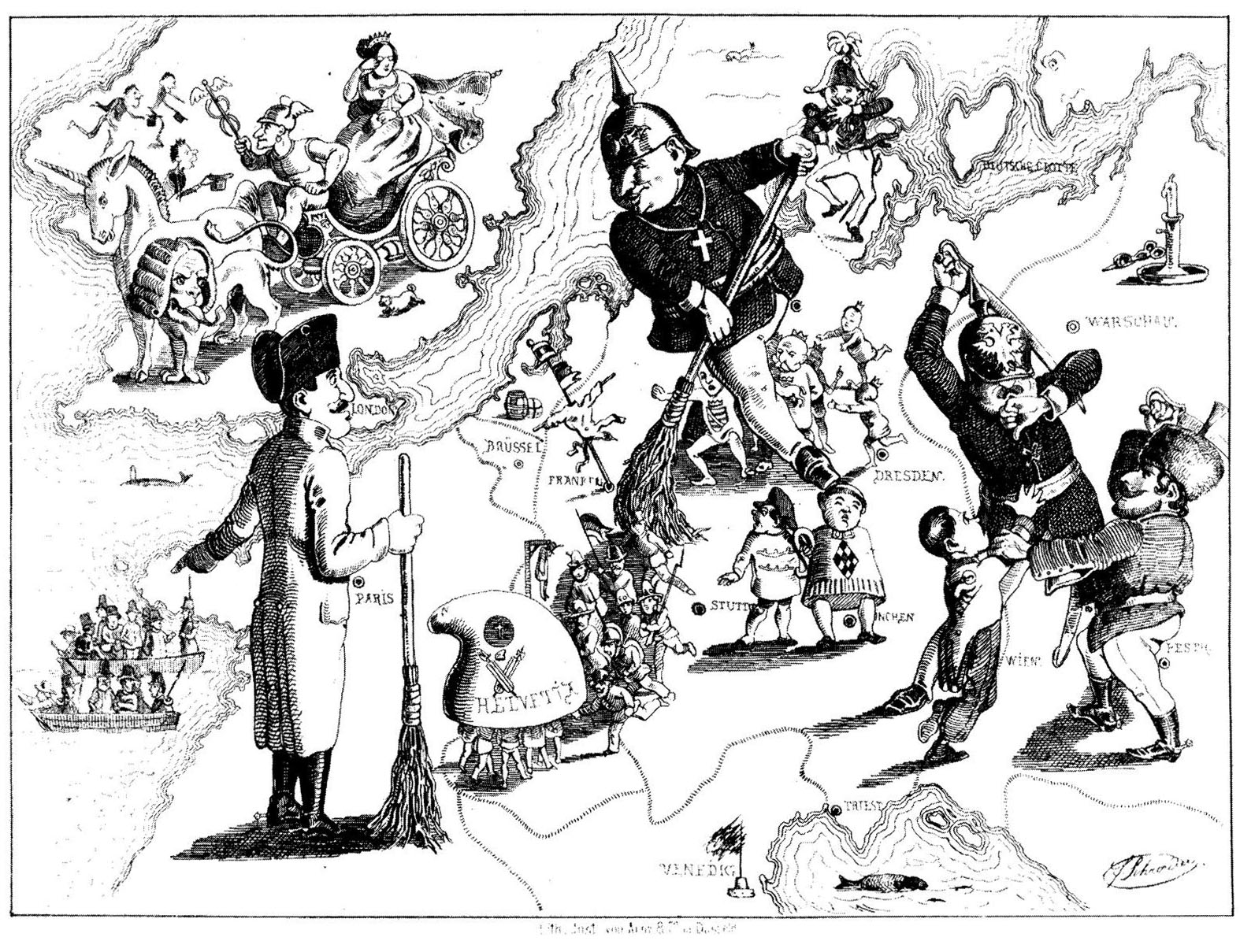
Karikatur von Ferdinand Schröder zur Niederlage der Revolutionen in Europa 1849. Zuerst erschienen in den Düsseldorfer Monatheften unter dem Titel Rundgemälde von Europa im August 1849

Obwohl insbesondere die nationalstaatliche Zielsetzung der Märzrevolution mit ihren grundsätzlichen Veränderungsanliegen scheiterte und in eine Periode der politischen Reaktion mündete, setzte sich mit ihr in der historischen Betrachtung das wohlhabende Bürgertum durch und wurde endgültig zu einem politisch und wirtschaftlich einflussreichen Machtfaktor neben der Aristokratie. Spätestens ab 1848 wurde die Bourgeoisie, im engeren Sinn das Großbürgertum, zur ökonomisch herrschenden Klasse der Gesellschaften Mitteleuropas. Begonnen hatte dieser Aufstieg mit den politischen und sozialen Kämpfen seit der Französischen Revolution von 1789 (vgl. auch bürgerliche Revolution).
Die Revolutionen von 1848/49 prägten die politische Kultur und das pluralistische Demokratieverständnis der meisten Staaten Mitteleuropas in der Moderne langfristig und nachhaltig: in der Bundesrepublik Deutschland (deren Grundgesetz auf dem 1848/49 in der Frankfurter Paulskirche ausgearbeiteten Verfassungsentwurf basiert), in Österreich, Frankreich, Italien, Ungarn, Polen, Dänemark und der Tschechoslowakei (heute Tschechien und Slowakei). Mit den Ereignissen von 1848/49 wurde der Siegeszug der bürgerlichen Demokratie in die Wege geleitet, der auf lange Sicht die spätere historische, politische und soziale Entwicklung fast ganz Europas bestimmte.
Die Märzrevolution gab in zwischenstaatlichen Grundzügen zusätzlich zu vorherigen, in der Aufklärung begründeten Entwicklungen einige ideelle Impulse für die Entwicklung der Europäischen Union (EU) im späten 20. Jahrhundert. So vertrat der italienische Revolutionär Giuseppe Mazzini schon vor den revolutionären Wirren um 1848 ein Europa der Völker. Er stellte diese Utopie gegen das Europa der autoritären Fürstentümer und nahm damit eine politisch-soziale Grundidee der EU vorweg. Mazzinis entsprechende Ideen waren bereits 1834 von einigen idealistischen republikanisch eingestellten Deutschen, unter ihnen Carl Theodor Barth, im Geheimbund Junges Deutschland aufgegriffen worden. Zusammen mit Mazzinis Jungem Italien und dem von polnischen Emigranten gegründeten Jungen Polen bildeten sie im schweizerischen Bern ebenfalls 1834 den übernationalen Geheimbund Junges Europa. Von deren Idealen war oft auch die Aufbruchsstimmung zu Beginn der Märzrevolution geprägt, als vielerorts bei der revolutionären Basis von einem „Internationalen Völkerfrühling“ die Rede war.

## Vorgeschichte und Ursachen

### Wirtschaftliche und soziale Hintergründe

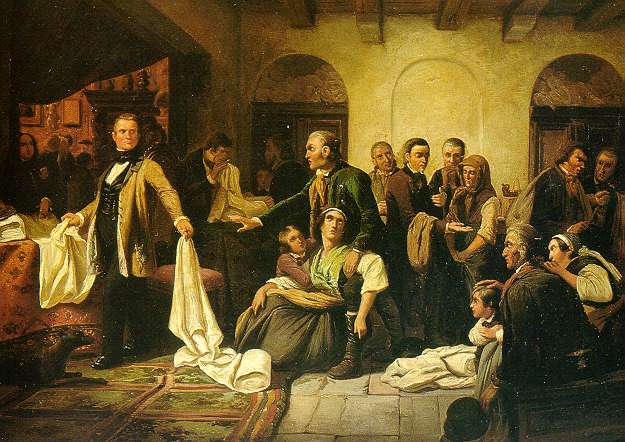
Die schlesischen Weber, Gemälde von Carl Wilhelm Hübner, 1846

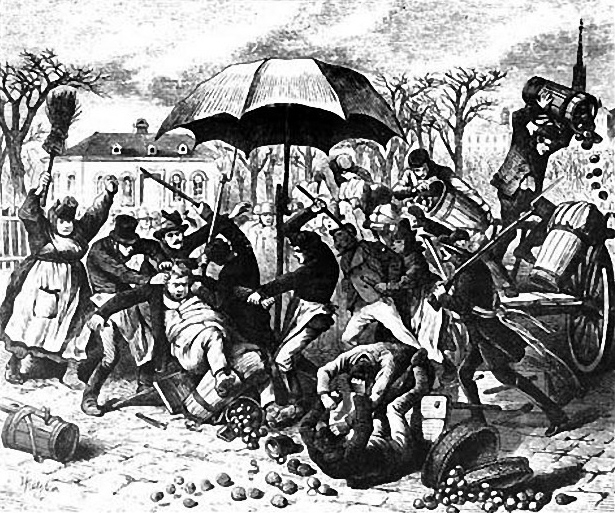
Sturm auf die Kartoffelstände, Lithografie von Vinzenz Katzler zur sogenannten „Kartoffelrevolution“ 1847 in Berlin

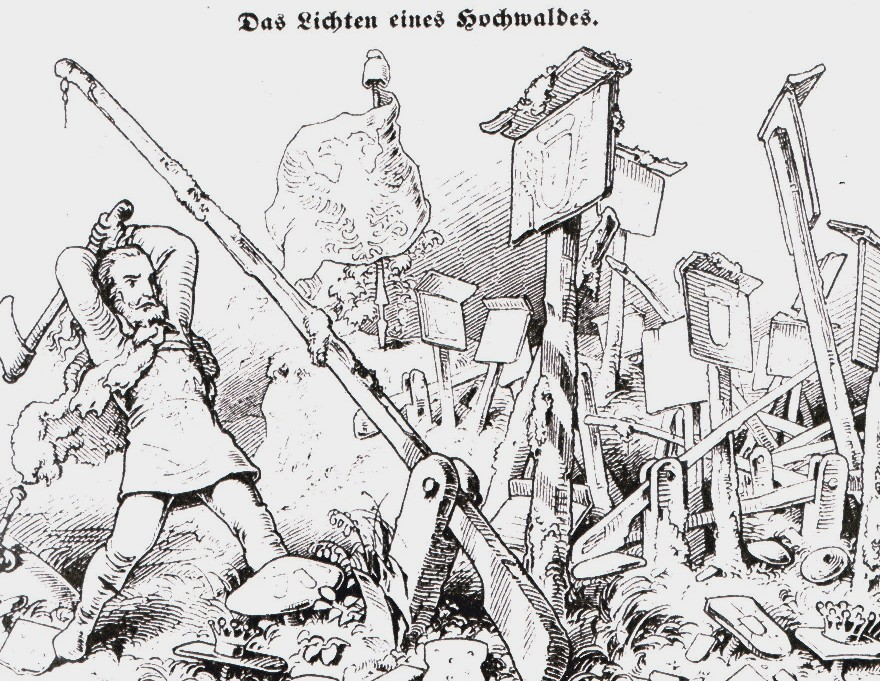
Das Lichten eines Hochwaldes, Karikatur gegen die deutsche Kleinstaaterei und ihre Zollschranken, Wochenblatt Fliegende Blätter, 1848

Ein unmittelbarer Vorbote der Märzrevolutionen im damaligen Mitteleuropa war das Krisenjahr 1847, dem eine schwere Missernte 1846 vorausging. Daraus folgten Hungersnöte in fast allen deutschen Staaten und Regionen sowie infolge der Verteuerung der Lebensmittel verschiedene Hungerrevolten, so beispielsweise die sogenannte „Kartoffelrevolution“ vom April 1847 in Berlin. Viele auch ärmere, vom Pauperismus (vorindustrielle Massenarmut) betroffene Bevölkerungsschichten wie Arbeiter, verarmte Handwerker, Landarbeiter usw. schlossen sich, bedingt durch ihre soziale Not, daraufhin zunehmend den Forderungen demokratisch und liberal gesinnter Kreise an. Eine Folge der Krise war die Abnahme der Kaufkraft bei Industrieprodukten, besonders Textilwaren, was zum Niedergang des noch stark handwerklichen Textilgewerbes führte. In den deutschen Ländern arbeiteten im Textilgewerbe noch viele Familien in minimal bezahlter Heimarbeit für wenige reiche Unternehmer und Grundbesitzer. Der Niedergang nicht nur des Textilgewerbes, sondern allgemein des Handwerks, war auch durch die fortschreitende industrielle Revolution in Europa bedingt, die – von England ausgehend – schon seit Mitte des 18. Jahrhunderts durch technische Erfindungen nach und nach die sozialen, wirtschaftlichen und industriellen Verhältnisse auf dem ganzen Kontinent grundlegend veränderte. Hinzu kam ein derartiger Bevölkerungszuwachs, dass die produktiver werdende Agrarwirtschaft auf dem Land und die Industrie der Städte die Masse an entstandener Arbeitskraft nicht mehr aufnehmen konnten. Die Folge war Massenarbeitslosigkeit. Die überschüssigen Arbeitskräfte bildeten eine „industrielle Reservearmee“. Immer mehr Menschen suchten in den schnell wachsenden Städten Arbeit in Manufakturen und den neu entstehenden Fabriken, wo durch rationellere Massenproduktion viele Produkte billiger hergestellt werden konnten.
Eine neue Bevölkerungsschicht, das Proletariat (die abhängig beschäftigte Arbeiterklasse), wuchs rasch an. Die Arbeits- und Lebensbedingungen in den Industriebetrieben und deren Umfeld waren im 19. Jahrhundert in der Regel katastrophal. Die meisten Arbeiter lebten in den Ghettos und Slums der Städte am Rande des Existenzminimums oder oft auch darunter, von Arbeitslosigkeit bedroht und ohne soziale Absicherung. Schon Jahre vor der Märzrevolution war es immer wieder auch zu kleineren, regional begrenzten Aufständen gegen Industriebarone gekommen. So war etwa der Weberaufstand vom Juni 1844 in Schlesien, eine Hungerrevolte der Weber aus Langenbielau und Peterswaldau, der erste in der überregionalen Öffentlichkeit bedeutsame Aufstand des deutschen Proletariats infolge der sozialen Not, die durch die Industrialisierung verursacht war. Der Aufstand wurde jedoch schon nach wenigen Tagen durch preußisches Militär niedergeschlagen.
Auch das wohlhabendere Bürgertum sah sich zunehmend in seiner wirtschaftlichen Entwicklung eingeschränkt. Durch die Zollpolitik der Fürstentümer waren die Möglichkeiten des freien Handels stark begrenzt. Forderungen nach einer Liberalisierung der Wirtschaft und des Handels waren in den ersten Jahrzehnten des 19. Jahrhunderts auch in den deutschen Staaten immer lauter geworden. Am 22. März 1833 wurde der Deutsche Zollverein gegründet, wodurch der Handel in den deutschen Ländern vereinfacht wurde. Es war daraufhin Ende der 1830er Jahre auch insgesamt zu einem gewissen wirtschaftlichen Aufschwung gekommen. Jedoch veränderte sich an der sozialen Not der ärmeren Bevölkerungsschichten kaum etwas.

### Politische Hintergründe

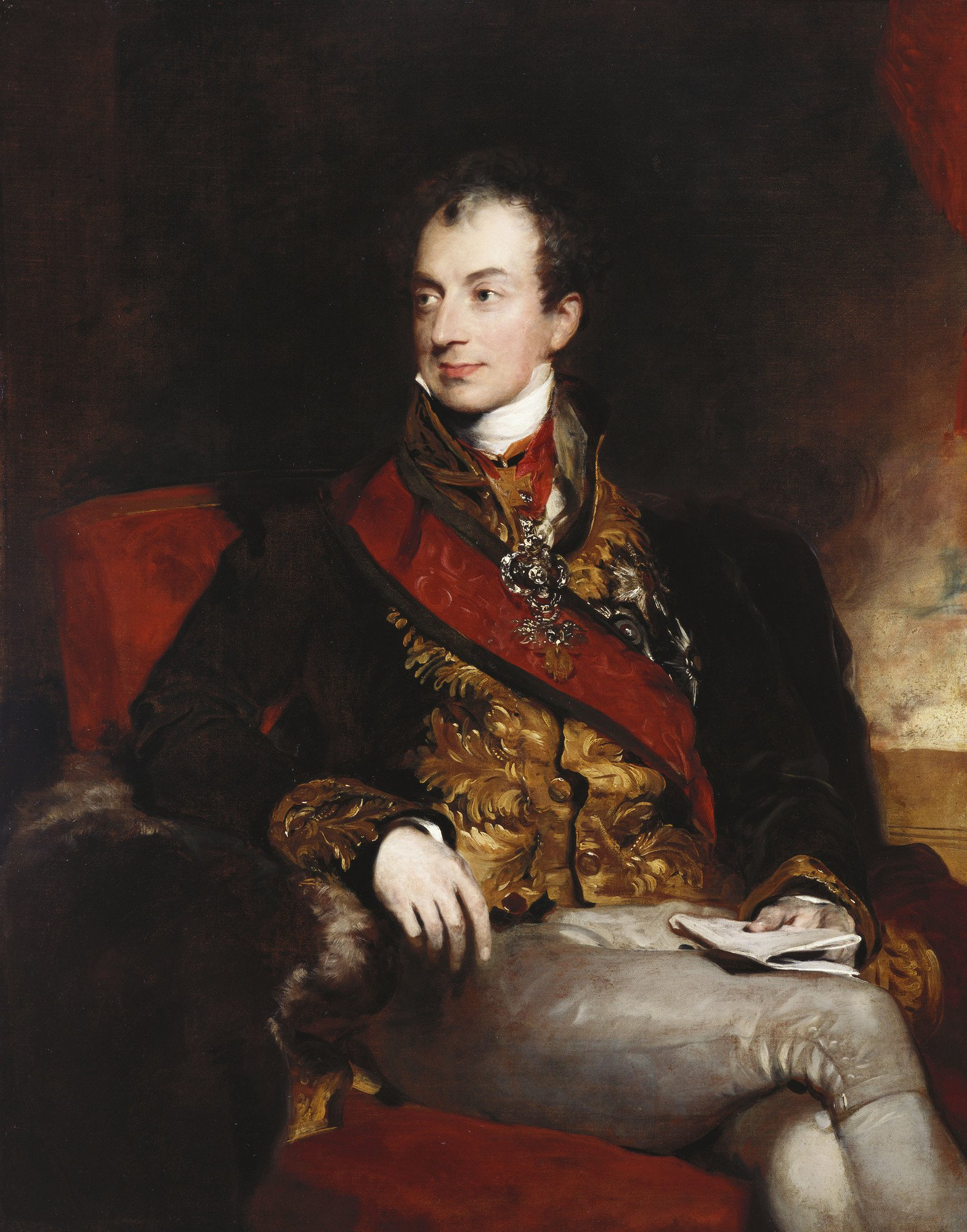
Fürst Metternich (1773–1859)

Ein wesentliches Ziel der Märzrevolution war die Überwindung der Restaurationspolitik, die die Zeit seit dem Wiener Kongress 1815 geprägt hatte. Sie verhinderte eine Bundesreform mit dem Ausbau der Institutionen, wie er bereits bei Bundesgründung angedacht war.
Einer der bedeutendsten Verfechter der politischen Restauration war der reaktionäre österreichische Diplomat und Staatskanzler Fürst Klemens Wenzel von Metternich. Die Politik der Restauration, die auf dem Wiener Kongress am 9. Juni 1815 – noch unmittelbar vor der endgültigen Niederlage Napoleon Bonapartes bei der Schlacht bei Waterloo (18. Juni 1815) – von den meisten europäischen Staaten beschlossen wurde, sollte innenpolitisch und zwischenstaatlich die politischen Machtverhältnisse des Ancien Régime in Europa wiederherstellen, wie sie vor der Französischen Revolution von 1789 geherrscht hatten. Dies bedeutete die Vorherrschaft des Adels und die Wiederherstellung seiner Privilegien. Weiterhin sollte die napoleonische Neuordnung Europas, die mit dem Code civil auch bürgerliche Rechte etabliert hatte, rückgängig gemacht werden.
Innenpolitisch wurden im Zuge der Restauration Forderungen nach liberalen Reformen oder nach nationaler Einigung unterdrückt, Zensurmaßnahmen verschärft und die Pressefreiheit stark eingeschränkt. Die Werke des literarischen Jungen Deutschland, einer Gruppe junger revolutionär eingestellter Schriftsteller, wurden zensiert oder verboten. Auch andere gesellschaftskritische oder nationalistische Dichter waren von der Zensur betroffen, so dass sie teilweise ins Exil – vor allem nach Frankreich oder die Schweiz – ausweichen mussten. Bekannte Beispiele sind Heinrich Heine, Georg Herwegh, Georg Büchner (der mit der Flugschrift Der Hessische Landbote die aus der Zeit der Französischen Revolution stammende Parole „Friede den Hütten, Krieg den Palästen!“ verbreitete) oder Heinrich Hoffmann von Fallersleben (der Dichter des Deutschlandlieds).
Vor allem die studentischen Burschenschaften waren zu dieser Zeit Träger der Forderung nach nationaler Einigung und demokratischen Bürgerrechten. Bereits im Oktober 1817 hatten sie bei einer größeren Demonstration aus Anlass des vierten Jahrestags der Völkerschlacht bei Leipzig und des 300. Jahrestags der Lutherischen Reformation in der Nähe der Wartburg, dem so genannten Wartburgfest, vehement die Forderung nach der Deutschen Einheit vertreten. Dabei kam es auch zu einer öffentlichen Bücherverbrennung, als eine Minderheit der Demonstranten staatliche Symbole und Attrappen von Werken „undeutscher“, als reaktionär bezeichneter Schriftsteller verbrannte (siehe die Bücherverbrennung beim Wartburgfest 1817).

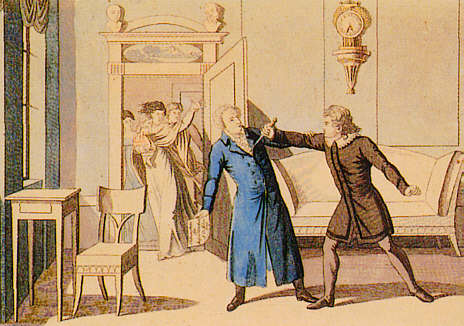
Darstellung von Kotzebues Ermordung 1819, die der Anlass für die Repressionen durch die Karlsbader Beschlüsse war (kolorierter zeitgenössischer Kupferstich)

Entsprechende vom Wartburgfest inspirierte Aktivitäten machten die staatlichen Behörden auf die Burschenschaften aufmerksam, die darauf zunehmenden Repressionen ausgesetzt waren. Gesetzesform erhielten diese Repressionen 1819 als Karlsbader Beschlüsse, die eine Reaktion auf die Ermordung des Dichters August von Kotzebue durch den radikaldemokratischen und als fanatisch nationalistisch geltenden Burschenschafter Karl Ludwig Sand waren. Trotz Verbot und Verfolgung blieben Mitglieder der Burschenschaften oft im Untergrund aktiv. Teilweise wurden scheinbar unpolitische Tarnorganisationen auf- und ausgebaut wie etwa die Turnbewegung des „Turnvater Jahn“, wo weiterhin kulturell von der Romantik geprägte liberale und nationale Ideen gepflegt wurden, die jedoch auch schon antiemanzipatorische und antiaufklärerische Züge in sich trugen. So gab es in diesen Gruppierungen insgesamt auch einen stark verbreiteten, vorwiegend religiös motivierten Antijudaismus. Dieser wirkte sich unter anderem in den von Würzburg ausgehenden Hep-Hep-Krawallen des Jahres 1819 aus, bei denen es vielerorts zu Gewaltexzessen kam und die sich gegen die Judenemanzipation im Allgemeinen bzw. gegen die wirtschaftliche Gleichstellung der Juden im Besonderen richteten.
Die Julirevolution von 1830 in Frankreich, in der das reaktionäre Königshaus der Bourbonen unter Karl X. gestürzt worden war und die bürgerlich-liberalen Kräfte den „Bürgerkönig“ Louis Philippe von Orleans eingesetzt hatten, gab auch den liberalen Kräften in Deutschland und anderen Regionen Europas neuen Auftrieb. So war es in verschiedenen deutschen Fürstentümern schon 1830 zu regional begrenzten Aufständen gekommen, wie zum Beispiel in Braunschweig, Kurhessen, im Königreich Sachsen und in Hannover, die teilweise zu Verfassungen in den jeweiligen Staaten geführt hatten.

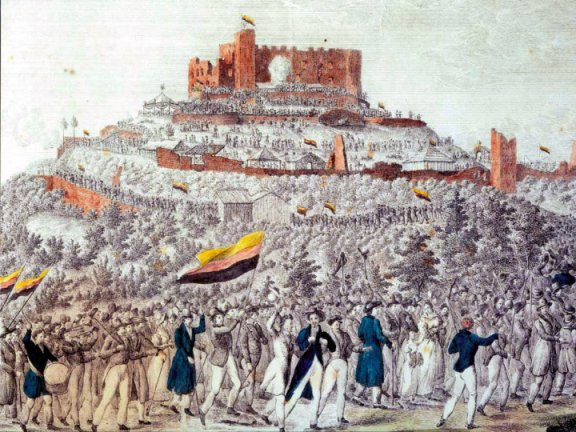
Hambacher Fest 1832: Der Zug zum Hambacher Schloss

Auch in den italienischen Staaten sowie den polnischen Provinzen Österreichs, Preußens und Russlands (Kongresspolen) hatte es 1830 Aufstände mit dem Ziel einer nationalstaatlichen Autonomie gegeben. Im Vereinigten Königreich der Niederlande führte die Belgische Revolution zur Abspaltung der südlichen Provinzen, damit zur Gründung eines unabhängigen belgischen Staates als parlamentarische Monarchie.
Insgesamt blieb das metternichsche System jedoch zunächst erhalten, auch wenn sich überall Risse zeigten. So war es auch nach den Karlsbader Beschlüssen trotz der „Demagogenverfolgung“ zu weiteren, dem Wartburgfest ähnlichen, spektakulären Versammlungen gekommen, wie etwa dem Hambacher Fest 1832, bei dem demonstrativ die verbotenen republikanischen schwarz-rot-goldenen Fahnen gezeigt wurden.

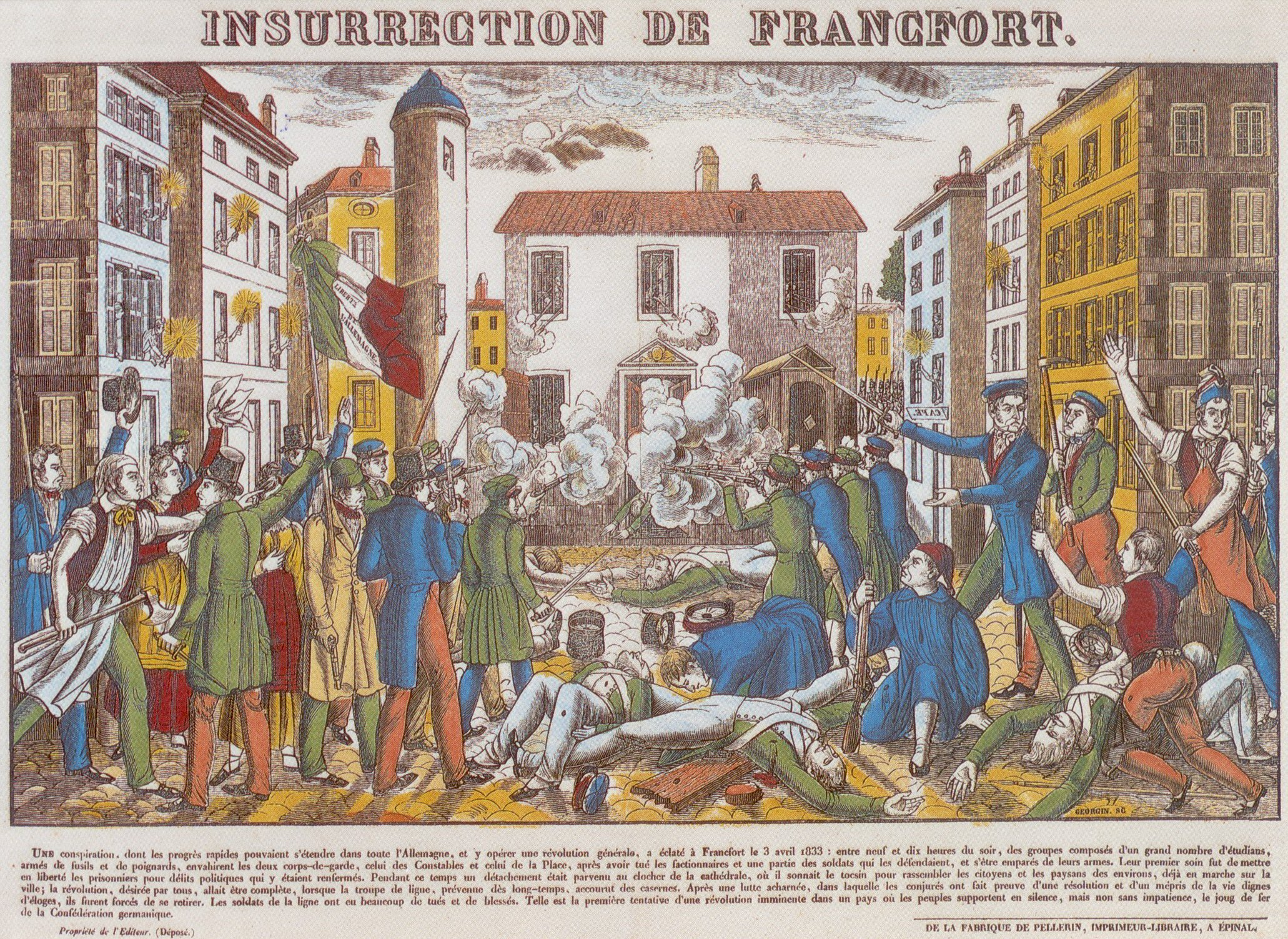
Insurrection de Francfort, zeitgenössischer Kupferstich von François Georgin zum Frankfurter Wachensturm

Der Frankfurter Wachensturm am 3. April 1833 bildete bereits einen ersten Versuch von etwa 50 Studenten, eine gesamtdeutsche Revolution auszulösen. Die Aktion hatte sich gegen den Sitz des deutschen Bundestags gerichtet, der von den Demokraten als Instrument der Restaurationspolitik betrachtet wurde. Nach der Erstürmung der beiden Frankfurter Polizeiwachen wollten die Aufständischen die Gesandten der Fürsten im Bundestag gefangen nehmen und damit das Fanal zu einer gesamtdeutschen Erhebung setzen. Die Aktion, die schon im Vorfeld verraten worden war, scheiterte jedoch schon im Ansatz nach einem Schusswechsel, bei dem es einige Tote und Verletzte gegeben hatte.

## Verlauf
Ein wesentlicher auslösender Faktor für die Märzrevolutionen war der Erfolg der Februarrevolution 1848 in Frankreich, von wo aus der revolutionäre Funke schnell auf die angrenzenden deutschen Staaten übersprang. Die Ereignisse in Frankreich, wo es gelang, den inzwischen vom Liberalismus zusehends abgekommenen Bürgerkönig Louis Philippe abzusetzen und schließlich die Zweite Republik auszurufen, setzten revolutionäre Umwälzungen in Gang, deren Wirren den Kontinent über eineinhalb Jahre hinweg in Atem hielten.
Die wichtigsten Zentren der Revolution nach Frankreich waren Baden, Preußen, Österreich, Oberitalien, Ungarn, Bayern und Sachsen. Aber auch in anderen Staaten und Fürstentümern kam es zu Aufständen und Volksversammlungen, bei denen die revolutionären Forderungen artikuliert wurden. Ausgehend von der Mannheimer Volksversammlung am 27. Februar 1848, auf der die „Märzforderungen“ erstmals formuliert wurden, lauteten die Kernforderungen der Revolution in Deutschland: „1. Volksbewaffnung mit freien Wahlen der Offiziere, 2. unbedingte Preßfreiheit, 3. Schwurgerichte nach dem Vorbild Englands, 4. sofortige Herstellung eines deutschen Parlaments.“
Im Königreich Dänemark führten die revolutionären Ereignisse 1849 zu einer neuen Verfassung, in der die konstitutionelle Monarchie und ein Zweikammerparlament mit allgemeinem Wahlrecht eingeführt wurden.
In manchen Ländern des Deutschen Bundes, zum Beispiel in den Königreichen Württemberg und Hannover, oder in Hessen-Darmstadt, lenkten die Fürsten rasch ein. Dort kam es bald zur Errichtung von liberalen „Märzministerien“, die teilweise den Forderungen der Revolutionäre nachkamen, beispielsweise durch Einrichtung von Schwurgerichten, Abschaffung der Pressezensur und Bauernbefreiung. Oftmals blieb es jedoch bei bloßen Versprechungen. In diesen Ländern nahm die Revolution wegen der frühen Zugeständnisse einen einigermaßen friedlichen Verlauf.

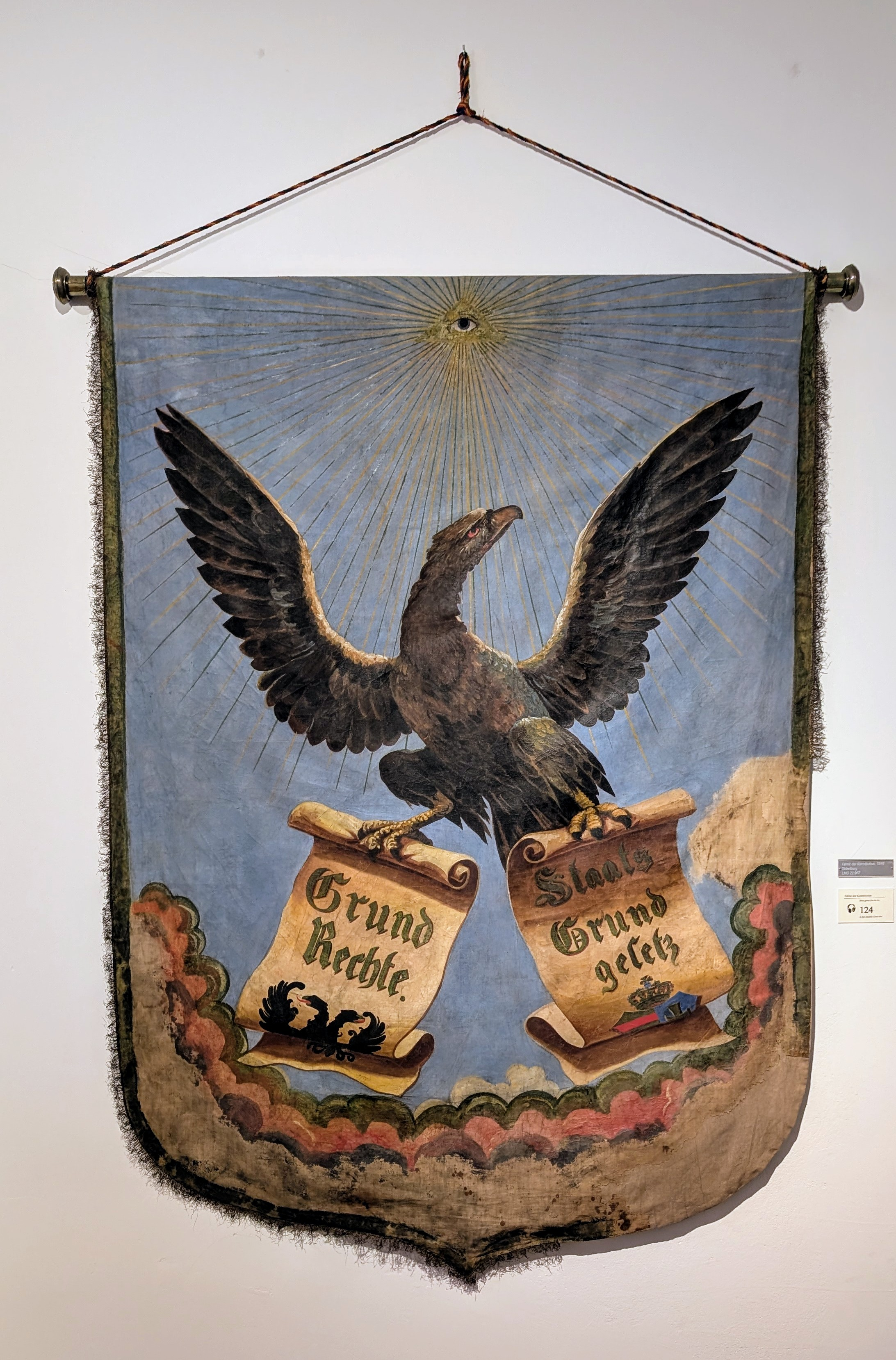
Fahne der Konstitution, angefertigt für die Verabschiedung des Staatsgrundgesetzes Oldenburg an 11. März 1849 (Landesmuseum Kunst und Kultur Oldenburg)

Bereits ab Mai/Juni 1848 setzten verstärkt restaurative Aktivitäten der herrschenden Fürstenhäuser ein, die die Aufständischen in den Staaten des Deutschen Bundes zunehmend in die Defensive drängten. Dabei bildete die Niederschlagung des Pariser Juniaufstands im weiteren Verlauf der französischen Februarrevolution ein entscheidendes Ereignis für das Einsetzen der Konterrevolution („Reaktion“) auch in den anderen europäischen Staaten. Der Juniaufstand der Pariser Arbeiter gilt historisch auch als Markierungspunkt für die Spaltung zwischen revolutionärem Proletariat und Bürgertum.

## Entwicklungen in den Ländern

### Baden

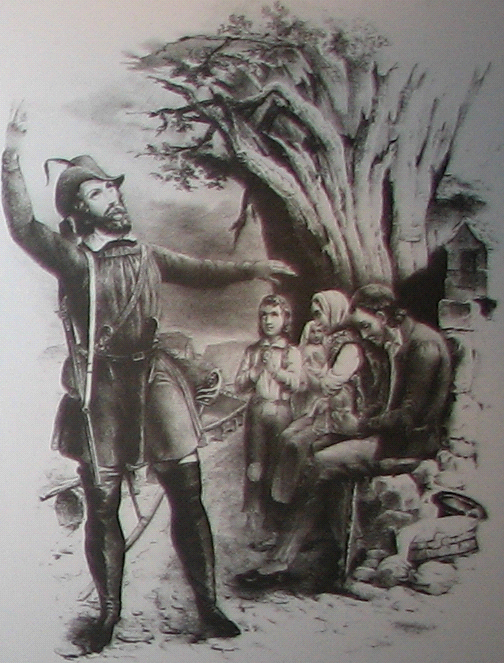
Verklärende Darstellung Friedrich Heckers (1811–1881)

Schon am 27. Februar 1848 war es in Mannheim zu einer Volksversammlung gekommen, bei der grundlegende Forderungen der Revolution vorweggenommen wurden. Die badischen Revolutionäre, insbesondere ihr stark vertretener radikaldemokratischer Flügel, verlangten die weitestgehenden Veränderungen.
Unter Führung der Advokaten Friedrich Hecker und Gustav Struve forderten sie unter anderem die Schaffung einer tatsächlichen Volkssouveränität, Abschaffung der Adelsprivilegien, Volksbewaffnung und eine progressive Einkommensteuer. Damit stellten sie auch schon sozialrevolutionäre und sozialistische Forderungen auf.
Struve und Hecker hatten als Vertreter des linken Flügels im Frankfurter Vorparlament, das die Wahl zu einer verfassunggebenden Nationalversammlung vorbereiten sollte, eine föderative deutsche Republik mit nicht nur politischen, sondern auch sozialen Veränderungen gefordert. Ein entsprechendes von Struve veröffentlichtes Programm wurde aber von der Mehrheit des Vorparlaments abgelehnt.

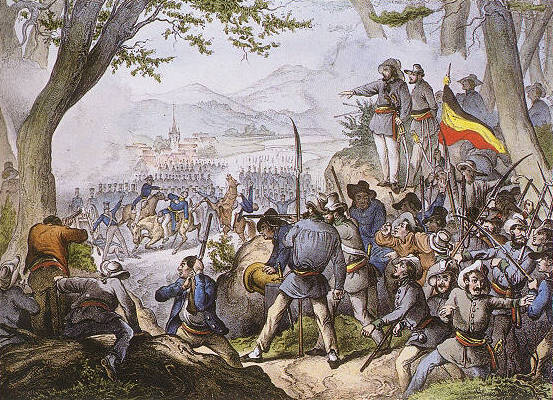
Zeitgenössische Lithographie des Gefechts bei Kandern aus der Perspektive der Revolutionäre am 20. April 1848, bei der der Heckeraufstand niedergeschlagen wurde

Daraufhin versuchten Hecker, Struve und deren Anhänger ihre Vorstellungen auf eigenem Weg, von Südwestdeutschland ausgehend, beim so genannten „Heckeraufstand“ durchzusetzen. In Konstanz riefen sie angeblich am 12. April 1848 gemeinsam mit dem Bonner Hochschullehrer Gottfried Kinkel und anderen die Republik aus; allerdings erwähnt dies keine der drei Konstanzer Zeitungen in ihren Berichten über die betreffende Rede. Der Heckerzug machte sich mit etwa 1200 Mann Richtung Rheinebene auf, wo er sich mit einem Zug unter Führung des linksrevolutionären Dichters Georg Herwegh und dessen als Kundschafterin eingesetzter Frau Emma, der aus Frankreich kommenden „Deutschen Demokratischen Legion“, vereinigen und in die badische Hauptstadt Karlsruhe marschieren wollte, um von dort aus die Republik in ganz Baden durchzusetzen. Beide Gruppen wurden aber in kurzer Zeit von regulärem Militär besiegt und aufgerieben: Heckers Freischar am 20. April 1848 in einem Gefecht bei Kandern im Schwarzwald, Herweghs Freischar eine Woche später bei Dossenbach.
Hecker konnte ins Exil entkommen, das ihn über die Schweiz letztlich in die USA führte. Seine Niederlage nahm der Heidelberger Dichter Karl Gottfried Nadler zum Anlass für seine Spottballade Guckkastenlied vom großen Hecker.

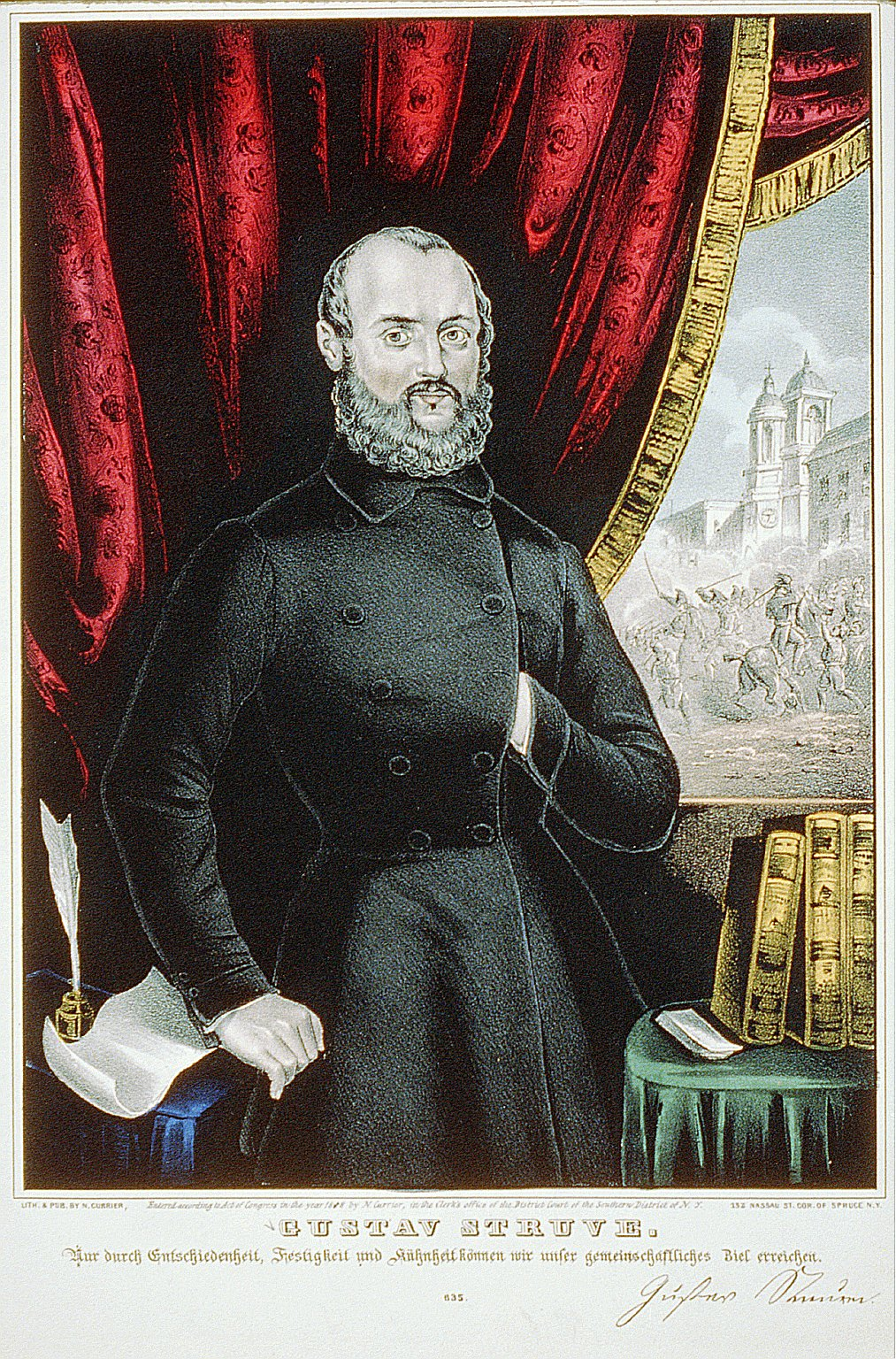
Gustav Struve (1805–1870)

Ein weiterer Aufstand Struves im September 1848 in Lörrach, wo er mit seinen Anhängern am 21. September die Republik ausgerufen hatte, scheiterte ebenfalls. Struve wurde gefangen genommen und bei einem Hochverratsprozess in Freiburg mit einigen anderen Revolutionären zu einer Freiheitsstrafe verurteilt, bis er bei den Maiunruhen 1849 wieder befreit wurde. Die weitere revolutionäre Entwicklung Badens beschränkte sich danach im Wesentlichen zunächst auf die Auseinandersetzungen in der Frankfurter Nationalversammlung.
Im Mai 1849 kam es, nachdem die Nationalversammlung in Frankfurt gescheitert war, neben anderen deutschen Staaten auch in Baden zu weiteren Aufständen, den so genannten Maiaufständen im Rahmen der Reichsverfassungskampagne. Die Demokraten wollten dabei die Anerkennung ihrer jeweiligen Regierungen in einer Reichsverfassung erzwingen.
In der Bundesfestung Rastatt meuterte am 11. Mai die badische Garnison. Wenige Tage später floh Großherzog Leopold von Baden nach Koblenz. Am 1. Juni 1849 übernahm eine provisorische Regierung unter dem liberalen Politiker Lorenz Brentano die Regierungsgewalt. Es kam zu Kämpfen gegen Bundestruppen und die preußische Armee unter Führung des „Kartätschenprinzen“ Wilhelm von Preußen, des späteren deutschen Kaisers Wilhelm I. Die badische Revolutionsarmee konnte dem Druck der Übermacht der preußischen Truppen nicht standhalten.
Die badischen Revolutionäre standen im Juni 1849 unter der Führung des polnischen Revolutionsgenerals Ludwik Mieroslawski. Mieroslawski war ein taktisch geschickter und erfahrener Soldat der Revolution. Er hatte im Zuge der Märzrevolution auch schon den Aufstand der Posener Polen 1848 gegen die preußische Vorherrschaft und andere vorausgegangene polnische Aufstände angeführt (siehe Unterartikel Posen, Polen). Mieroslawski trat jedoch bereits am 1. Juli 1849 als Befehlshaber der badischen Revolutionstruppen zurück; er war resigniert von der zögerlichen Haltung der Regierung Brentanos, der auf Verhandlungen setzte und eine von den Radikalen geforderte allgemeine Volksbewaffnung hinauszögerte. Des Weiteren war die Moral der Truppe zurückgegangen, sodass Mieroslawski letztlich die militärische Lage für einen Erfolg der badischen Republik als aussichtslos betrachtete.
Die Unentschlossenheit Brentanos hatte noch Ende Juni 1849 zu dessen Sturz durch Gustav Struve und seine Anhänger geführt. Aber dieser Schritt konnte den Auflösungsprozess der Revolutionstruppen nicht aufhalten. Ohne einheitliche militärische Führung waren die noch übrigen überzeugten Freischärler nahezu chancenlos. Der Niedergang der badischen Revolution war im Grunde besiegelt.
Auf Seiten der badischen Revolutionäre war auch der Sozialist Friedrich Engels aktiv an den Kämpfen beteiligt. Engels war 1848/49 Redakteur der von Karl Marx herausgegebenen Neuen Rheinischen Zeitung und kritisch-sympathisierender Beobachter der Revolution. Ein Jahr zuvor, im Februar 1848, hatte Engels zusammen mit Karl Marx im Auftrag des Bundes der Kommunisten Das Kommunistische Manifest herausgegeben. Auch der zu der Zeit noch relativ unbekannte Wilhelm Liebknecht, der spätere Mitbegründer der Sozialdemokratischen Arbeiterpartei (SDAP), der Vorläuferpartei der SPD, war unter anderem als Adjutant Gustav Struves auf der Seite der Revolutionäre aktiv.
Als am 23. Juli 1849 nach dreiwöchiger Belagerung die Festung Rastatt fiel, war die badische Revolution endgültig gescheitert. 23 Revolutionäre wurden hingerichtet, einige andere wie Gustav Struve, Carl Schurz und Lorenz Brentano konnten sich ins Exil absetzen. Insgesamt verließen nach der Revolution etwa 80.000 Badener ihr Land. Das waren etwa fünf Prozent der Bevölkerung. Einige der prominenten Revolutionäre setzten später in den USA ihr politisches Engagement für demokratische Ziele fort und machten dort politische Karriere. Carl Schurz wurde 1877 Innenminister der USA und war bis 1881 in diesem Amt.
Kennzeichnend für die badische Revolution im Unterschied zu den anderen Aufständen im Deutschen Bund war, dass die Forderung nach einer demokratischen Republik am konsequentesten vertreten wurde. Dagegen wurde in den Gremien und Revolutionsparlamenten der anderen Fürstentümer des Deutschen Bundes mehrheitlich eine konstitutionelle Monarchie mit Erbkaisertum favorisiert.

### Preußen, Posen, Polen

#### Preußen

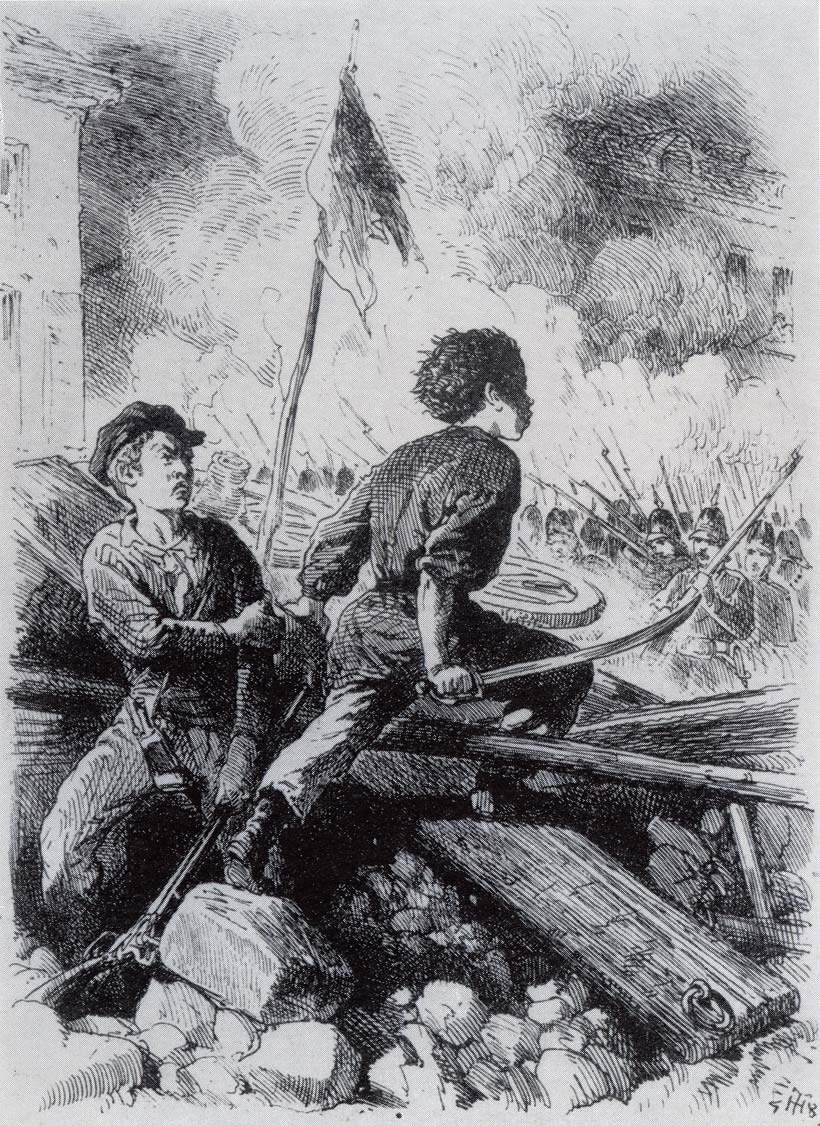
Jugendliche Barrikadenkämpfer 1848 in Berlin (Ernst Zinna und Heinrich Glasewaldt, Federlithographie von Theodor Hosemann)

Unter dem Druck der revolutionären Ereignisse in Berlin seit dem 6. März 1848 gab der preußische König Friedrich Wilhelm IV. zunächst nach und machte Zugeständnisse. Er willigte ein, den Landtag einzuberufen, die Pressefreiheit einzuführen, die Zollschranken zu beseitigen und den Deutschen Bund zu reformieren. Nach der Verlesung des entsprechenden Patents am 18. März fielen zwei Schüsse aus Militärgewehren und vertrieben Tausende der auf dem Schlossplatz versammelten Bürger. Daraufhin kam es in Berlin zum Barrikadenaufstand und zu Straßenkämpfen der Revolutionäre gegen die regulären preußischen Truppen, bei denen sich die Aufständischen vorerst durchsetzen konnten. Am 19. März wurden die Truppen auf Befehl des Königs aus Berlin abgezogen. Mehrere Hundert Tote und über Tausend Verletzte auf beiden Seiten waren die Folge dieser Kämpfe.

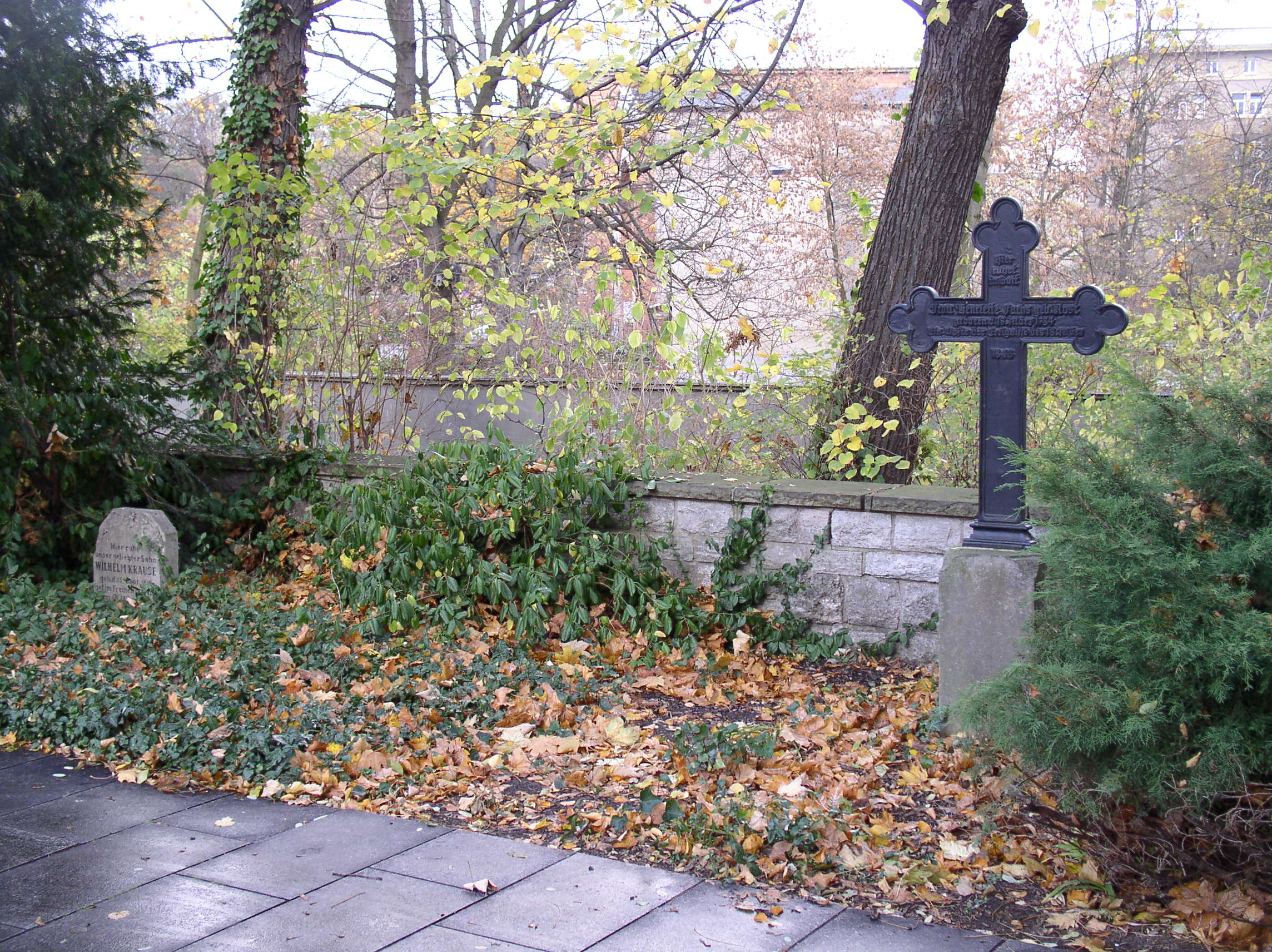
Friedhof der Märzgefallenen, Berlin-Friedrichshain

Der König sah sich gezwungen, den getöteten Revolutionären seine Achtung zu erweisen. Er verneigte sich am 19. März vor den aufgebahrten „Märzgefallenen“, bevor sie am 22. März auf dem bis heute so genannten „Friedhof der Märzgefallenen“ beerdigt wurden. Am 21. März ritt er mit einer Binde in den Farben der Revolution Schwarz-Rot-Gold durch Berlin und versprach in einem Aufruf „An mein Volk und an die deutsche Nation“ das Aufgehen Preußens in Deutschland. Am Abend wurde die schwarz-rot-goldene Fahne auf dem Gerüst der Schlosskuppel des Berliner Schlosses angebracht. In einer Proklamation verlautete der König:

„Ich habe heute die alten deutschen Farben angenommen und Mich und Mein Volk unter das ehrwürdige Banner des deutschen Reiches gestellt. Preußen geht fortan in Deutschland auf.“

Am Tag darauf schrieb Friedrich Wilhelm IV. insgeheim seinem Bruder, dem Prinzen Wilhelm:

„Die Reichsfarben musste ich gestern freiwillig aufstecken, um Alles zu retten. Ist der Wurf gelungen …, so lege ich sie wieder ab!“

Am 29. März 1848 wurde ein liberales Märzministerium eingesetzt. Der neuen Regierung gehörten zwei ehemalige, bürgerliche Vertreter des Ersten Vereinigten Landtages von 1847 an: die rheinischen Bankiers Ludolf Camphausen und David Hansemann. Freilich waren auch konservative Aristokraten wie Karl von Reyher Teil des Kabinetts Camphausen-Hansemann. Sie blockierten Reformvorhaben. Bürokratie und Armee blieben personell und strukturell nahezu unverändert. Bis Ende April 1848 genoss das preußische Märzministerium großes Vertrauen in der Bevölkerung. Eine revolutionäre Umgestaltung des Staates lag jedoch nie im Interesse von Camphausen und Hansemann. Sie beabsichtigten im Bündnis mit den konservativen Kräften und der Monarchie lediglich eine „begrenzte Reformierung“ Preußens. Am 20. Juni 1848 wurde das Märzministerium wieder abgeschafft.

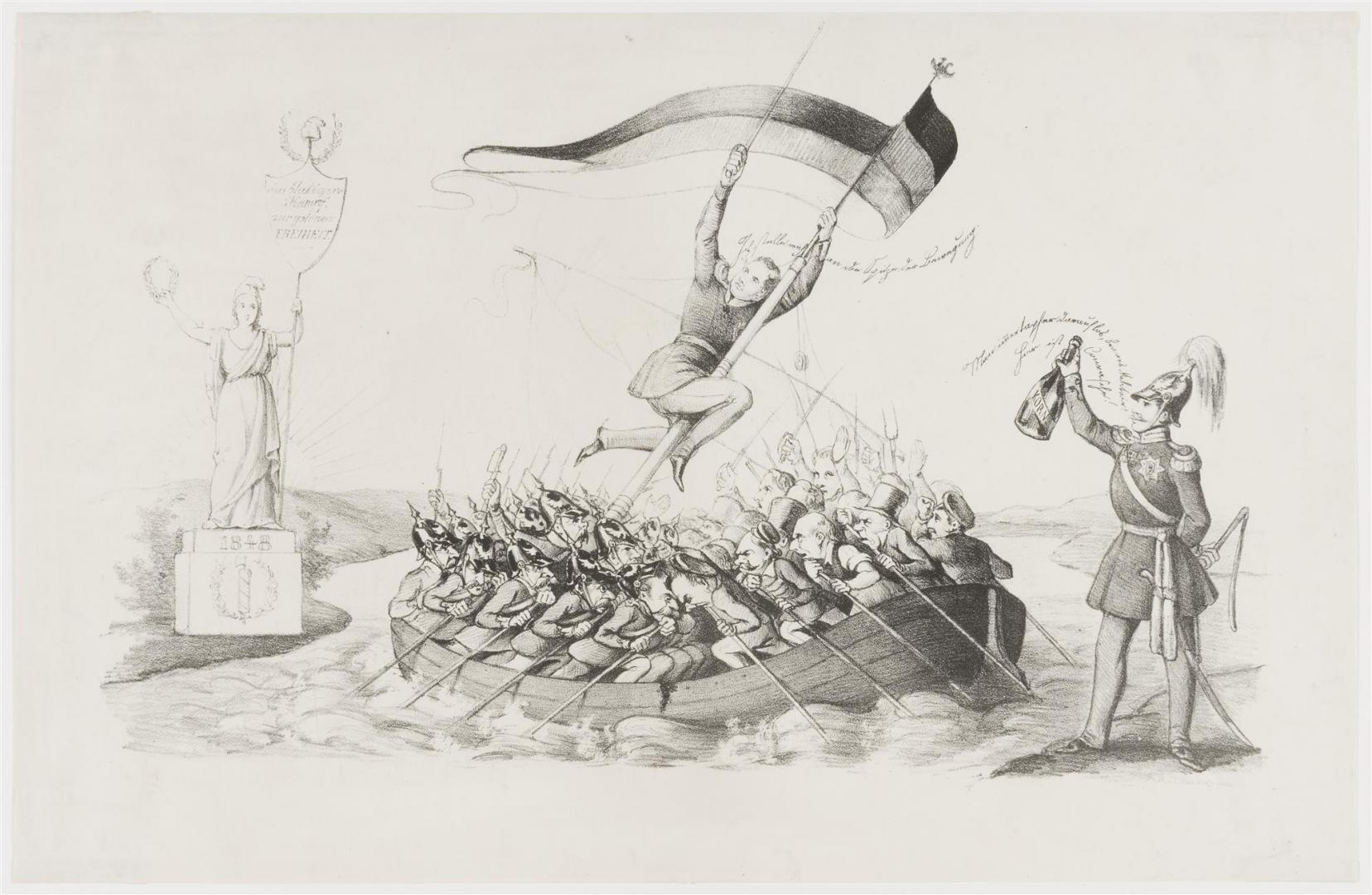
Die Karikatur aus dem Revolutionsjahr 1848 stellt Prinz Wilhelm als Repräsentanten der Gegenrevolution dar. Er steht am rechten Ufer und verspricht der Rudermannschaft des Staatsschiffes Champagner, sollten sie sich für seine Seite entscheiden. Hinter seinem Rücken hält er bereits eine Peitsche bereit. Der wie er Pickelhaube tragende Besatzungsteil scheint auch in seine Richtung zu steuern. Die andere Hälfte der Mannschaft versucht dagegen zum linken Ufer zu rudern. Dort erwartet sie eine Freiheits- oder Republikallegorie mit Jakobinermütze und Lorbeerkranz. Der preußische König Friedrich Wilhelm IV. steht derweil nicht am Steuer des Schiffes, sondern hält sich – unschlüssig über die einzuschlagende Richtung – am schwankenden Mast fest. (Anonym, Druckgrafik, Papier und Kreidelithographie, 24,7 × 38,2 cm, Historisches Museum Frankfurt)

Als Ende Mai 1848 die Ereignisse sich etwas beruhigt hatten, vollzog der König eine reaktionäre Kehrtwendung. Mit dem Berliner Zeughaussturm kam es am 14. Juni erneut zu einem revolutionären Aufwallen. Das Volk bewaffnete sich aus dem Waffenarsenal. Am 2. November 1848 wurde General Friedrich Wilhelm von Brandenburg zum Ministerpräsidenten von Preußen ernannt. Eine Woche später kehrten die königlichen Truppen nach Berlin zurück. An der folgenden Konterrevolution in Preußen war auch der konservative Abgeordnete Otto von Bismarck beteiligt, der später preußischer Ministerpräsident und schließlich Reichskanzler des 1871 gegründeten Deutschen Reiches wurde. Die seit dem 22. Mai stattfindenden Verhandlungen der preußischen Nationalversammlung über eine Verfassung, die seit 1815 von Friedrich Wilhelm IV. und seinem Vorgänger immer wieder zugesagt, aber nie verwirklicht worden war, blieben letztlich erfolglos. Der im Juli 1848 vorgelegte Verfassungsentwurf, die „Charte Waldeck“, die einige liberaldemokratische Reformen vorsah, wurde sowohl von den konservativen Abgeordneten als auch vom König abgelehnt.

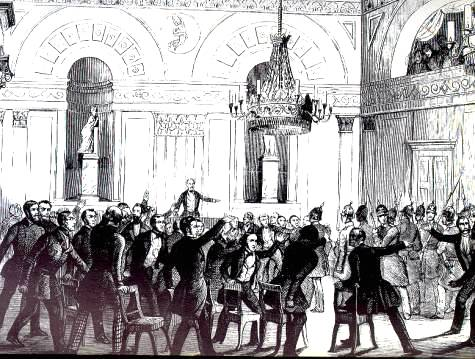
Auflösung der preußischen Nationalversammlung, zeitgenössische Darstellung, November 1848

Am 10. und 15. November 1848 ließ der König durch das Militär die Beratungen der preußischen Nationalversammlung in Berlin auflösen. In Düsseldorf riefen revolutionäre Kräfte am 14. November 1848 daraufhin zum Steuerboykott auf, zu dessen Durchführung und Überwachung eine bewaffnete Bürgerwehr sich für „permanent“ erklärte und wenig später das örtliche Postamt nach Steuergeldern durchsuchte, was am 22. November 1848 die Verhängung des Belagerungszustandes über die Stadt und das Verbot der Bürgerwehr durch die Regierung nach sich zog. Am 5. Dezember verordnete der König die Auflösung der von ihm nach Brandenburg verlegten Nationalversammlung und oktroyierte am selben Tag selbst eine Verfassung, die weit hinter den Forderungen der Märzrevolution zurückblieb. Die Machtposition des Königs blieb dabei unangetastet. Dieser behielt sich das Vetorecht gegen alle Beschlüsse des preußischen Landtags vor sowie das Recht, das Parlament jederzeit auflösen zu können. Das Staatsministerium – die preußische Regierung – war nicht dem Parlament, sondern nur dem König gegenüber rechenschaftspflichtig. Dennoch enthielt die oktroyierte Verfassung zunächst noch einige aus der „Charte Waldeck“ übernommene liberale Zugeständnisse, die allerdings in den Folgemonaten modifiziert wurden.
Ende Mai 1849 wurde die Nationalversammlung durch das preußische Abgeordnetenhaus, Zweite Kammer, ersetzt. Es wurde ein Dreiklassenwahlrecht eingeführt, um die Vorherrschaft der Besitzenden zu sichern. Dieses undemokratische Wahlrecht blieb in Preußen bis 1918 in Kraft.
Diese Reaktion führte vor allem in den westlichen Provinzen Preußens zu Gegenbewegungen. In ehemals liberal oder katholisch dominierten Wahlkreisen Rheinlands und der Provinz Westfalen wurden bei den Neuwahlen zum preußischen Abgeordnetenhaus vielfach demokratische Abgeordnete gewählt. Die Truppen des Königs hatten jedoch spätestens im Mai 1849 mit dem Scheitern des Iserlohner Aufstands in Westfalen und des Prümer Zeughaussturms im Rheinland die Überhand über die Revolution gewonnen.

#### Posen, Polen

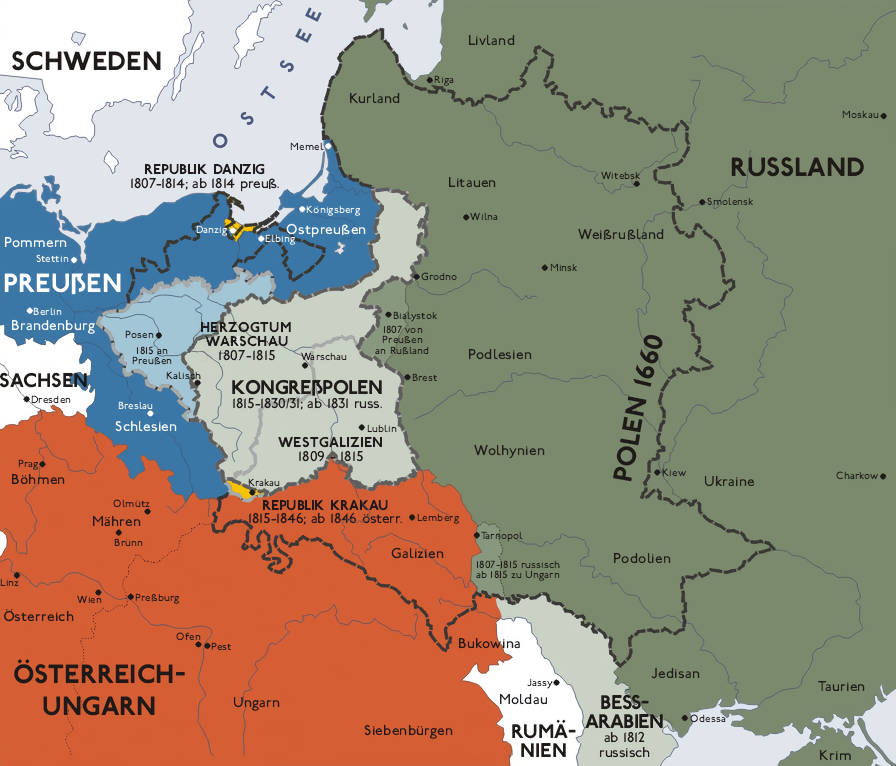
Karte des dreigeteilten Polen nach dem Wiener Kongress

Das überwiegend von Polen bewohnte Großherzogtum Posen war 1848 eine preußische Provinz. Der ehemalige polnisch-litauische Staat war bereits gegen Ende des 18. Jahrhunderts zum politischen Spielball der europäischen Großmächte geworden. Nach mehreren gewaltsamen Teilungen unter Russland, Preußen und Österreich hörte der Staat 1795 auf zu bestehen.
Anfang des 19. Jahrhunderts gab es nur von 1807 bis 1815 einen unter napoleonischem Schutz stehenden polnischen Vasallenstaat, das Herzogtum Warschau unter Herzog Friedrich August I. von Sachsen, der auch König von Sachsen war. Nach dem Sieg der Teilungsmächte über Napoleon wurde das Herzogtum Warschau auf dem Wiener Kongress im Jahr 1815 zwischen Russland und Preußen geteilt, wobei eine Verpflichtung zur Sicherung des polnischen Volkstums der Bewohner anerkannt wurde.
In der Folgezeit bildeten sich in den polnischen Gebieten Russlands, Preußens und Österreichs immer wieder Verschwörungen mit dem Ziel, ein eigenständiges Polen neu zu errichten. Im Gefolge der französischen Julirevolution 1830 kam es dadurch im russischen Teilgebiet zum Novemberaufstand, der jedoch erfolglos blieb.

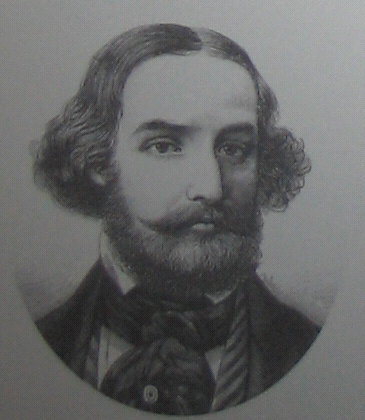
Ludwik Mierosławski (1814–1878)

1846 war zuletzt ein geheim geplanter großpolnischer Aufstand im Großherzogtum Posen aufgedeckt und schon im Keim niedergeschlagen worden. Dessen Anführer, der polnische Revolutionär Ludwik Mierosławski, wurde gefangen genommen, im Dezember 1847 im Polenprozess in Berlin zum Tode verurteilt, dann aber mit sieben anderen am 11. März 1848 zu lebenslanger Haft begnadigt.
Nach den Kämpfen am 18. und 19. März 1848 in Berlin wurden 90 polnische Revolutionäre, unter ihnen auch Mierosławski und Karol Libelt, aus dem Gefängnis in Moabit entlassen. Im Anfangsstadium der Märzrevolution, die in Europa als Völkerfrühling empfunden wurde, herrschte unter den Revolutionären noch eine polenfreundliche Haltung vor, die den folgenden Aufstand in Posen zunächst begrüßte und begünstigte. Mierosławski stellte sich kurz nach seiner Befreiung im April und Mai 1848 an die Spitze des Aufstands der Posener Polen gegen die preußische Herrschaft, die nun als deutsch empfunden wurde. Der Aufstand richtete sich gegen die Einbeziehung überwiegend polnischer Gebiete in die Wahlen zur Frankfurter Nationalversammlung und damit gegen die Inkorporation eines Teils von Polen in einen deutschen Nationalstaat. Ferneres Ziel war eine Vereinigung ganz Polens. Insofern zielte die Revolution in Posen auch auf die Befreiung des Königreichs Polen, des so genannten „Kongresspolens“, das seit 1831 nach dem Verlust der Autonomie, als Provinz unter direkter russischer Herrschaft stand.
Im Zuge des Revolutionsverlaufs in Preußen, wo zunehmend wieder konservative Kräfte die Lage zu bestimmen begonnen hatten, war auch die anfängliche Polenbegeisterung einer nationalistischeren Haltung in Preußen gewichen. Außerdem wollte der preußische König Friedrich Wilhelm IV. wegen des Posener Aufstands keinen Krieg mit Russland riskieren. Am 9. Mai 1848 wurde der Aufstand der Posener Polen von einer Übermacht preußischer Truppen niedergeschlagen und Mierosławski erneut verhaftet. Auf Intervention des revolutionären Frankreichs wurde er nach kurzer Zeit begnadigt und nach Frankreich ausgewiesen; bis er im Juni 1849 von den badischen Revolutionären gerufen wurde, die ihn an die Spitze ihres Revolutionsheeres setzten (siehe Unterartikel Baden).
Nach der Revolution von 1848 hatten die Polen in Preußen erkannt, dass eine gewaltsame Erhebung zu keinem Erfolg führen konnte. Als Methode zur Erhaltung des nationalen Zusammenhalts und zur Abwehr der preußischen Germanisierungspolitik gewann die organische Arbeit in dem nunmehr konstitutionellen preußischen Staat immer größere Bedeutung.

### Österreich, Böhmen, Ungarn, Italien und Erster Italienischer Unabhängigkeitskrieg

#### Österreich
Im Habsburgerreich und Vielvölkerstaat Österreich wurde die Monarchie nicht nur von heftigen Aufständen im Kernland Österreich selbst, sondern auch von weiteren revolutionären Unruhen bedroht, so etwa in Böhmen, in Ungarn und in Oberitalien. Das Königreich Sardinien-Piemont unterstützte die Revolutionäre militärisch. Während die ungarischen, böhmischen und italienischen Erhebungen unter anderem die Unabhängigkeit von der österreichischen Vorherrschaft anstrebten, hatte die Revolution im Kernland Österreich ähnlich wie in den anderen Staaten des deutschen Bundes eine liberale und demokratische Veränderung der Regierungspolitik und das Ende der Restauration zum Ziel.

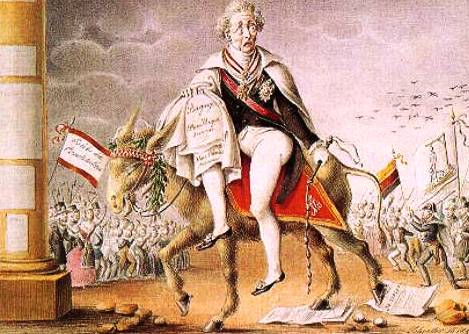
Zeitgenössische Karikatur zur Flucht Metternichs (März 1848)

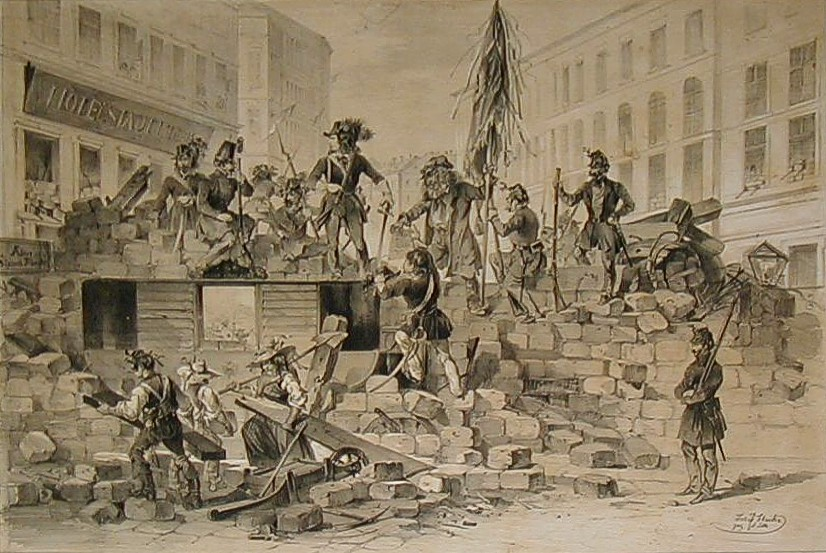
Barrikadenbau der Revolutionäre in Wien, Mai 1848

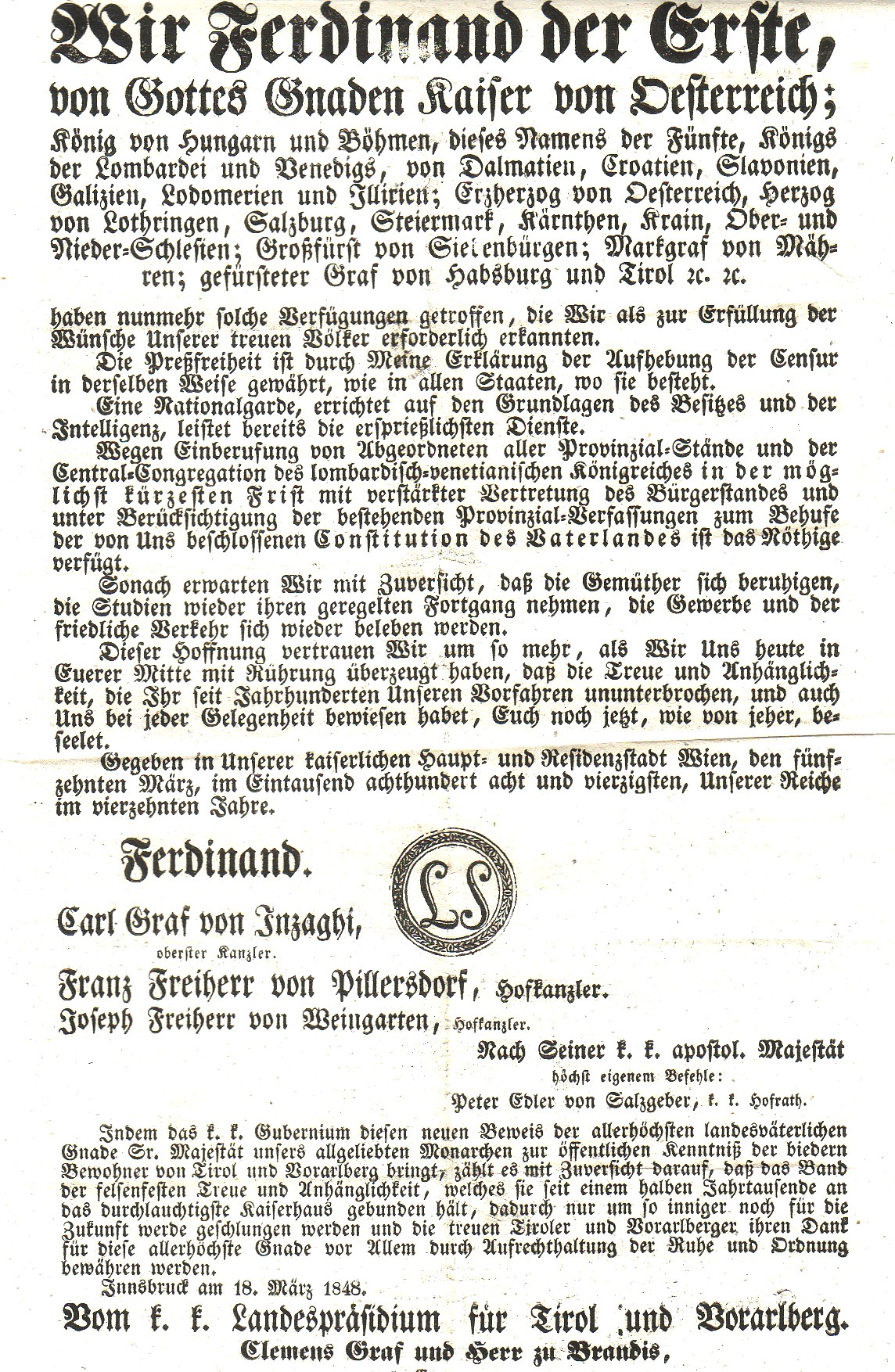
Verfassungsversprechen Ferdinands I. vom 15. März 1848

Auch in Österreich war es 1847/1848 zu einem Hungerwinter gekommen. Die wirtschaftliche Not traf die benachteiligten Bevölkerungsgruppen am härtesten. Auch in der Arbeiterschaft war nun die Wut auf das überkommene politische System kurz vor dem Überkochen. Werke wie Alfred Meissners Neue Sklaven oder Karl Becks Gedicht Warum wir arm sind geben ein anschauliches Bild von der Wut und Verzweiflung, die unter der Bevölkerung herrschte.
Schließlich kam es am 13. März 1848 in Wien mit dem Sturm auf das Ständehaus und Anschlägen von Sozialrevolutionären gegen Läden und Fabriken in den Vorstädten zum Ausbruch der Revolution in Österreich. Das Lied Was kommt dort von der Höh, wobei sich die „Höh'“ auf die Polizei und die Kasernen bezog, wurde zum Lied der Revolution. Es wird heute noch von diversen Studentenverbindungen gesungen, um der Beteiligung der Akademischen Legion zu gedenken. Vor dem Sturm auf das Ständehaus wurden in einer schon am 3. März 1848 vom ungarischen Nationalistenführer Lajos Kossuth verfassten Rede der Unmut gegen das politische System und die Forderungen der Revolutionäre nach einer konstitutionellen Umwandlung der Monarchie und nach Verfassungen für die österreichischen Länder ausgedrückt. Diese Rede wurde in der Ständeversammlung von Adolf Fischhof verlesen. Der Versuch, eine Petition an Kaiser Ferdinand zu überbringen, entwickelte sich zu einem regelrechten Demonstrationszug, sodass Erzherzog Albrecht den Befehl zum Feuern gab und es zu den ersten Todesopfern kam.
Am Abend des 13. März trat der Staatskanzler Fürst Metternich, die verhasste 74-jährige Symbolfigur der Restauration, zurück und floh nach England. Dieses Ereignis wurde zum Beispiel durch Hermann Rolletts Gedicht Metternichs Linde thematisiert.
Am 14. März machte Kaiser Ferdinand I. erste Zugeständnisse: Er billigte die Errichtung einer Nationalgarde und hob die Zensur auf. Am folgenden Tag präzisierte er dies dahingehend, dass er „vollkommene Preßfreiheit gewährt“ habe und versprach zugleich den Erlass einer Verfassung (das so genannte Verfassungsversprechen vom 15. März 1848, siehe Bild nebenan).
Am 17. März wurde die erste verantwortliche Regierung gebildet; deren Innenminister Franz von Pillersdorf entwarf die nach ihm so benannte Pillersdorfsche Verfassung, welche zum Geburtstagsfest des Kaisers am 25. April 1848 kundgemacht wurde. Diese Verfassung hatte frühkonstitutionellen Charakter; vor allem das Zweikammernsystem und die am 9. Mai veröffentlichte Reichstags-Wahlordnung sorgten für Empörung, worauf es zu neuerlichen Unruhen kam („Mairevolution“). Aufgrund der „Sturmpetition“ vom 15. Mai wurde die Verfassung dahin abgeändert, dass der Reichstag nur aus einer Kammer bestehen sollte und überdies „konstituierend“ erklärt wurde, das heißt, sie hatte den Auftrag, eine definitive Verfassung erst zu erstellen; die Pillersdorfsche Verfassung blieb als Provisorium in Geltung. Der überforderte führungsschwache Kaiser brachte sich am 17. Mai 1848 durch seine Flucht nach Innsbruck vor den sich verstärkenden Unruhen in Sicherheit.
Am 16. Juni schlugen österreichische Truppen unter Alfred Fürst zu Windischgrätz den Prager Pfingstaufstand nieder.
Am 22. Juli 1848 wurde der konstituierende österreichische Reichstag mit 383 Delegierten aus Österreich und den slawischen Ländern von Erzherzog Johann eröffnet. Unter anderem wurde dort Anfang September die Bauernbefreiung von der Erbuntertänigkeit beschlossen.
Als Folge der Ereignisse in Ungarn seit dem 12. September 1848, bei denen unter Führung von Lajos Kossuth der ungarische Aufstand in eine kriegerische Auseinandersetzung gegen die kaiserlichen Truppen mündete, und infolge der Ermordung des österreichischen Kriegsministers Theodor Graf Baillet von Latour am 6. Oktober, kam es in Wien zur 3. Phase der österreichischen Revolution, der so genannten Wiener „Oktoberrevolution“. In deren Verlauf gelang es den Wiener Bürgern, Studenten und Arbeitern, die Hauptstadt in ihre Gewalt zu bringen, nachdem die Regierungstruppen geflohen waren. Aber die Revolutionäre konnten sich nur kurze Zeit halten.
Am 23. Oktober wurde Wien von konterrevolutionären Truppen aus Kroatien unter dem Banus Joseph Jellačić und aus dem böhmischen Prag unter Feldmarschall Alfred Fürst zu Windischgrätz eingeschlossen. Trotz des heftigen, aber aussichtslosen Widerstands der Wiener Bevölkerung, wurde die Stadt nach einer Woche von den kaiserlichen Truppen wieder eingenommen. Um die 2000 Aufständische waren gefallen. Weitere Anführer der Wiener Oktoberrevolution wurden zum Tode oder zu langen Freiheitsstrafen verurteilt.

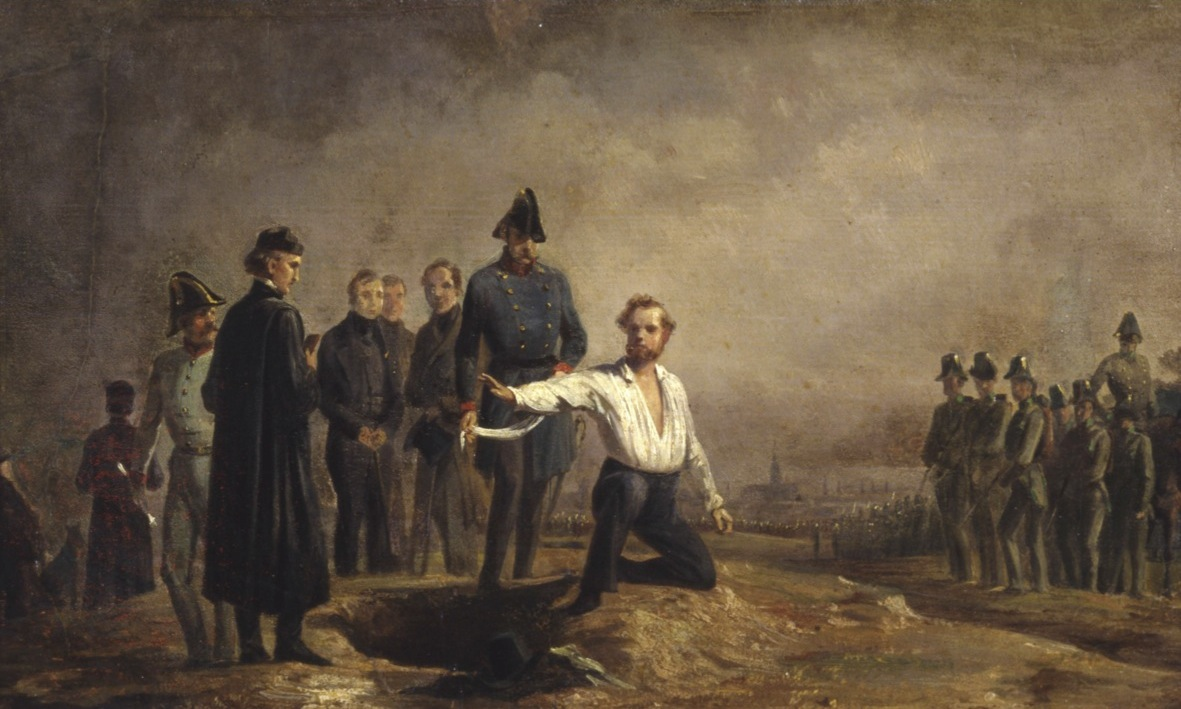
Hinrichtung Robert Blums; Gemälde von Carl Steffeck, 1848/49

Unter den standrechtlich erschossenen Opfern war neben anderen auch der populäre linksliberal-republikanische Abgeordnete der Frankfurter Nationalversammlung Robert Blum, der am 9. November 1848 trotz seiner parlamentarischen Immunität hingerichtet wurde und damit zu einem Märtyrer der Revolution wurde. Literarisch wurde dieses Ereignis im (Volks-)„Lied von Robert Blum“ verarbeitet, welches aber vorwiegend in den deutschen Staaten außerhalb Österreichs gesungen wurde.
Am 2. Dezember 1848 kam es in Österreich zum Thronwechsel. Die revolutionären Ereignisse hatten die Führungsschwäche von Kaiser Ferdinand I. verdeutlicht. Auf Initiative des österreichischen Ministerpräsidenten, Feldmarschallleutnant Felix Fürst zu Schwarzenberg, dankte Ferdinand ab und überließ den Thron seinem 18-jährigen Neffen Franz, der den Kaisernamen Franz Joseph I. annahm. Mit diesem Namen lehnte er sich bewusst an seinen Urgroßonkel Joseph II. (1741–1790) an, dessen Politik für Reformfreudigkeit gestanden hatte.
Damit war die Revolution in Österreich niedergeschlagen. Die im März ausgearbeitete Verfassung trat nie in Kraft. Allerdings blieben die Ereignisse in Ungarn und Italien zunächst noch ein Hindernis für Franz Joseph I., seinen Machtanspruch im ganzen Habsburgerreich durchzusetzen.
Kulturell war das Jahr 1848 durch die kurzfristige Aufhebung der Zensur geprägt. Dies hatte zur Folge, dass eine Vielzahl von Werken veröffentlicht wurde, Zeitschriften aus dem Boden schossen und wieder verschwanden und sich die Schreibkultur grundlegend wandelte. Friedrich Gerhards Die Presse frei!, M. G. Saphirs Der tote Zensor, das Zensorlied oder Ferdinand Sauters Geheime Polizei geben ein Bild von der Aufbruchsstimmung. Es wurde auch scharfe Kritik am bestehenden System geübt. Beispiele dafür finden sich in Johann Nestroys Freiheit in Krähwinkel, Der alte Mann mit der jungen Frau, Skizzen zu Höllenangst, Lady und Schneider oder Die lieben Anverwandten (1848), in den politischen Gedichten von Anastasius Grün sowie in den Schriften von Franz Grillparzer: Dem Vaterlande und Gedanken zur Politik.

#### Böhmen

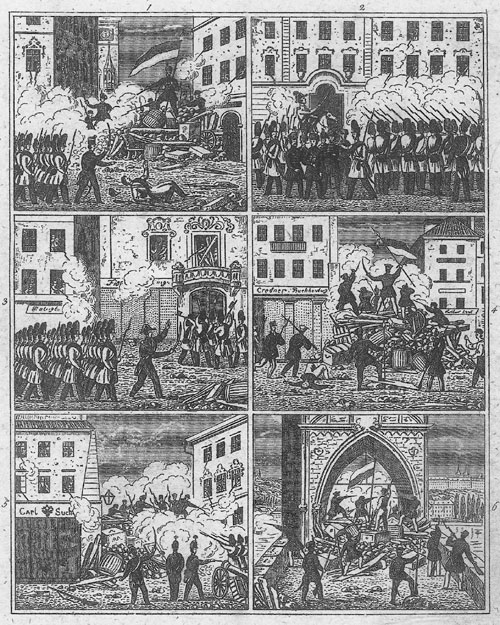
Zeitgenössische Bilderreihe mit Szenen des Prager Pfingstaufstandes

Im Juni 1848 kam es in Böhmen zum Prager Pfingstaufstand. Dem Aufstand ging der ebenfalls in Prag vom 2. bis 12. Juni abgehaltene Slawenkongress voraus, an dem neben Posener Polen und slawischen Österreichern als einziger Russe auch der Anarchist Michail Bakunin teilnahm. Die Teilnehmer des Kongresses verlangten die Umwandlung der Donaumonarchie in einen Bund gleichberechtigter Völker. Ausdrücklich verworfen wurde die Forderung nach einem tschechischen Nationalstaat, stattdessen wurden lediglich Autonomierechte gegenüber der österreichischen Zentralregierung angestrebt. Der österreichische Kaiser Franz Ferdinand I. lehnte diese Forderungen strikt ab. Darauf begannen tschechische Revolutionäre den Pfingstaufstand gegen die österreichische Herrschaft. Der Aufstand wurde am 16. Juni 1848 von österreichischen Truppen unter Alfred Fürst von Windischgrätz niedergeschlagen.

#### Ungarn
In Ungarn, wo am 12. September 1848 Lajos Kossuth, bis dahin Finanzminister und Vorsitzender des Verteidigungsausschusses, den liberalen Ministerpräsidenten Lajos Batthyány ablöste, wurde dem österreichischen Kaiser Ferdinand I. als Folge der revolutionären Ereignisse in Österreich die Anerkennung als König von Ungarn verwehrt.
Der kaiserliche Erlass der Oktroyierten Märzverfassung führte am 7. März 1849 zum Unabhängigkeitsaufstand. Um den Aufstand niederzuschlagen, marschierte eine kaiserliche Armee unter Alfred Fürst zu Windischgrätz in Ungarn ein. Diese musste sich jedoch am 10. April 1849 vor dem mit Freischaren und polnischen Emigranten verstärkten Revolutionsheer zunächst zurückziehen.

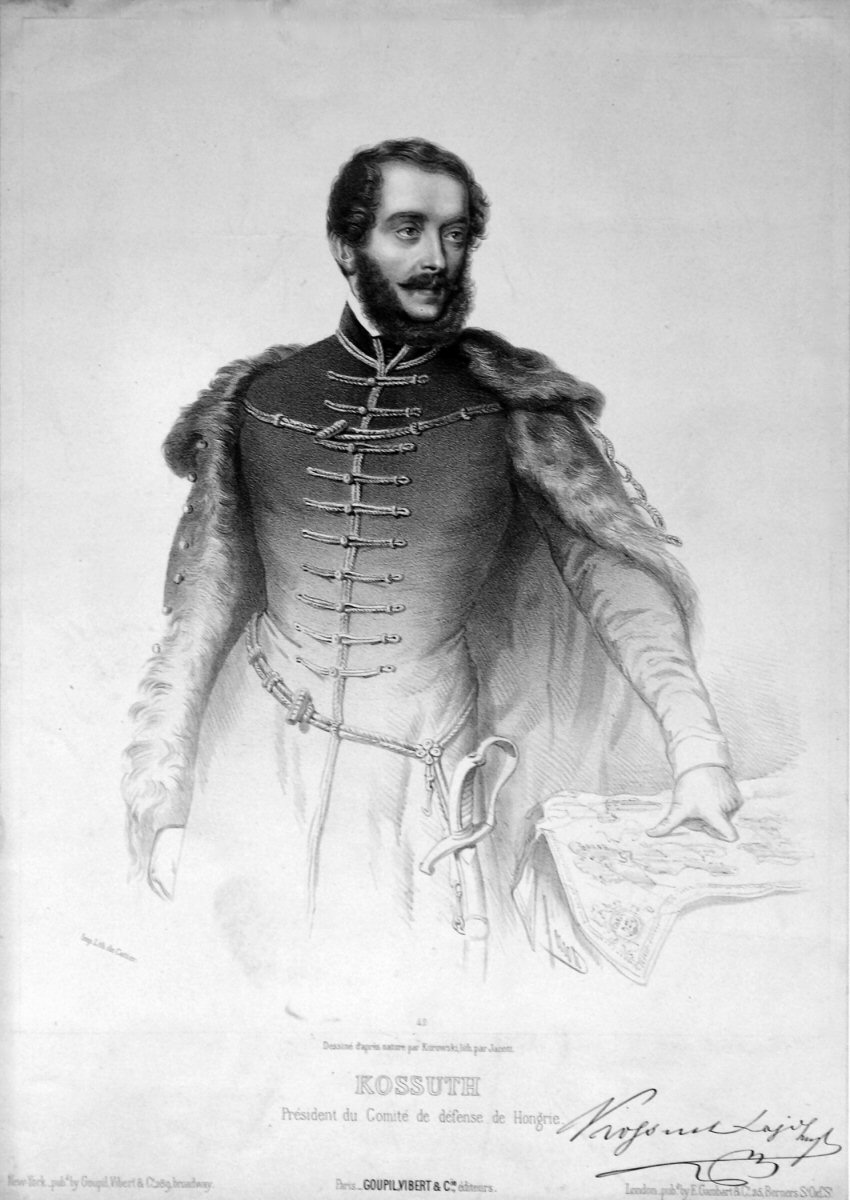
Lajos Kossuth (1802–1894), Lithographie von Jacott

Am 14. April 1849 erklärte der ungarische Reichstag seine Unabhängigkeit vom Hause Habsburg-Lothringen und rief die Republik aus. Kossuth wurde daraufhin zum ungarischen Reichsverweser erklärt. Er hatte als solcher diktatorische Vollmachten.
Die anderen europäischen Staaten erkannten jedoch die Unabhängigkeit nicht an. Daher leisteten russische Truppen der österreichischen Armee Beistand und schlugen schließlich gemeinsam die ungarische Revolution nieder. Am 3. Oktober 1849 kam es in der Festung Komárom zur Kapitulation der letzten ungarischen Einheiten. In den darauf folgenden Tagen und Wochen wurden über hundert Anführer des ungarischen Aufstands in Arad hingerichtet. Am 6. Oktober 1849, dem ersten Jahrestag des Wiener Oktoberaufstands, folgte die Hinrichtung des ehemaligen Ministerpräsidenten Batthyány in Pest.
Lajos Kossuth, der politisch bedeutendste Vertreter der ungarischen Freiheitsbewegung, konnte sich im August 1849 ins Exil absetzen. Bis zu seinem Tod 1894 in Turin trat er für die Unabhängigkeit Ungarns ein.

#### Italienische Provinzen und Staaten

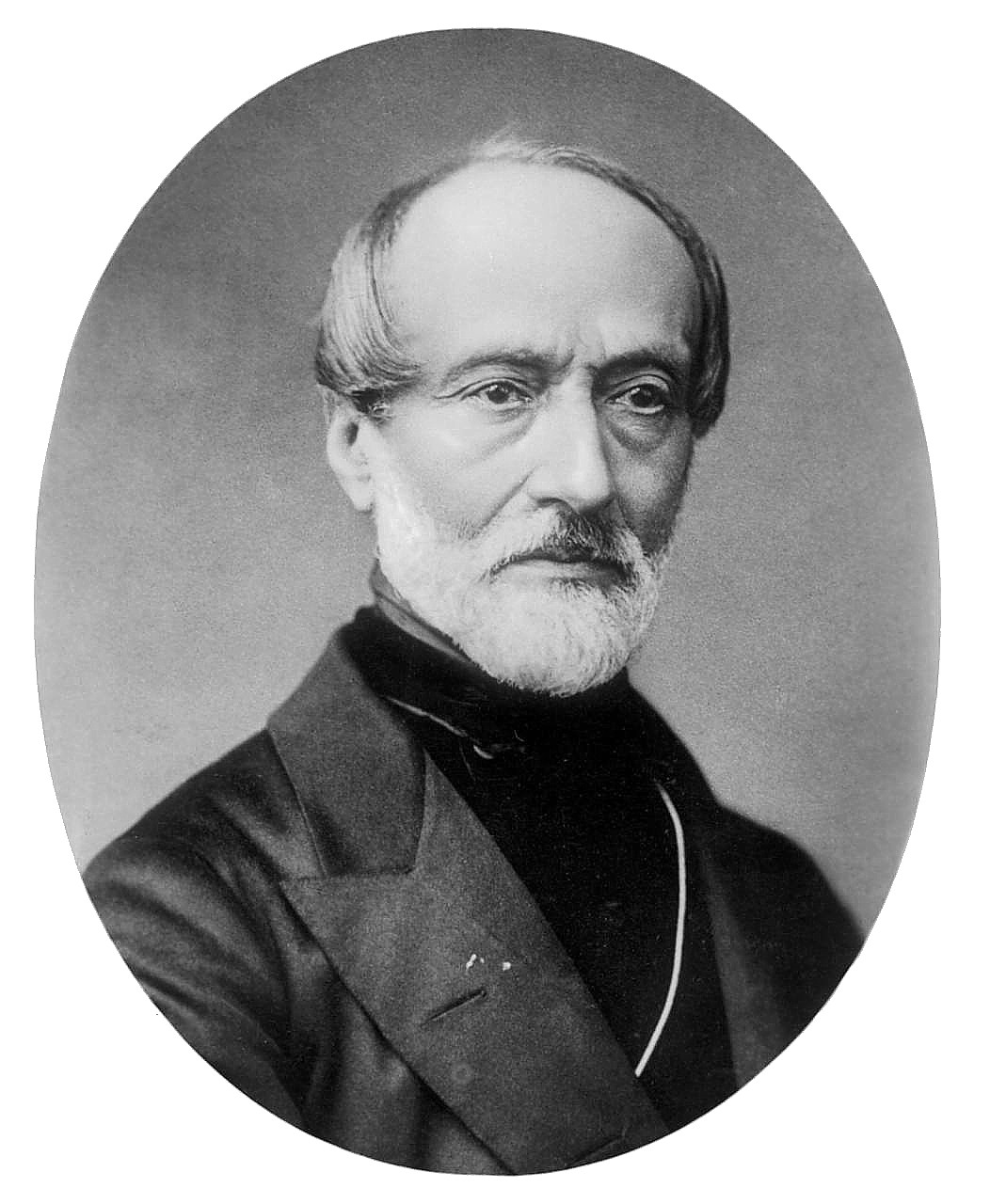
Giuseppe Mazzini (1805–1872)

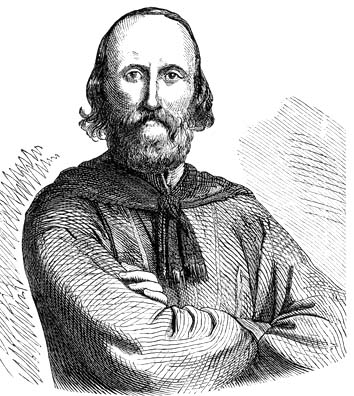
Giuseppe Garibaldi (1807–1882)

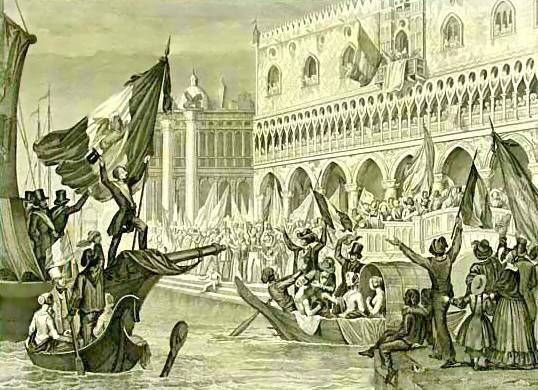
Ausrufung der Repubblica di San Marco in der Lagune von Venedig vor dem Dogenpalast am 23. März 1848 (Lithografie von Sanesi, ca. 1850)

Italien bestand im 19. Jahrhundert, nach der militärischen Beendigung der napoleonischen Hegemonie in Europa und auch in den italienischen Fürstentümern, aus verschiedenen Einzelstaaten. Die oberitalienischen Gebiete (Lombardei, Venetien, die Toskana und Modena) standen unter österreichischer Oberhoheit. Spätestens seit den 1820er Jahren war es zu den Aufständen des Risorgimento („Wiedererstehung“) gekommen, die einen italienischen Einheitsstaat anstrebten und sich damit auch gegen die österreichische Herrschaft in Oberitalien richteten. Aus dem Untergrund besonders aktiv waren dabei die Gruppen um die radikaldemokratischen Nationalrevolutionäre Giuseppe Mazzini und Giuseppe Garibaldi in den 1830er Jahren, als sie in verschiedenen Regionen Italiens im Gefolge der französischen Julirevolution mehrere Aufstände initiierten, die jedoch alle scheiterten.
Auch in der Zeit der Märzrevolution spielten diese Revolutionäre in Italien eine wichtige Rolle. Mazzinis Thesen von einem geeinten freien Italien in einem von den monarchischen Dynastien befreiten Europa der Völker, die in der verbotenen Zeitung Giovine Italia („Junges Italien“) verbreitet wurden, hatten nicht nur Einfluss auf die Revolutionen in den italienischen Staaten, sondern waren auch bedeutsam für die radikaldemokratischen Strömungen in vielen anderen Regionen Europas.
Die revolutionären Ereignisse von 1848 fanden nicht nur in Norditalien, sondern auch in anderen Provinzen Italiens starken Widerhall. Schon im Januar 1848 war es in Sizilien, in Mailand, Brescia und Padua zu ersten Erhebungen italienischer Freiheitskämpfer gegen die Vorherrschaft der Bourbonen im Süden und die der Österreicher im Norden gekommen, die sich am 17. März 1848 in Venedig und Mailand verstärkten. In Mailand erklärten die Revolutionäre die Unabhängigkeit der Lombardei von Österreich und den Anschluss ans Königreich Sardinien-Piemont. Diese Situation führte schließlich zum Krieg zwischen Sardinien-Piemont und Österreich (vgl. Erster Italienischer Unabhängigkeitskrieg).
König Karl Albert von Sardinien-Piemont, der schon am 4. März 1848 in seinem Staat eine an Frankreich orientierte Repräsentativverfassung erlassen hatte, mit der er eine konstitutionelle Monarchie einführte, wollte die revolutionäre Stimmung nutzen, um Italien unter seiner Führung zu einen. Nach anfänglichen Erfolgen Karl Alberts wurden jedoch am 25. Juli 1848 bei der Schlacht von Custozza in der Nähe des Gardasees die Truppen des Königs von den Österreichern unter Feldmarschall Johann Wenzel Radetzky geschlagen. Im Waffenstillstand vom 9. August musste die Lombardei an Österreich abgetreten werden. Nur Venedig blieb vorläufig unbesetzt. Italienische Revolutionäre hatten am 23. März 1848 die Stadt für unabhängig erklärt und die Repubblica di San Marco unter Führung von Daniele Manin ausgerufen.
Als schließlich im Februar 1849 Aufständische gegen den Großherzog Leopold II. von Habsburg in der Toskana putschten, kam es erneut zum Krieg. Dieser wurde wieder zugunsten der kaiserlichen Österreicher unter Radetzky bei ihrem Sieg am 23. März 1849 in der Schlacht bei Novara gegen die 100.000 Mann starke Armee Sardiniens entschieden. Damit war die italienische Einigungsbewegung (Risorgimento) vorerst zerschlagen und die österreichische Vorherrschaft in Oberitalien im Wesentlichen wiederhergestellt. König Karl Albert von Sardinien-Piemont dankte zugunsten seines Sohnes Viktor Emanuel II. ab und ging nach Portugal ins Exil. Der neue König schloss am 6. August in Mailand einen Friedensvertrag mit Österreich.
Als letzte Bastion der oberitalienischen Aufstände von 1848/49 wurde am 24. August 1849 die revolutionäre Republik von Venedig niedergeschlagen. Radetzky erhielt vom Kaiser das Amt des General-, Zivil- und Militärgouverneurs von Lombardo-Venetien.
Auch in vielen nicht-österreichischen Gebieten Italiens kam es 1848/49 zu revolutionären Unruhen, beispielsweise im Königreich Neapel-Sizilien, auch Königreich beider Sizilien genannt, wo es schon im Januar 1848 zu Aufständen gekommen war, worauf König Ferdinand II. von Neapel-Sizilien eine Verfassung erließ.
Papst Pius IX. floh vor den sich zuspitzenden Unruhen im November 1848 aus Rom und verließ den Kirchenstaat. Er setzte sich nach Gaeta an der Küste Neapel-Siziliens ab. Am 9. Februar 1849 riefen die römischen Revolutionäre unter Giuseppe Mazzini die Republik im Kirchenstaat aus. Am 3. Juli 1849 wurde die römische Revolution von französischen und spanischen Truppen niedergeschlagen, was teilweise in Frankreich selbst zu Protesten, etwa in Lyon, führte. Nach der Zerschlagung des Aufstands wurde die Macht von einem Exekutivkomitee aus Kardinälen übernommen. Erst 1850 kehrte der Papst zurück, machte einen Großteil seiner 1846 eingeführten Reformen rückgängig und etablierte polizeistaatliche Verhältnisse.

### Bayern
In Bayern kam es seit dem 4. März 1848 zunehmend zu demokratisch und liberal motivierten Unruhen und Aufständen. Der bayrische König Ludwig I. gab am 6. März einigen Forderungen der Revolutionäre nach und berief ein liberaleres Kabinett. Allerdings steckte der König auch anderweitig wegen seines nicht standesgemäßen Verhältnisses zu der vermeintlich spanischen Tänzerin Lola Montez, dem er die Staatsgeschäfte teilweise unterordnete, in einer Krise. Diese Affäre brachte Ludwig auch Kritik aus dem konservativ-katholischen Lager ein. Am 11. März 1848 wurde Lola Montez aus München verbannt. Zu neuen Unruhen kam es, als es hieß, die Tänzerin sei wieder zurückgekehrt. Daraufhin dankte der König schließlich zugunsten seines Sohnes, Maximilian II., ab.
Nach dem Scheitern der Paulskirchenverfassung kam es im Rahmen der Reichsverfassungskampagne wie in einigen anderen Regionen Deutschlands auch, in der Pfalz (Bayern) im Mai 1849 zum Pfälzischen Aufstand. Im Verlauf dieses Aufstands wurde die Rheinpfalz kurzzeitig von der bayerischen Herrschaft abgespalten. Der Aufstand wurde jedoch schnell von preußischen Truppen niedergeschlagen.

### Großherzogtum Hessen
Im Großherzogtum Hessen knicken Großherzog Ludwig II. und sein leitender Minister Karl du Thil unter dem Druck der Straße schnell ein. Beide wurden aus dem Amt gespült. Der Großherzog dankte zugunsten seines Sohnes, Erbgroßherzog Ludwig III., faktisch ab und starb wenige Monate später. Neuer Ministerpräsident wurde Heinrich von Gagern, der aber mit Übernahme seiner Aufgaben in der Nationalversammlung den Posten schon bald wieder räumte. Schon nach wenigen Wochen kam es zu einem faktischen Bündnis zwischen Liberalen und den alten Kräften, als Bauern und Demokraten in Eigentumsrechte einzugreifen versuchten. Mit dem neuen Wahlrecht von 1849 kamen kurz hintereinander zweimal liberal-demokratische Landtage zustande, die den Staatshaushalt blockierten. Im Herbst 1850 kam es zu einem „Staatsstreich von oben“, indem der neue starke Mann der Regierung, Reinhard Carl Friedrich von Dalwigk, den neuen Landtag nach einem drastisch geänderten Modus wählen ließ, der das Besitzbürgertum aber sehr stärkte, das deshalb mitmachte. Insgesamt wurden die Errungenschaften der Revolution nur teilweise rückgängig gemacht.

### Sachsen

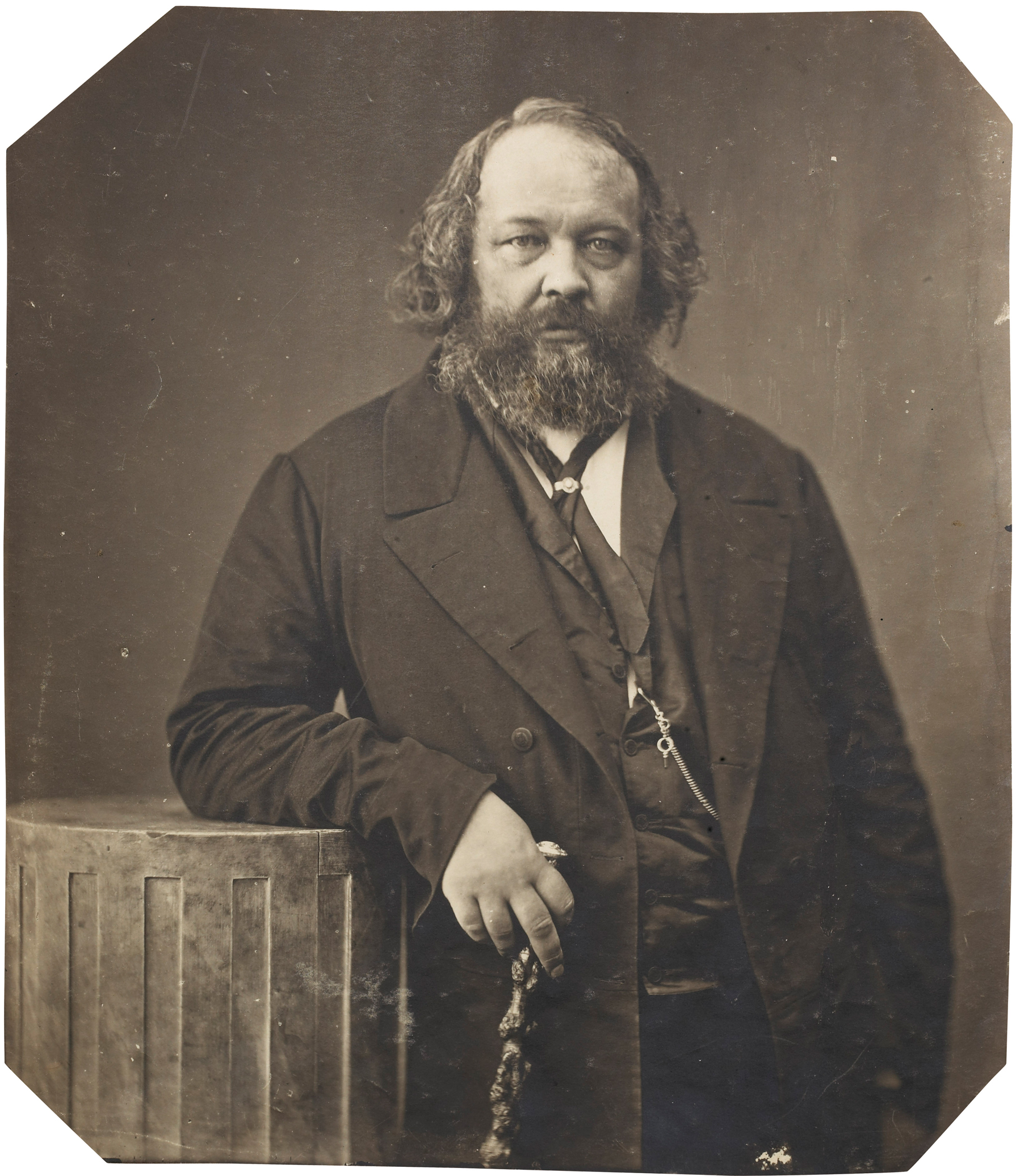
Michail Bakunin (1815–1876)

Im Königreich Sachsen kam es im Zuge der revolutionären Ereignisse im März 1848 zu einem Ministerwechsel und zu einigen liberalen Reformen. Nach der Ablehnung der ein Jahr später, am 28. März 1849 in Frankfurt verabschiedeten Reichsverfassung durch den sächsischen König kam es am 3. Mai zum Dresdner Maiaufstand.
Zentrale Figur dieser Erhebung von etwa 12.000 Aufständischen, unter denen sich auch der damalige Hofkapellmeister Richard Wagner befand, war der russische Anarchist Michail Bakunin. Das Ziel des Aufstands war die Durchsetzung der Reichsverfassung („Reichsverfassungskampagne“) und die Erringung demokratischer Rechte. Der Kampf der Radikalen, organisiert in den Märzvereinen, bezweckte aber weniger die Anerkennung der Verfassung selbst, sondern die Durchsetzung und Anerkennung einer sächsischen Republik in der Reichsverfassung.
Die Revolutionäre bildeten eine provisorische Regierung, nachdem der König aus der Stadt in die Festung Königstein geflohen war, die Kammern aufgelöst und die Minister zurückgetreten waren. Die sächsischen Truppen standen größtenteils in Holstein. Die geflohene sächsische Regierung wandte sich an Preußen um Hilfe. Die preußischen Truppen schlugen zusammen mit den verbliebenen regulären Militäreinheiten Sachsens den Aufruhr am 9. Mai 1849 nach erbitterten Straßenkämpfen nieder.

### Holstein, Schleswig; erster deutsch-dänischer Krieg
Ende März 1848 kam es in den Herzogtümern Schleswig und Holstein zu einem Aufstand gegen den dänischen König. Vorausgegangen war eine Debatte um die Zukunft des absolutistisch regierten, multi-ethnischen Dänischen Gesamtstaates. Schleswig und Holstein wurden damals in Personalunion vom dänischen König regiert, wobei Schleswig staatsrechtlich ein Lehen Dänemarks war, während Holstein bis 1806 ein Lehen des Römisch-Deutschen Reiches bzw. nach 1815 ein Mitglied des Deutschen Bundes war. Sprachlich-kulturell war Holstein (nieder-)deutschsprachig, während in Schleswig sowohl Deutsch, Dänisch als auch Nordfriesisch verbreitet waren, wobei das Dänische und Friesische in Teilen Schleswigs in einem Sprachwechsel zugunsten des Deutschen standen. Sowohl deutsche als auch dänische Nationalliberale forderten Grundrechte und eine freie Verfassung und standen somit in Opposition zu konservativen Kräften, die den paternalistisch-konservativen Gesamtstaat beibehalten wollten. In der Frage nach der nationalen Bindung Schleswigs standen sich die beiden liberalen Gruppen jedoch konträr gegenüber. Nachdem bereits im Januar 1848 König Friedrich VII. einen Entwurf für eine gemäßigt-liberale Verfassung für den Gesamtstaat vorgelegt hatte, kam es im März 1848 zu einer Zuspitzung zwischen beiden nationalen Gruppen. Während dänische Nationalliberale die Schaffung eines Nationalstaates unter Einbeziehung Schleswigs forderten, forderten deutsche Nationalliberale den Zusammenschluss beider Herzogtümer innerhalb des Deutschen Bundes. Beide Gruppen standen somit in Opposition zu einem multi-ethnischen Gesamtstaat. Am 22. März kam es in Kopenhagen im Zuge der Märzrevolution zur Bildung der sogenannten Märzregierung. Zwei Tage später etablierte sich in Kiel eine deutsch-orientierte provisorische Regierung. Beide Regierungen waren vom Dualismus liberaler und konservativer Kräfte geprägt, standen sich jedoch national unversöhnlich gegenüber. Die provisorische Regierung wurde noch vor der Eröffnung der Frankfurter Nationalversammlung vom Bundestag in Frankfurt am Main anerkannt, allerdings wurde eine formelle Aufnahme Schleswigs in den Bund vermieden. Im Anschluss begann der erste Deutsch-Dänische Krieg. Preußische Truppen stießen im Auftrag des Bundes unter Generalfeldmarschall Friedrich von Wrangel bis Jütland vor.

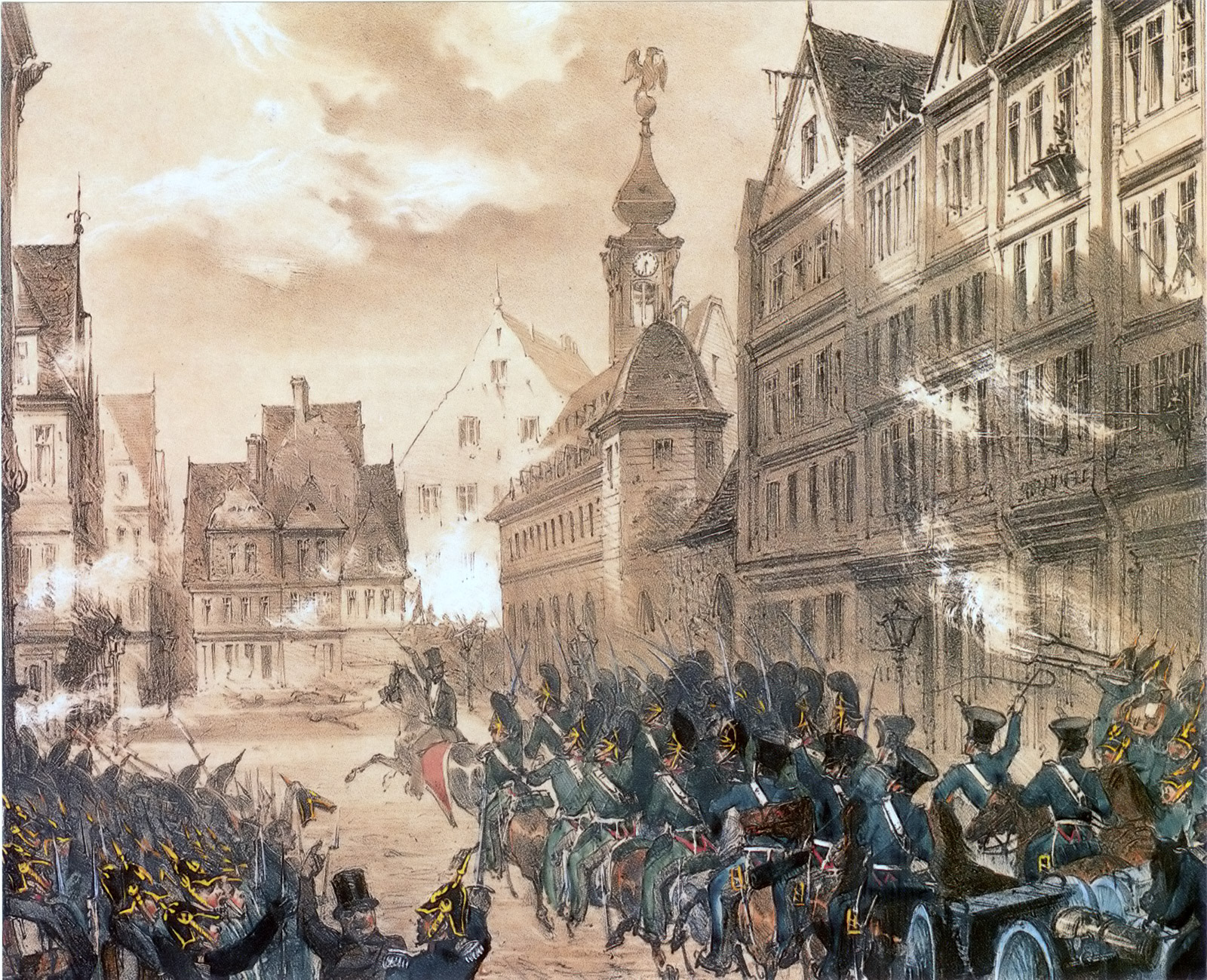
Erstürmung der Barrikade an der Konstablerwache in Frankfurt am Main am 18. September 1848 durch preußisches Militär, Lithographie von E. G. May nach einer Zeichnung von Jean Nicolas Ventadour

Dieses Vorgehen führte zu diplomatischem Druck auf Preußen durch Russland und England, die drohten, Dänemark militärisch beizustehen. Preußen lenkte ein, und König Wilhelm IV. schloss am 26. August 1848 einen Waffenstillstand mit Dänemark (Waffenstillstand von Malmö). Darin waren der Rückzug der Bundestruppen aus Schleswig und Holstein sowie die Auflösung der provisorischen Regierung in Kiel vorgesehen.
Dieses eigenmächtige Vorgehen Preußens führte in der inzwischen tagenden Nationalversammlung in Frankfurt zu einer Krise. Es wurde deutlich, wie geringfügig die Mittel und der Einfluss der Nationalversammlung waren. Sie war letztlich hilflos dem Gutdünken der mächtigen Einzelstaaten Preußen und Österreich ausgeliefert. Da die Nationalversammlung über keine eigenen Machtmittel verfügte, um den Krieg gegen Dänemark ohne Preußen weiter zu führen, sah sie sich am 16. September 1848 gezwungen, der Waffenstillstandsvereinbarung zuzustimmen. Die Folge dieser Zustimmung waren erneute Unruhen in ganz Deutschland und besonders in Frankfurt am Main (vgl. Septemberunruhen). Darauf wurden preußische und österreichische Truppen nach Frankfurt befohlen, gegen die es am 18. September zu Barrikadenkämpfen kam. Bei diesen Kämpfen ging es den Aufständischen nicht mehr so sehr um die Schleswig-Holstein-Frage, sondern zunehmend um die Verteidigung der Revolution selbst.

## Frankfurter Nationalversammlung

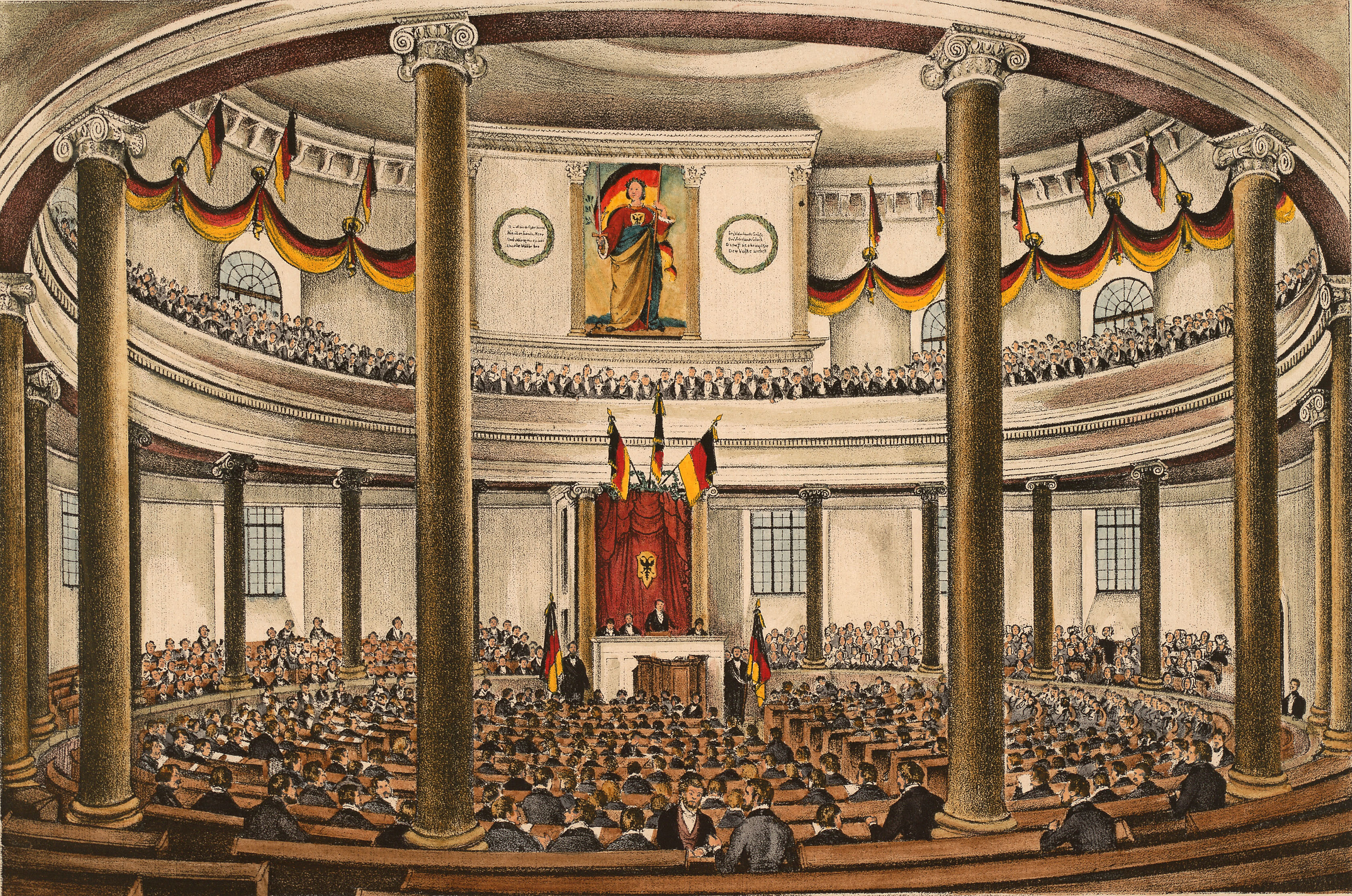
Die Frankfurter Nationalversammlung in der Paulskirche

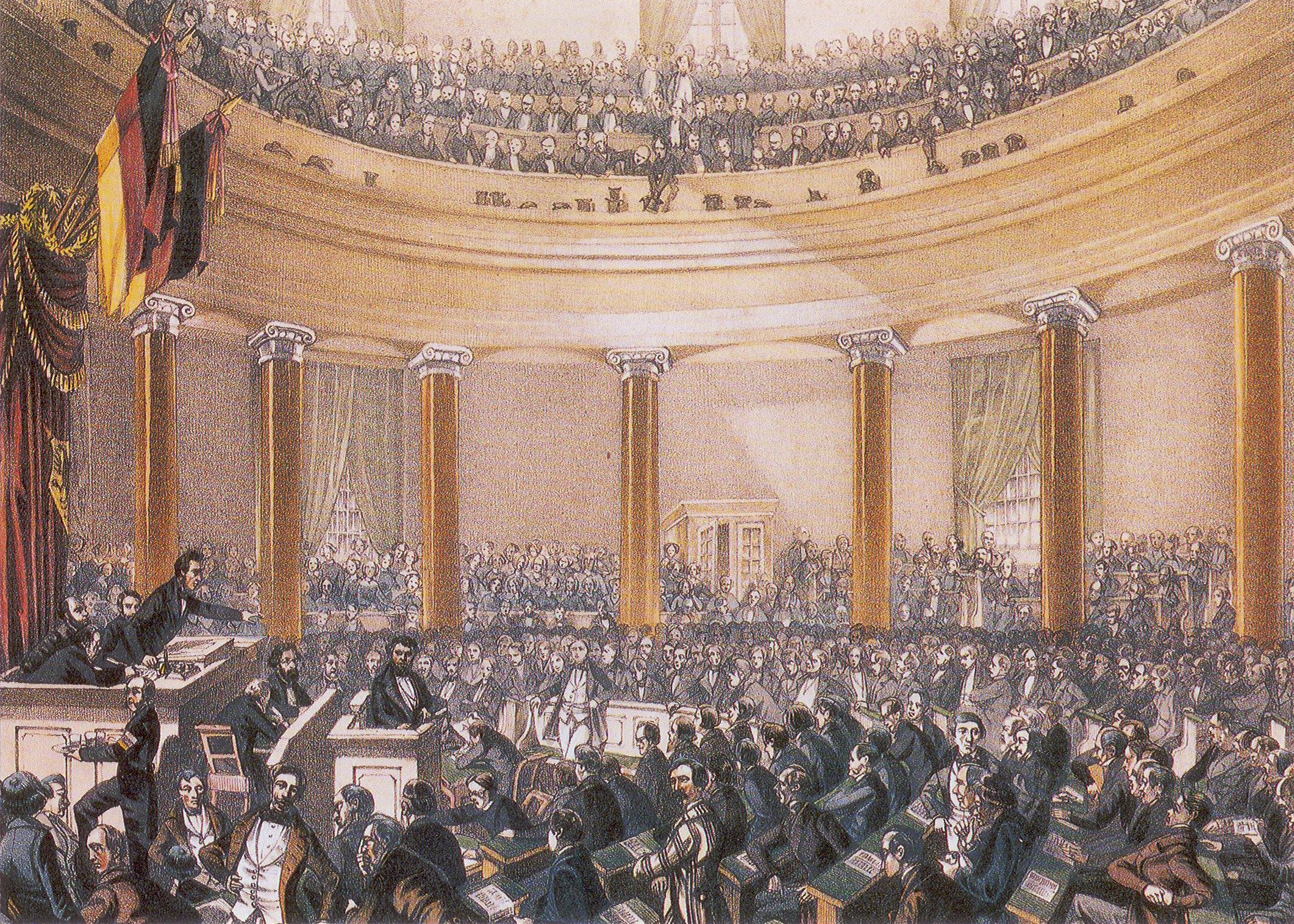
Debatte in der Frankfurter Nationalversammlung während einer Rede Robert Blums; Gemälde von Ludwig von Elliott, Juni 1848

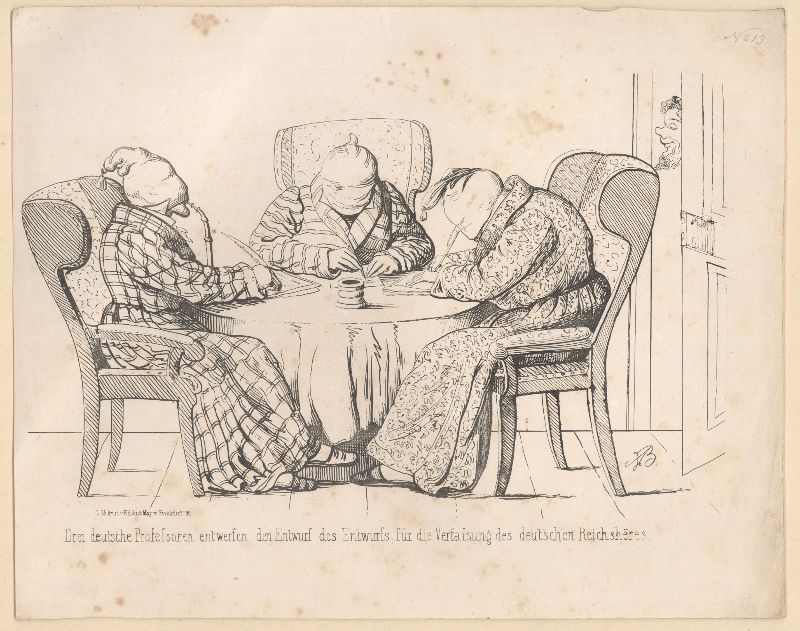
Drei deutsche Professoren entwerfen den Entwurf des Entwurfs für die Verfassung des deutschen Reichsheeres, Karikatur von Alfons von Boddien, 1848

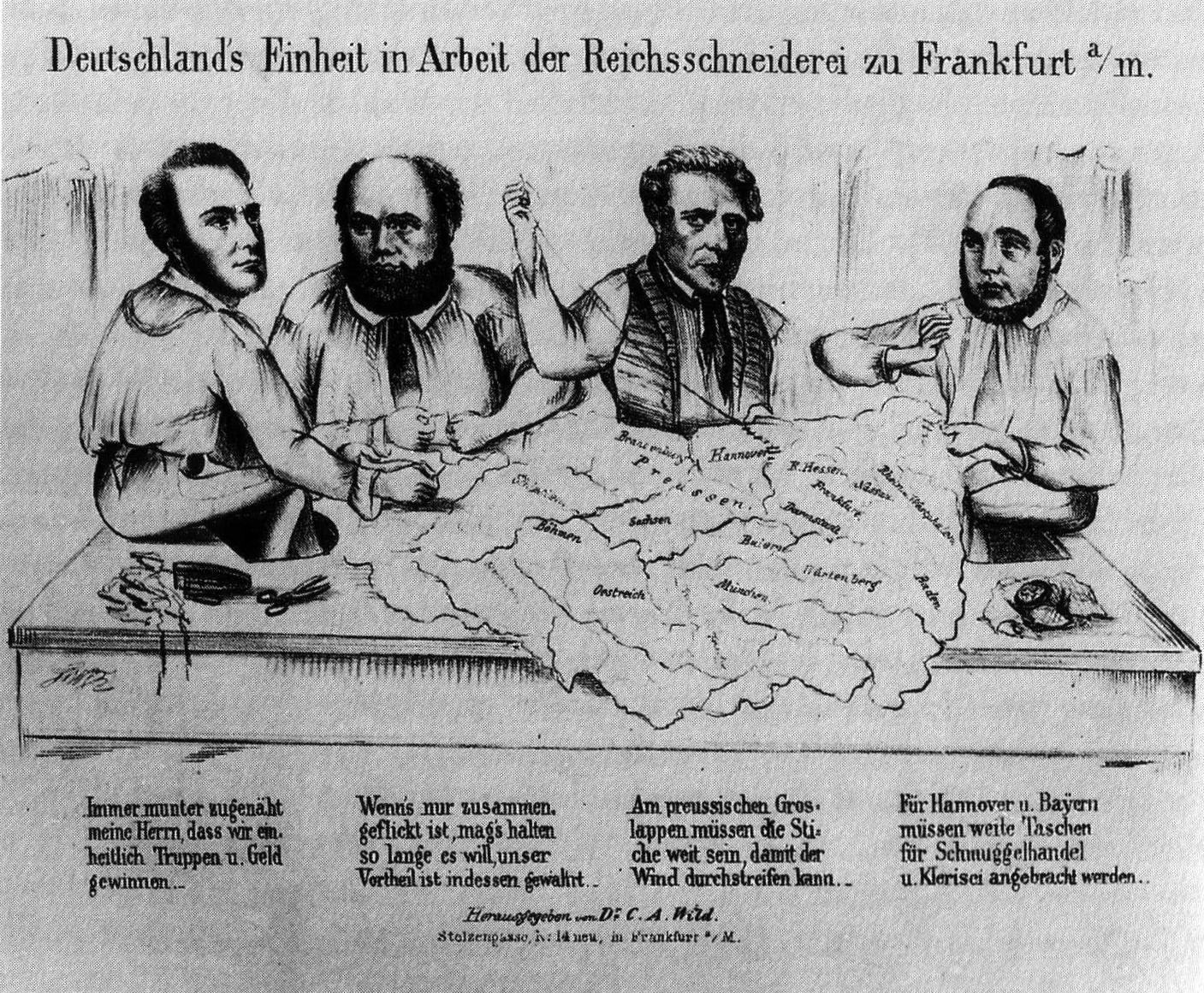
Karikatur auf die Schaffung eines deutschen Nationalstaats. Von links: Heinrich von Gagern, Alexander von Soiron, Carl Theodor Welcker und Friedrich Daniel Bassermann.

Schema der geplanten Staatsstruktur eines einheitlichen Deutschland in der Paulskirchenverfassung von 1849

Nachdem Friedrich Daniel Bassermann in der badischen Ständeversammlung am 12. Februar 1848 eine Volksvertretung beim Deutschen Bundestag gefordert hatte, gewann diese Forderung ein außerparlamentarisches Eigenleben, die Heidelberger Versammlung der 51 am 5. März endete mit der Einladung zu einem Vorparlament als Konstituante. Nachdem der Bundestag am 3. März mit der Freigabe der Pressefreiheit auf den Druck der Öffentlichkeit reagiert hatte, versuchte er auch auf dem Feld der Verfassung und der parlamentarischen Vertretung die Hoheit zurückzugewinnen durch das Eingeständnis der Notwendigkeit einer Revision der Bundesakte und die Einsetzung eines Siebzehnerausschusses zur Erarbeitung einer neuen Verfassungsgrundlage für ein einiges Deutschland. Das Vorparlament, in dem die Liberalen gegen die radikale Linke die Oberhand behielten, beschloss in den ersten Apriltagen, mit dem Deutschen Bund zusammenzuarbeiten und im Sinne einer Verrechtlichung der Bewegung gemeinsam die Wahlen zu einer konstituierenden Nationalversammlung anzugehen. Zur Repräsentation der revolutionären Bewegung gegenüber dem Bundestag wurde der Fünfzigerausschuss eingerichtet, der Bundestag rief die Staaten des Deutschen Bundes zur Durchführung der Wahl zur Nationalversammlung auf. Diese trat am 18. Mai 1848 in der Paulskirche in Frankfurt am Main erstmals zusammen und wählte den gemäßigten Liberalen Heinrich von Gagern zu ihrem Präsidenten. Die Nationalversammlung stellte eine provisorische Zentralgewalt als Exekutive auf, die die Staatsgewalt vom Bundestag übernahm. An der Spitze der Zentralgewalt stand der österreichische Erzherzog Johann als Reichsverweser, Fürst Karl zu Leiningen fungierte als Ministerpräsident des neu geschaffenen „Reichsministeriums“.
Die Frankfurter Nationalversammlung sollte eine nationalstaatlich organisierte deutsche Einheit vorbereiten und eine gesamtdeutsche Reichsverfassung ausarbeiten. In der Nationalversammlung waren vornehmlich die Schichten des Bürgertums vertreten, Männer von Besitz und Bildung, hohe Beamte, Professoren, Offiziere, Richter, Staatsanwälte, Advokaten usw. Aufgrund der Häufung des gehobenen Bürgertums wurde die Nationalversammlung vom Volk teilweise abschätzig spöttelnd als „Honoratiorenparlament“ oder „Professorenparlament“ bezeichnet. Tatsächlich war das Parlament jedoch eher ein „Beamten“- und „Juristenparlament“ mit einem Anteil von je knapp 50 %. Im Gegensatz dazu waren Großgrundbesitzer, Bauern sowie Unternehmer und Handwerker kaum repräsentiert. Arbeiter waren überhaupt nicht in der Nationalversammlung vertreten. Im Rahmen der parlamentarischen Arbeit bildeten sich bald unterschiedliche Gruppierungen und Fraktionen heraus, die sich nach den Lokalen benannten, in denen sie sich nach oder zwischen den Sitzungen trafen, um ihre Anträge und Vorstellungen abzustimmen. Außer einer großen Gruppe nicht den – ohnehin Verschiebungen unterworfenen – Fraktionen angehörenden Abgeordneten entstanden im Wesentlichen zwei ideologische Flügel und zwei Mittelparteien:
1. Die demokratische Linke – im Sprachgebrauch der damaligen Zeit auch als die Ganzen bezeichnet, bestehend aus den Fraktionen Deutscher Hof, Donnersberg (linksaußen), ab November auch Nürnberger Hof – seit Anfang 1849 übergreifend unter dem Dach des Centralmärzvereins vereinigt, aus dem vor allem das „Rumpfparlament“ erwuchs.
2. Das parlamentarisch-liberale linke Zentrum – bestehend aus Württemberger Hof und Westendhall, ab September auch Augsburger Hof, ab Februar 1849 mit dem rechten Zentrum zur „Weidenbusch“-Gruppe vereinigt.
3. Das konstitutionell-liberale rechte Zentrum – geprägt von der größten Fraktion Casino, ab August mit der Abspaltung Landsberg – zusammen mit dem linken Zentrum bildeten sie die liberale Mitte, die sogenannten Halben. Anfang 1849 schloss sich ein Teil des Casinos mit den Rechten zum Pariser Hof zusammen.
4. Die konservative Rechte – meist protestantische Konservative, tagten zuerst im Steinernen Haus, ab September bekannt als Café Milani.

Die Vorstellungen der Fraktionen reichten von der von den Ganzen vertretenen „radikaldemokratischen“ Minderheitsposition der Errichtung einer parlamentarischen gesamtdeutschen demokratischen Republik, über eine von den Halben vertretene konstitutionelle Monarchie mit Erbkaisertum als so genannte Kleindeutsche Lösung (ohne Österreich) oder als so genannte großdeutsche Lösung (mit Österreich), bis hin zum Erhalt des Status quo.
Zu der lähmenden Uneinigkeit der Abgeordneten kam das Fehlen einer handlungsfähigen Exekutive, um die Beschlüsse des Parlaments durchzusetzen, die u. a. oft an österreichischen oder preußischen Alleingängen scheiterten. Dies führte zu mehreren Krisen, so etwa in der schleswig-holsteinischen Frage bezüglich eines Krieges gegen Dänemark (→ oben: Holstein, Schleswig; erster preußisch-dänischer Krieg).
Trotz allem wurde am 28. März 1849 mit einer Mehrheit von 42 Stimmen die Paulskirchenverfassung verabschiedet, die eine kleindeutsche Lösung unter preußischer Führung vorsah. Der König von Preußen war als Kaiser vorgesehen. Als am 3. April König Friedrich Wilhelm IV. von Preußen die ihm durch die Kaiserdeputation angetragene Kaiserwürde ablehnte (Friedrich Wilhelm bezeichnete die ihm angetragene Kaiserkrone als „aus Dreck und Letten gebackener Reif“), war die Frankfurter Nationalversammlung faktisch gescheitert. Von den deutschen Mittelstaaten stimmten 29 der Verfassung zu. Österreich, Bayern, Preußen, Sachsen und Hannover lehnten sie ab. Die preußischen und österreichischen Abgeordneten verließen die Nationalversammlung, als sie von ihren Regierungen illegal abberufen wurden.
Um trotz des Erstarkens der Gegenrevolution die Verfassung dennoch in den einzelnen Ländern durchzusetzen, kam es im Mai 1849 in einigen Revolutionszentren zu den so genannten Maiaufständen im Rahmen der Reichsverfassungskampagne. Diese Aufstände bildeten einen zweiten, radikalisierten Revolutionsschub, der in einigen Gebieten des Bundes wie etwa in Baden und Sachsen bürgerkriegsähnliche Ausmaße annahm. Die Frankfurter Nationalversammlung verlor durch die Abberufungen und weitere Austritte den Großteil ihrer Mitglieder und zog als „Rumpfparlament“ ohne die preußischen und österreichischen Abgeordneten am 30. Mai 1849 nach Stuttgart um. Am 18. Juni 1849 wurde dieses Rumpfparlament von württembergischen Truppen gewaltsam aufgelöst. Mit der Niederschlagung der letzten revolutionären Kämpfe am 23. Juli in Rastatt war die Deutsche Revolution 1848/49 endgültig gescheitert.

## Auswirkungen und Folgen in Deutschland

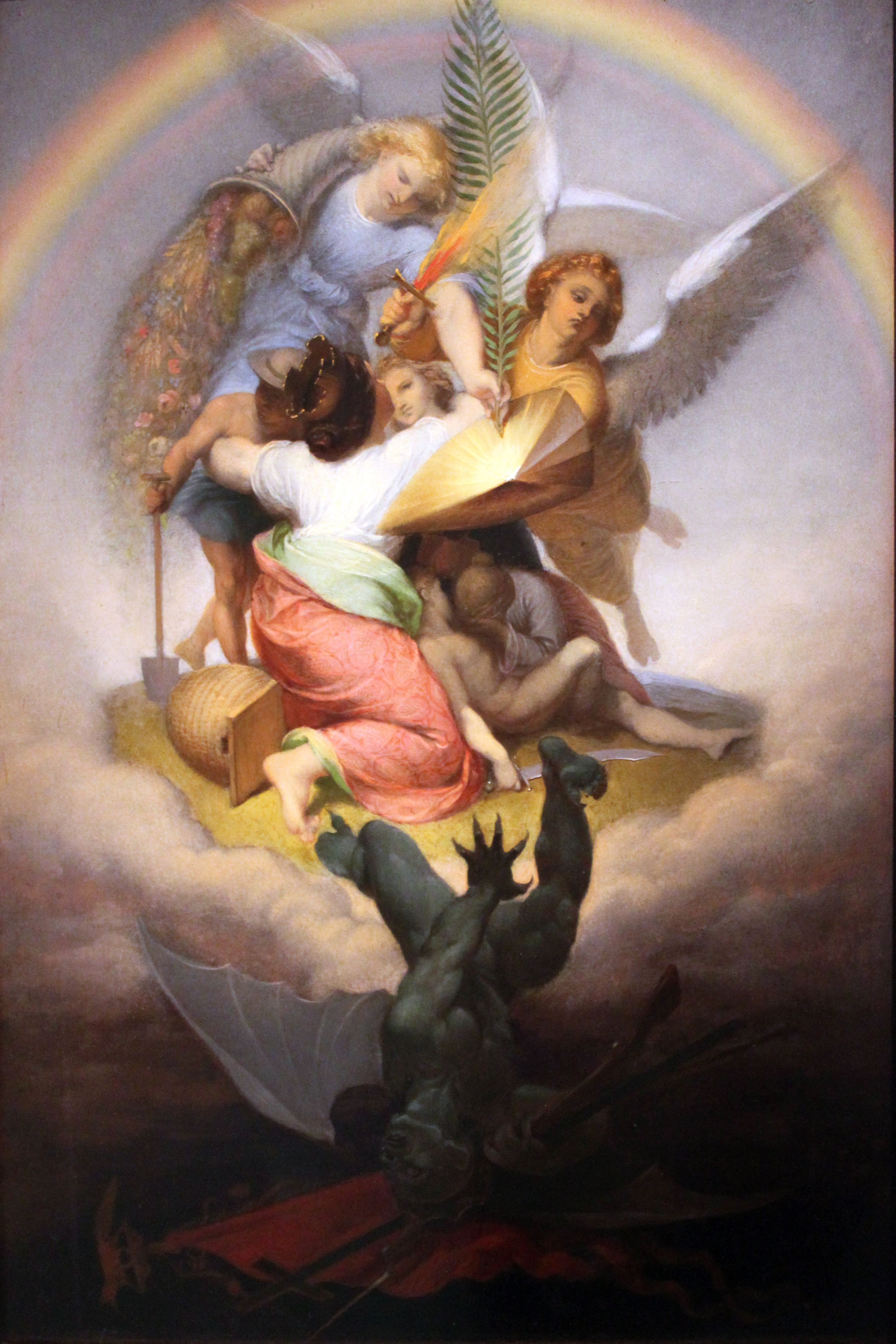
Allegorie auf die Niederschlagung der Revolution von 1848, Gemälde von Alfred Rethel, 1849

Die Niederschlagung der Revolution und der Sieg der Reaktion hatten einen spezifisch deutschen Dualismus zwischen den Ideen von Nation (→ Patriotismus, Nationalismus) und Demokratie geschaffen, der die Geschichte Deutschlands langfristig prägte und der bis in die Gegenwart spürbar ist. Anders als beispielsweise in Frankreich, den Vereinigten Staaten und anderen Ländern, in denen „Nation“ und „Demokratie“ nach erfolgreichen Revolutionen traditionell eher als Einheit gesehen werden und ein Bekenntnis zur Nation in der Regel auch ein Bekenntnis zur Demokratie mit einschließt, ist das Nation-Demokratie-Verhältnis in Deutschland bis heute Gegenstand polarisierend-kontroverser und oft sehr emotional geführter Debatten (→ Deutscher Sonderweg).
Nach dem Scheitern der Revolution setzte sich eine reaktionäre Konterrevolution durch. In der als Reaktionsära bezeichneten Periode des auf 1848 folgenden Jahrzehnts kam es erneut zu einer gewissen Restauration der alten Verhältnisse, die jedoch nicht mehr ganz die Ausmaße der metternichschen Repression während des Vormärz annahm.
Das offensichtliche Scheitern der nationalstaatlichen Ziele der Revolution von 1848/49 lenkt oft den Blick ab von den bleibenden Erfolgen und nachhaltigen Fortschritten, die in den Revolutionsjahren erzielt wurden und die von der siegreichen Gegenrevolution nicht revidiert werden konnten. An erster Stelle wird hierzu meist die endgültige Auflösung der feudalen Ordnung genannt. Die Forderung nach Aufhebung der Erbuntertänigkeit und Aufhebung der feudalen Lasten konnte von weiten Teilen der ländlichen und bäuerlichen Bevölkerung als eine der ihren verstanden werden und führte sie zur Beteiligung an den Bewegungen des März 1848. Sie gaben der Revolution die Massenbasis und waren damit maßgeblich für den Erfolg der Märzrevolutionen verantwortlich. Bauernkriegsfurcht und Angst vor der sozialen Revolution hatten wesentlich zum schnellen Zurückweichen und Einlenken der Machthaber beigetragen. Die Vorstellung, nach der sich die Bauern nach Erfüllung ihrer Forderungen von der Revolution zurückziehen, ihr so die Massenbasis nehmen und so zu einem Grund des Scheiterns werden, wurde von dem Kulturwissenschaftler Wilhelm Heinrich Riehl, einem Zeitgenossen der Revolution, geprägt. Sie wurde in der neueren Historiographie relativiert: Alltags- und kulturhistorische Forschungen zeigen, dass die Beteiligung ländlicher Bevölkerungsteile an den revolutionären Ereignissen der Jahre 1848/1849 weitaus stärker war, als man lange Zeit einräumen wollte. Insbesondere die Reichsverfassungskampagne war von einer breiten Mobilisierung im ländlichen Bereich, auch bei bäuerlichen Bevölkerungsteilen, getragen worden.
Ein weiterer bleibender Erfolg der Revolutionsjahre war die Abschaffung der geheimen Inquisitionsjustiz der Restaurations- und Vormärzzeit. Die Forderung nach Öffentlichkeit der Strafgerichtsbarkeit, nach öffentlichen Geschworenengerichten, hatte zu den fundamentalen Märzforderungen gehört. Ihre Durchsetzung führte zu einer nachhaltigen Verbesserung der Rechtssicherheit.

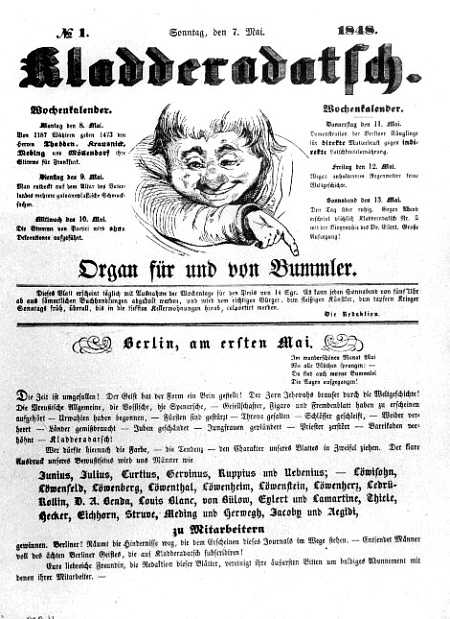
Erstausgabe der Satirezeitschrift Kladderadatsch (Mai 1848)

Zudem entstand während der Revolution nach Auflockerung der Pressezensur eine mehr oder weniger pluralistische Presselandschaft. Neue Zeitungen nahmen von links bis rechts Einfluss auf das politische Zeitgeschehen. Auf der Linken war dies etwa die von Karl Marx herausgegebene Neue Rheinische Zeitung, die 1849 verboten wurde. Die gemäßigte Mitte wurde unter anderem von der Deutschen Zeitung vertreten, die Rechte wurde von der Neuen Preußischen Zeitung (Kreuzzeitung), an deren Gründung Otto von Bismarck beteiligt war, repräsentiert. Mit dem Kladderadatsch wurde am 7. Mai 1848 auch eine der ersten bedeutenden satirischen Zeitschriften Deutschlands ins Leben gerufen.
Die nationale Idee einer kleindeutschen Einigung (→ Unionspolitik) wurde – nach ihrem vorläufigen Scheitern in der Olmützer Punktation 1850 – schließlich von den herrschenden konservativen Kräften unter preußischer Führung, besonders unter Otto von Bismarck als preußischem Ministerpräsidenten seit 1862, nach den drei „deutschen Einigungskriegen“ Preußens gegen Dänemark, gegen Österreich und gegen Frankreich von oben durch- und umgesetzt. Im Jahr 1871 wurde ein Deutsches Reich mit König Wilhelm I. von Preußen als Deutschem Kaiser verfassungsgemäß eingerichtet.
Die im Lauf der Jahrzehnte zunehmende ideologische Überhöhung und Verklärung des deutschen Nationalismus und Militarismus, die mit einer gleichzeitigen Diskreditierung demokratischer Ideale durch die politisch herrschenden Gesellschaftsschichten einherging, beförderte mittel- bis langfristig in immer stärkeren Maße auch antisemitische Ressentiments und das verstärkte Aufkommen rechtsextremer, im damaligen Sprachgebrauch „völkisch“-nationalistischer Gruppen und Parteien (→ Völkische Bewegung). Diese Entwicklungen trugen schließlich mit zu den Kriegen und politischen Katastrophen des 20. Jahrhunderts bei – Erster Weltkrieg, Zeit des Nationalsozialismus, Zweiter Weltkrieg und Holocaust.
Erst mit der Gründung der Bundesrepublik Deutschland 1949, hundert Jahre nach dem Scheitern der Revolution, konnten die ursprünglichen demokratischen Ideale der Revolution wieder in den Vordergrund gestellt werden. Sowohl in die Weimarer Verfassung als auch ins Grundgesetz für die Bundesrepublik Deutschland waren, beispielsweise mit den Grundrechten, wesentliche Elemente der 1849 gescheiterten Paulskirchenverfassung aufgenommen worden. Auch die Deutsche Demokratische Republik berief sich, allerdings mit anderer Ausrichtung, auf die von 1848 ausgegangenen Impulse.

### Entwicklung der revolutionären Interessengruppen

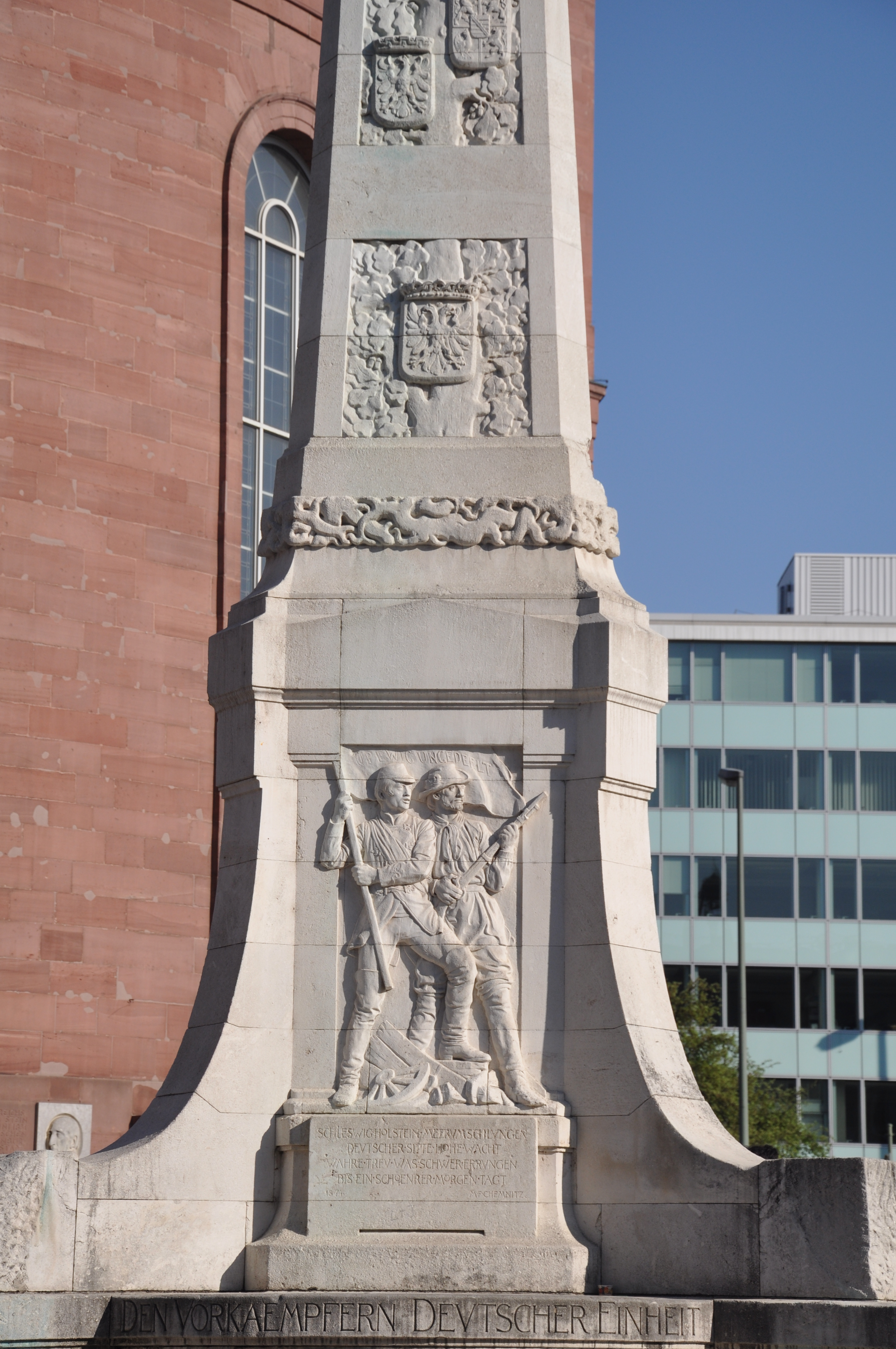
Frankfurter Einheitsdenkmal

Neue Emanzipationsbewegungen, besonders die Arbeiterbewegung und die Frauenbewegung, konnten die Revolution in ihren Ergebnissen nicht entscheidend bestimmen. Sie waren parlamentarisch nicht vertreten, waren auf die Mitvertretung ihrer Interessen durch die bürgerlich-liberaldemokratische Linke in den Parlamenten angewiesen. Die Revolution beförderte allerdings nachhaltig ihre Organisation. Es wurden Strukturen und Institutionen geschaffen, die Repression und Unterdrückung der Reaktionszeit überdauerten:
Zum Beispiel wurde am 3. September 1848 in Berlin die Allgemeine Deutsche Arbeiterverbrüderung auf Initiative des Schriftsetzers Stephan Born gegründet. Sie gilt als erste überregionale Organisation der deutschen Arbeiterschaft und leitete die Entwicklung der Gewerkschaften ein. Am 12. Mai 1849 rief die Journalistin und frühe Frauenrechtlerin Louise Otto, nach ihrer späteren Heirat als Louise Otto-Peters bekannt, die neue politisch motivierte Frauen-Zeitung ins Leben, in der sie unter anderem den Zusammenschluss von Arbeiterinnen nach dem Vorbild der Assoziationen männlicher Gesellen forderte.
Die liberalen Kräfte sammelten sich 1861 in der ersten politischen Partei im modernen Sinn, der Deutschen Fortschrittspartei. Diese spaltete sich jedoch infolge des Preußischen Verfassungskonflikts zwischen 1866 und 1868 in verschiedene Richtungen auf, wie sie sich schon in der Fraktionsbildung der Frankfurter Nationalversammlung angedeutet hatten: Nationalliberale (→Nationalliberale Partei), Freisinnige (→ Deutsche Freisinnige Partei) bis hin zu den linksliberalen bzw. sozialliberalen Strömungen (→ Deutsche Volkspartei und Sächsische Volkspartei). In der Zersplitterung des deutschen Liberalismus und der weiteren Entwicklung der aus ihm hervorgegangenen Parteien zeigt sich die Polarität zwischen den unterschiedlichen Ideen von „Nation“ und „Demokratie“ besonders deutlich.
Die radikal-„libertäre“, staatsverneinende Strömung des Anarchismus entwickelte sich noch stärker in eine fundamental-sozialistische Richtung. In den 1870er Jahren kam es in der Internationalen Arbeiterassoziation, der „Ersten Internationale“, zum offenen Konflikt zwischen den anarchistischen Verfechtern des Sozialismus um Michail Bakunin und dessen marxistischen Verfechtern um Karl Marx. Der Konflikt führte zum Bruch zwischen Anarchismus und Kommunismus und letztendlich zur Auflösung der Internationale bis 1876.
Viele radikale Demokraten waren, wenn sie nicht inhaftiert oder hingerichtet worden waren, während und nach der Revolution ins Exil geflohen. Nach 1848/49 gab es eine beispiellose Auswanderungswelle, vor allem in die USA. Dort gibt es eine spezifische Bezeichnung für die deutschen Immigranten, die infolge der Märzrevolution ins Land kamen: „The Forty-Eighters“ („Die Achtundvierziger“). Viele der „Forty-Eighters“ zeichneten sich auch in den USA durch ihr demokratisches politisches Engagement aus. Beispielsweise setzten sie sich 1860 für die Wahl Abraham Lincolns zum US-Präsidenten ein, bekämpften die Sklaverei oder beteiligten sich auf der Seite der Nordstaaten am Sezessionskrieg von 1861 bis 1865. Einige, wie etwa Lorenz Brentano oder Carl Schurz, machten in den USA auch eine politische Karriere. Schurz war von 1877 bis 1881 US-Innenminister.
Manch andere radikale Demokraten, die in Deutschland geblieben oder nach der Amnestie von 1862 wieder zurückgekehrt waren, schlossen sich der aufkommenden und ab den 1860er Jahren rasch wachsenden Arbeiterbewegung und der im 19. Jahrhundert marxistisch orientierten Sozialdemokratie an, aus deren verschiedenen Parteien sich zwischen 1863 und 1890 die SPD entwickelte (→ Kommunismus, Sozialismus, Kommunistische Partei).
Nach 1849 blieben die Differenzen zwischen monarchistisch geprägten Corps und liberal eingestellten Burschenschaften unter den Studenten vorerst bestehen. Die Burschenschaften, ursprünglich mit wegbereitend für die Märzrevolution, verloren jedoch an politischem Einfluss. Nach der Reichseinigung 1870/1871 arrangierten sich die meisten Studentenverbindungen mit den politischen Verhältnissen.
Nahezu alle im 20. Jahrhundert relevanten gesellschaftspolitischen Strömungen Deutschlands und Europas – von der radikalen Linken über bürgerliche Demokraten bis zur nationalistischen Rechten – können sich auf politische Ideen, Persönlichkeiten und Entwicklungen berufen, die in den Revolutionsjahren 1848/49 ihre fundamentale Prägung erfahren hatten. Daher ist es folgerichtig, dass heute in zahlreichen Gedenkstätten und Straßennamen der Ereignisse der Märzrevolution gedacht wird.

### Literarisches Resümee Georg Herweghs 1873

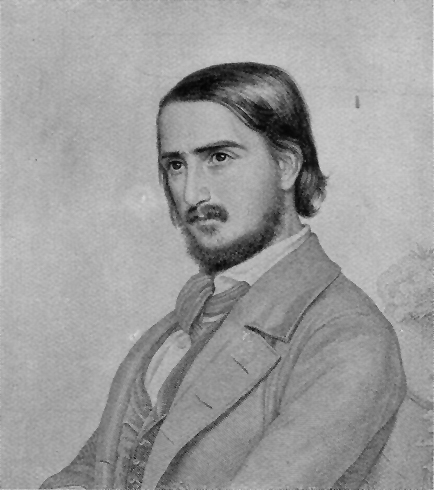
Georg Herwegh (1817–1875)

Ein eher bitteres und vorläufiges Resümee der Märzrevolution stammt vom sozialistisch-revolutionären Dichter Georg Herwegh, der 1848 selbst an den revolutionären Ereignissen in Baden beteiligt war. 1873, zwei Jahre vor seinem Tod, schrieb er zum 25-jährigen Jubiläum des Revolutionsbeginns in Preußen unter dem Eindruck des noch jungen deutschen Kaiserreichs das Gedicht „Achtzehnter März“:
Achtzehnhundert vierzig und acht,

Als im Lenze das Eis gekracht.

Tage des Februar, Tage des Märzen,

Waren es nicht Proletarierherzen.

Die voll Hoffnung zuerst erwacht,

Achtzehnhundert vierzig und acht?

Achtzehnhundert vierzig und acht,

Als du dich lange genug bedacht,

Mutter Germania, glücklich verpreußte,

Waren es nicht Proletarierfäuste,

Die sich ans Werk der Befreiung gemacht

Achtzehnhundert vierzig und acht?

Achtzehnhundert vierzig und acht,

Als du geruht von der nächtlichen Schlacht,

Waren es nicht Proletarierleichen,

Die du, Berlin, vor den zitternden, bleichen

Barhaupt grüßenden Cäsar gebracht

Achtzehnhundert vierzig und acht?

Achtzehnhundert siebzig und drei,

Reich der Reichen, da stehst du, juchhei!

Aber wir Armen, verkauft und verraten,

Denken der Proletariertaten –

Noch sind nicht alle Märze vorbei,

Achtzehnhundert siebzig und drei.

## Gedenken
An die Revolution erinnern eine Reihe von Denkmälern, Grabmälern und Gedenktafeln und Namen von Straßen und Plätzen, wie in Berlin der Platz des 18. März oder in Wien der Märzpark.

## Forschung

### Probleme und Alternativen
Laut Hans-Ulrich Wehler schwächten sechs Faktoren die deutsche Revolution:
1. Die Anfangserfolge führten zu einer Selbstüberschätzung der Revolutionäre, die dann die konservativen Kräfte unterschätzten. Während die Liberalen mit den Märzerfolgen zufrieden waren, wollten die Demokraten die Revolution weiter vorantreiben und ihre Ziele sichern, das polarisierte die Bewegung. Frühe Agrarreformen befriedigten ländliche Besitzklassen, die folglich die Revolution nicht mehr unterstützten.
2. Die Liberalen waren Revolutionäre wider Willen, fürchteten die anarchischen Volksbewegungen und wollten legale Wege beschreiten, nicht radikal mit der Vergangenheit brechen.
3. Liberale und Demokraten brauchten zu lange, um parlamentarische Kompromisspolitik zu lernen. Allerdings hätte auch ein Bündnis von Liberalen und Demokraten nichts gegen die Stärke der Gegenrevolution ausmachen können.
4. Die Regionen Deutschlands waren sehr unterschiedlich entwickelt, und die Vielspalterei ließ die Spannung zwischen Zentrum und Peripherie sich „drei dutzendmal“ wiederholen.
5. Es fehlte eine „große Allianz der verschiedenen revolutionären Kräfte“, die gegen die Gegner hätte gewinnen können. „Handlungsfähige Klassen, die gegen die alte Ordnung koalieren konnten, gab es noch nicht.“
6. Damals gab es zu viele „Modernisierungsaufgaben“, die gleichzeitig gelöst werden mussten. Lösungsversuche riefen aber Widerstand hervor.[13]

Thomas Nipperdey richtet zunächst das Augenmerk auf die Liberalen, weil ihnen später die meisten Vorwürfe gemacht wurden. Die Liberalen hatten immerhin die Mehrheit hinter sich, entgegen den selbstgesetzten Ansprüchen einer radikalen Minderheit. Die Liberalen standen gegen die Linke ebenso wie gegen die Gegenrevolution und waren Revolutionäre wider Willen. Sie wollten das Bestehende revolutionieren, aber die Revolution in die Legalität überführen. Man könne von den Liberalen des 19. Jahrhunderts nicht erwarten, dass sie die auf Gleichheit bedachten Normen späterer Zeit teilten. Vielleicht war ihre Furcht vor einer sozialen Revolution und einer Terrorherrschaft wie in Frankreich 1792/1793 übertrieben, sie war aber nicht unberechtigt, denn der linke Radikalismus war eine reale Macht.

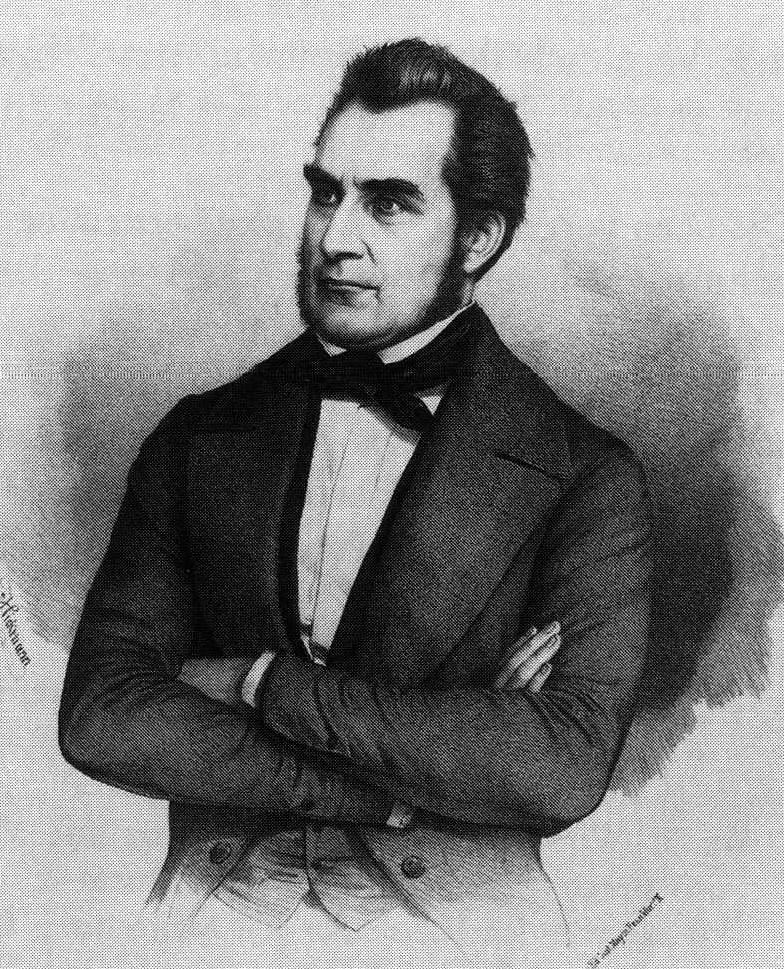
Der Liberale Heinrich von Gagern, zunächst Präsident der Nationalversammlung, dann Reichsministerpräsident. Als er am 5. Mai 1849 vom Aufstand in Dresden erfuhr, notierte er in seinem Tagebuch: „Der Einmarsch der preußischen Truppen gegen den Willen des Volks, aber vielleicht nicht gegen den Willen der Besitz[enden].“ Wenn die Reichsverfassung nicht mehr für Ruhe und Ordnung stand, sondern Anlass für eine neue Revolution wurde, verlor sie die Unterstützung vieler Bürger, fasst Frank Möller Gagerns Gedanken zusammen.

Über die Zielsetzungen der verschiedenen Lager möge man je nach eigener politischer Richtung diskutieren, meint Nipperdey, „eine wissenschaftliche Entscheidung ist da nicht möglich“. Frage man nach dem Realitätsgehalt und den Chancen der Konzepte, dann mag der allmähliche, aber entschiedene Gang der Liberalen eine sinnvolle Strategie gewesen sein, solange die alten Mächte schwach waren. Die Linke, gerade die republikanische, setzte mehr auf die Volksmassen. Die Liberalen aber waren berechtigterweise skeptisch bezüglich eines Volkes, in dem viele noch monarchisch und einzelstaatlich eingestellt waren. Die Gegenrevolution hätte Massen gegen eine republikanische Revolution mobilisieren können, mit einem Bürgerkrieg als Folge, vielleicht gar mit einem Eingreifen Russlands. Manche auf der Linken begrüßten eine solche Katastrophenpolitik des großen europäischen Krieges gegen das reaktionäre Russland sogar: „sie wollten die Sintflut riskieren, weil danach sie selbst kämen“.
Außerhalb eines solchen Radikalismus denkt Nipperdey noch an eine rechtsliberale Alternative, nach der der Deutsche Bund grundlegend reformiert worden wäre, das wäre aber selbst den meisten Rechtsliberalen nicht weit genug gegangen. Die Rechtsliberalen um Heinrich von Gagern hätten andererseits mehr mit der gemäßigten Linken um Robert Blum zusammenarbeiten können, für eine schärfere, nicht sanftere Gangart. Doch die gemäßigte Linke empfand starken Zusammenhalt mit der radikalen, und es gab große Gegensätze in konkreten Fragen. Und mit der schärferen Gangart wäre der Strudel, der zur Gegenrevolution führte, vielleicht noch früher eingetreten. Eine alternative Zeitfolge wäre möglicherweise ebenso wie die reale sowieso am Problem Großdeutsch/kleindeutsch aufgelaufen.

### Frage des Scheiterns
Mike Rapport sieht in der gescheiterten Revolution eine verpasste Chance und den Anfang eines deutschen Sonderwegs. Nicht von unten, sondern von oben, mit preußischer Militärmacht, sei dann später ein autoritäres Reich von Bismarck gegründet worden, das die Saat zum Dritten Reich gelegt habe. Die deutschen Liberalen hätten ebenso von Macht geträumt, von deutscher Macht, und hätten die nationale Einheit über die politische Freiheit gestellt. „Das war vielleicht die tiefere Tragödie von 1848: selbst die Liberalen waren zu bereit, die Freiheit der Macht zu opfern.“ Helga Grebing untersucht die Sonderwegsthese sehr kritisch und übernimmt für die Revolution von 1848 die Formulierung von Michael Stürmer, dass sie statt als „gescheitert“ treffender als „unvollendet“ bezeichnet werden könne. Zudem müsse man fragen, ob Historiker die bürgerliche Revolution „zu sehr als einmaligen umwälzenden Akt“ verstehen, von dem sie zu viel erwarten.
Nipperdey verweist auf die zahlreichen Probleme, denen die Revolutionäre gegenüberstanden:

„Das Scheitern eines politischen Handelns […] muß nicht die Schuld der Scheiternden sein, nicht ihrer – vermeidbaren – Fehler, nicht ihrer unvermeidbaren Grundeinstellungen; die Besiegten sind nicht immer schuld an ihrer Niederlage. Die eigentliche Ursache des Scheiterns ist, daß die Widerstände zu vielfältig und zu groß waren, und so die Probleme, die zur Lösung anstanden […] Die verfassungspolitische Gemeinsamkeit der Revolution wurde von den inneren Spannungen der deutschen Gesellschaft erschwert und geschwächt, […] die liberale Staatsbürgergesellschaft, die doch erst im Werden war, war von dem Partikularismus der deutschen Gesellschaft, die in sich noch so heterogen war, bedroht.“

Gemessen an ihren Zielen, so Hans-Ulrich Wehler, war die Revolution gescheitert. Die politische Teilhabe an der staatlichen Macht wurden von den siegreichen Konservativen wieder beseitigt, und die Gründung eines liberal-konstitutionellen Nationalstaats gelang auch nicht. Es gab aber auch Fortschritte zu verzeichnen:

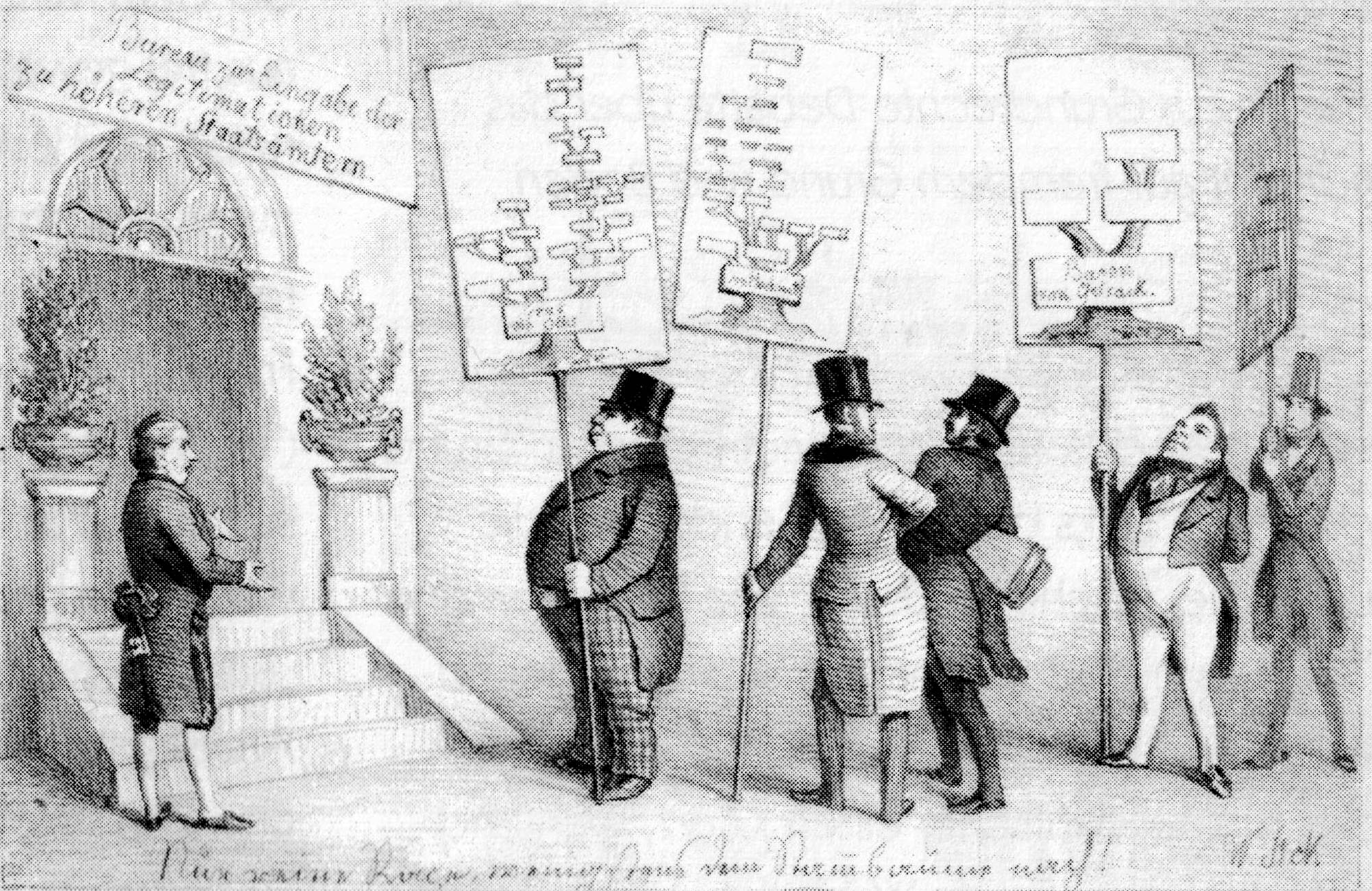
Karikatur auf die Abschaffung von Adelsvorrechten

- Die konservativen Regierungen wagten es nicht, die Agrarreformen rückgängig zu machen, die in der ländlichen Gesellschaft den Feudalismus beendeten. Einige Privilegien der Adligen wie die Patrimonialgerichtsbarkeit blieben abgeschafft.
- Eine staatliche Sozialpolitik setzte ein, wenngleich die Repression andauerte. Das Koalitionsverbot für gewerbliche Arbeiter wurde sogar auf Landarbeiter und Bergarbeiter ausgedehnt.
- Die privatkapitalistische Industrialisierung erhielt freie Bahn, was die Modernisierung der Wirtschaft förderte.
- Die Gerichtsverfassung wurde schon im Januar 1849 reformiert, mit der Beteiligung von Geschworenen an der Urteilsfindung und der Abschaffung bestimmter Strafen wie der Pranger oder der sogenannte bürgerliche Tod.
- Mit Ausnahme Österreichs hatten nach der Revolution alle deutschen Staaten eine Verfassung.[22]

Wehler verwehrt sich gegen die seiner Meinung nach „krass“ einseitige Formel vom Scheitern der Revolution, da es mittelbar imponierende Erfolge und eine Umgestaltung von Politik und Gesellschaft gegeben habe. Die von ihr gesetzten Maßstäbe blieben ein Ideal, „das trotz aller Rückschläge nach 1849 für viele Menschen verbindlich blieb – und deshalb als politische Grundtatsache auf längere Sicht nicht umgangen werden konnte“.

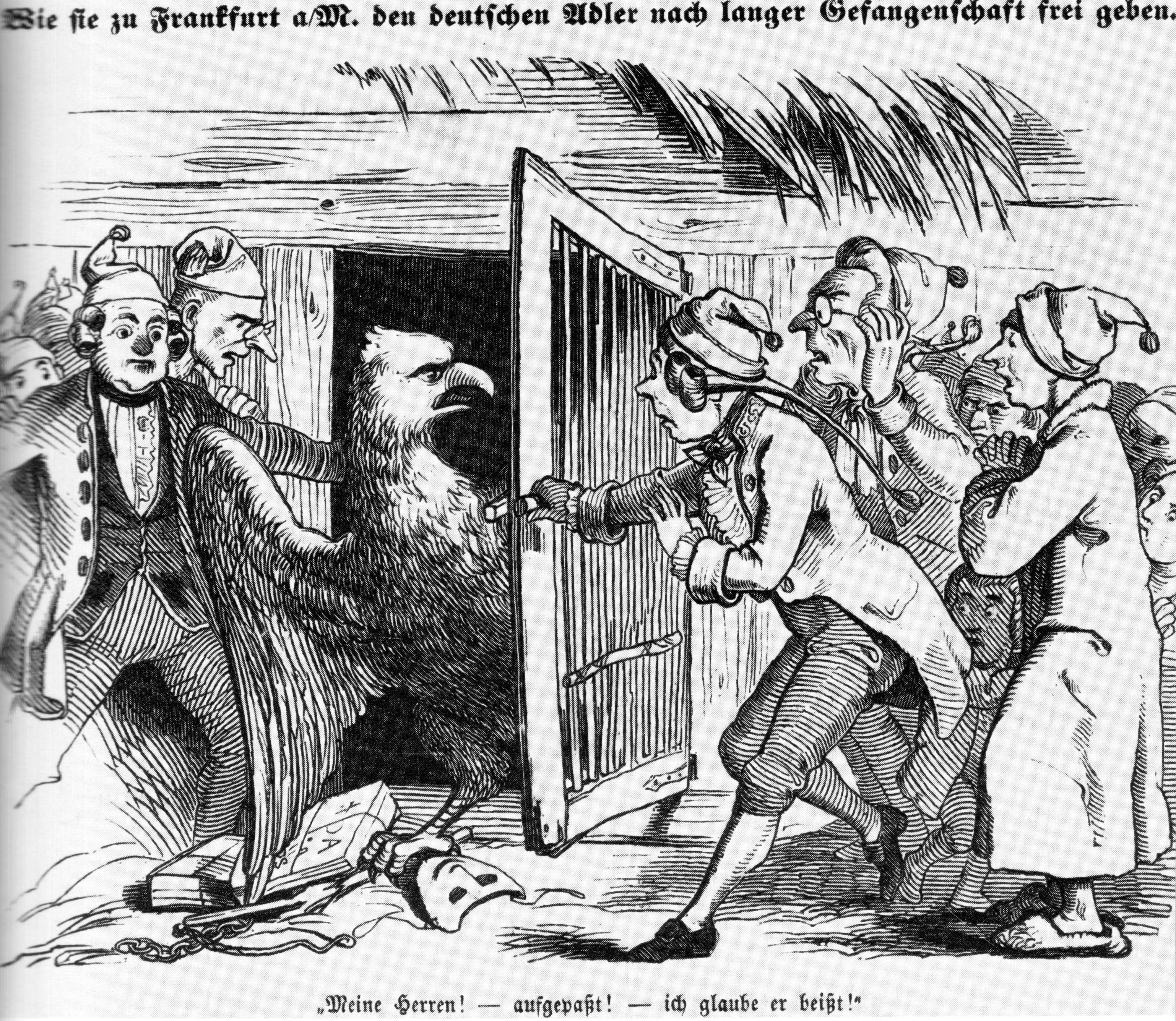
„Wie sie in Frankfurt am Main den deutschen Adler nach langer Gefangenschaft frei geben“, Karikatur von 1848

Hahn und Berding sehen die Revolution als End- und Höhepunkt eines Umbruchs, der schon am Beginn des Jahrhunderts stärker geworden war. Gesucht wurde eine Neuordnung der deutschen Staatenwelt, die mit dem europäischen Staatensystem vereinbar war ebenso wie eine neue Legitimation von Herrschaft und politische Teilhabe der Gesellschaft, jeweils vor dem Hintergrund einer neuen, liberalen Marktgesellschaft. Wie auch woanders in Europa gab es dabei Phasen der Beschleunigung, aber auch des Stillstands oder Rückschritts.
Selbst durch ein entschlosseneres Handeln – gar einen europäischen Befreiungskrieg – hätten die Revolutionäre 1848/1849 viele der Hindernisse, den Reformstau, nicht beseitigen können. Die Interessen waren zu verschieden, die Handelnden unterlagen Fehleinschätzungen. Aber die Revolution hat wichtige Traditionen in der deutschen Parlaments- und Parteiengeschichte gegründet und eine bislang unbekannte nationale Öffentlichkeit geschaffen, die Gesellschaft wurde weiter politisiert, die Regierungen wurden zu neuen Initiativen in der Einheitsfrage gezwungen. Die neuere Forschung, so Hahn und Berding, hat denn auch die These des Sonderwegs vielfach relativiert und kritisiert, stattdessen entdeckte man die Gemeinsamkeiten der Modernisierungsprozesse Deutschlands und Europas.
Karl Griewank griff die Frage auf, ob die Ereignisse von 1848/1849 überhaupt eine Revolution darstellten,

„[…] um eine Umwälzung, die sich wirklich auf das staatliche, gesellschaftliche und geistige Leben unseres Volkes erstreckt habe; verbitterte Anhänger und höhnende Gegner waren sich darin einig, diese Frage zu verneinen. Verstehen wir aber unter Revolution mehr als einen bloßen Aufstand der Unzufriedenheit, dann war es eine Revolution: eine politische Bewegung, die das deutsche Volk doch in seinen Tiefen aufgerührt hat, die neuen und unterdrückten Kräften einen weithin sichtbaren Raum verschaffte, wenn dieser ihnen auch von den Gegnern wieder streitig gemacht werden konnte.“

## Zeittafel
Ein chronologischer Verlauf der Revolution in ihrer Gesamtheit ist schwer zu erfassen, da die Ereignisse sich nicht immer eindeutig aufeinander beziehen lassen, Entscheidungen auf unterschiedlichen Ebenen und an unterschiedlichen Orten mal nahezu zeitgleich, mal zu verschiedenen Zeitpunkten getroffen und wieder revidiert wurden.

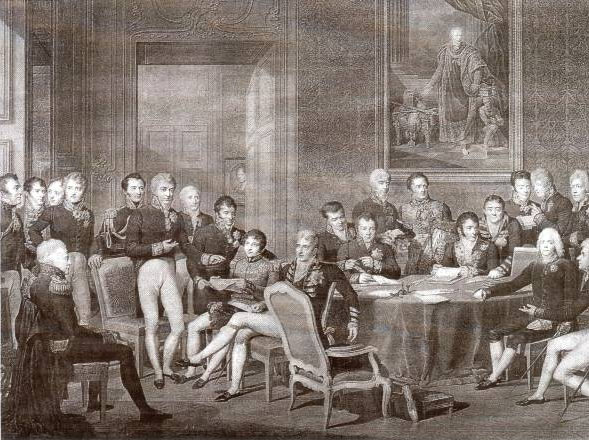
Abgesandte beim Wiener Kongress, Kupferstich nach einer Zeichnung von Jean Baptiste Isabey, 1819

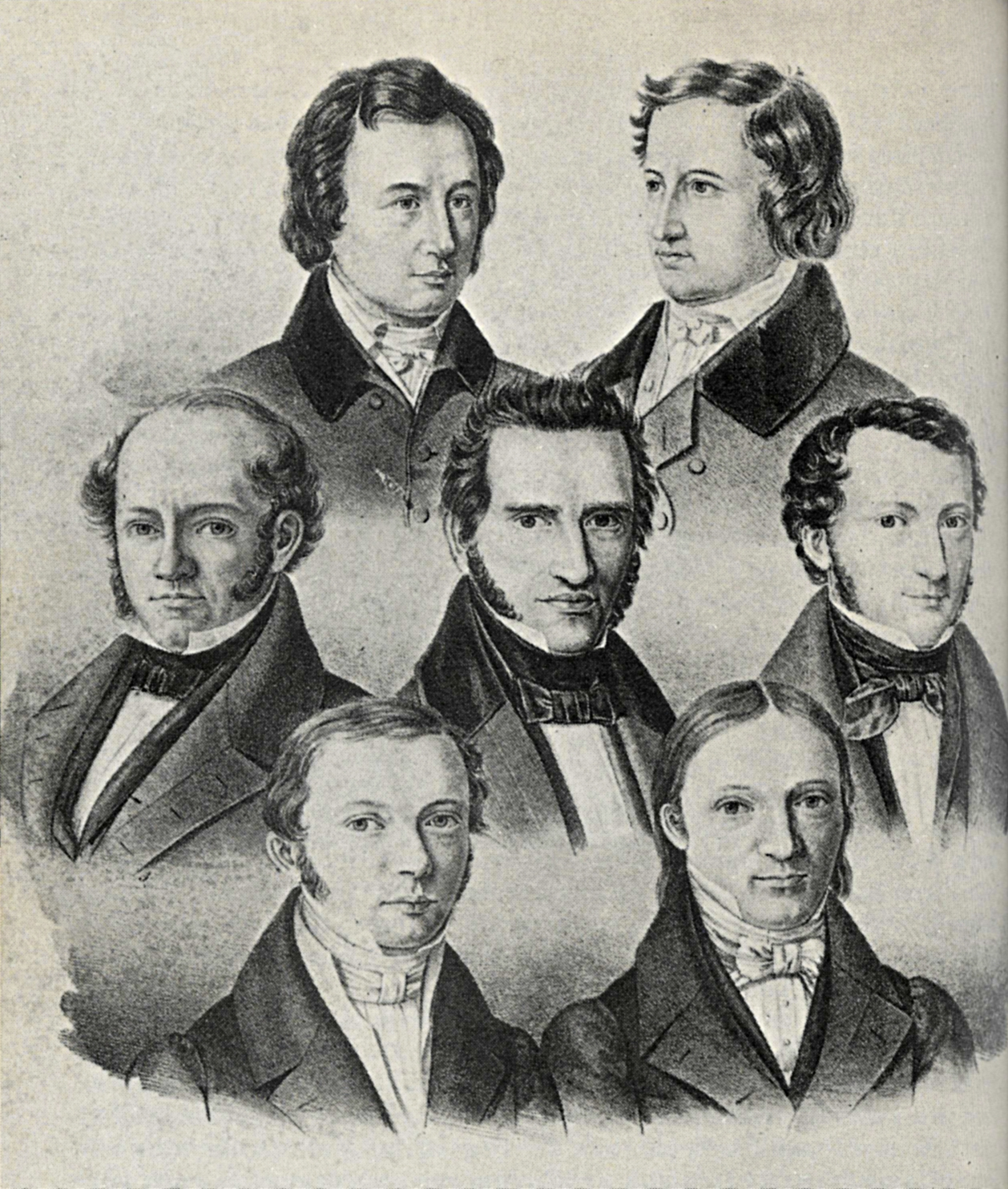
Die Göttinger Sieben, Lithographie von Carl Rohde, 1837

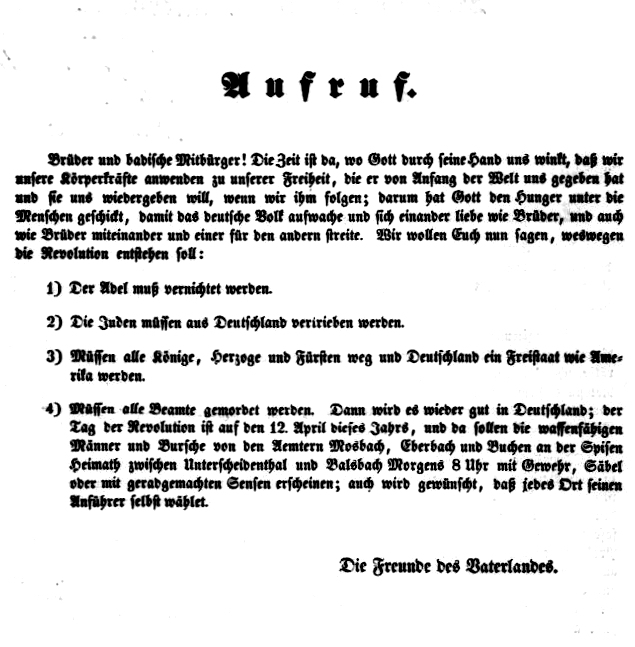
Aufruf zur bewaffneten Revolution in Baden (1847)

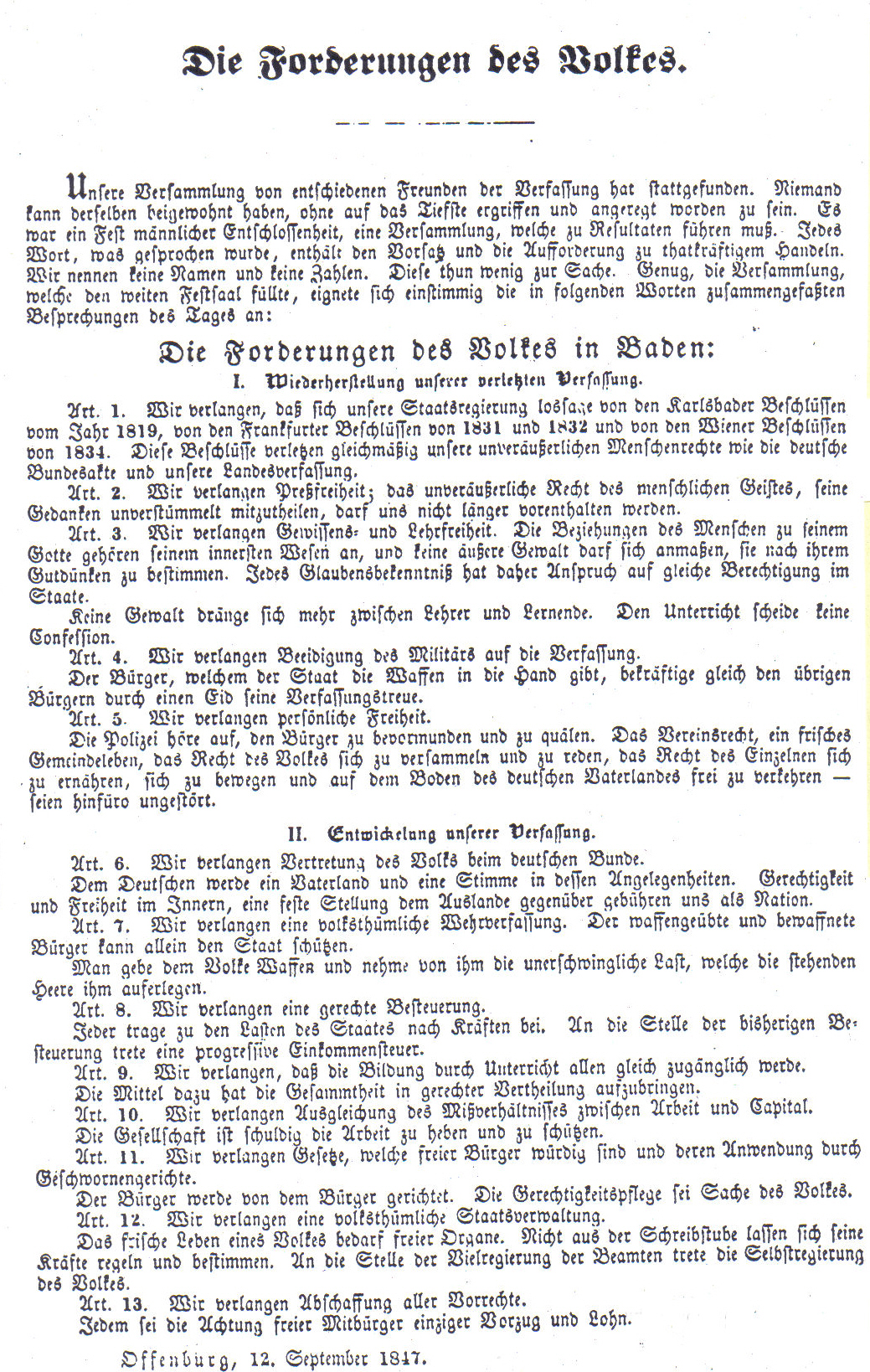
Flugblatt vom September 1847 mit den „Forderungen des Volkes“, den bei der Offenburger Versammlung formulierten Zielen der badischen Radikaldemokraten

### Vorrevolutionäre Entwicklung
- 18. September 1814 bis 9. Juni 1815: Wiener Kongress. Die beschlossene „Neuordnung“ Europas leitet die Restaurationspolitik ein. Damit beginnt die Phase des politischen „Vormärz“.
- 18. Oktober 1817: Auf dem Wartburgfest wird die deutsche Einheit gefordert.
- Spätsommer–Herbst 1819: In den meisten Staaten des Deutschen Bundes kommt es mit den Hep-Hep-Krawallen zu antijüdischen Ausschreitungen und Gewaltexzessen, die sich gegen die Judenemanzipation richten.
- 20. September 1819: Als Folge der Ermordung des Dichters August von Kotzebue werden mit den Karlsbader Beschlüssen gesetzliche Grundlagen für Repressionen gegen demokratische und nationale Bestrebungen der Burschenschaften und anderer oppositioneller Kreise geschaffen, z. B. durch Verbote demokratischer Gruppen und Vereine, Pressezensur u. a.
- Juli 1830: Die Julirevolution in Frankreich löst auch in den Staaten des Deutschen Bundes einige regional begrenzte Aufstände wie die Schneiderrevolution in Berlin aus.
- 27. Mai 1832: Auf dem Hambacher Fest werden erneut Forderungen nach einem geeinten Deutschland und nach demokratischen Rechten erhoben.
- 3. April 1833: Beim Frankfurter Wachensturm scheitert der Versuch einer gesamtdeutschen revolutionären Erhebung.
- 1834: In Bern vereinigen sich die von exilierten Demokraten gebildeten Geheimbünde Junges Italien, Junges Deutschland und Junges Polen auf Initiative des italienischen Revolutionärs Giuseppe Mazzini zum übernationalen Geheimbund Junges Europa.
- 1834: Georg Büchner und Friedrich Ludwig Weidig verbreiten im Großherzogtum Hessen aus dem Untergrund die sozialrevolutionäre Flugschrift Der Hessische Landbote mit dem Motto „Friede den Hütten, Krieg den Palästen!“.
- 1837: Die Protestproklamation der Göttinger Sieben (einer Gruppe von namhaften liberalen Universitätsprofessoren, darunter auch die Brüder Grimm) gegen die Aufhebung der Verfassung im Königreich Hannover, findet im ganzen Deutschen Bund Verbreitung. Die Gelehrten werden entlassen und einige von ihnen des Landes verwiesen.
- Juni 1844: In einer Region Schlesiens erheben sich die Weber infolge zunehmender sozialer Not (Weberaufstand).
- März/April 1847: Aufruf zur bewaffneten Revolution („mit Gewehr, Säbel oder mit geradgemachten Sensen“) für den 12. des Monats in den badischen Bezirksämtern Buchen, Eberbach, Mosbach, Neudenau und Adelsheim durch „Freunde des Vaterlandes“, für die folgende Ziele vorgegeben wurden, damit „es wieder gut in Deutschland“ werde:

„1) Der Adel muß vernichtet werden.
2) Die Juden müssen aus Deutschland vertrieben werden.
3) Müssen alle Könige, Herzoge und Fürsten weg und Deutschland ein Freistaat wie Amerika werden.
4) Müssen alle Beamte gemordet werden.“

- April 1847: Der sogenannte Berliner Kartoffelaufstand infolge gestiegener Lebensmittelpreise aufgrund von Missernten im Vorjahr wird nach wenigen Tagen von preußischem Militär niedergeschlagen.
- 12. September 1847: Bei der Offenburger Versammlung werden von radikal-demokratischen badischen Politikern mit den „Forderungen des Volkes“ Grundrechte eingefordert und der als Bedrohung wahrgenommenen Industrialisierung frühsozialistische Ideen entgegengesetzt.
- 10. Oktober 1847: Bei der Heppenheimer Tagung wird das politische Programm der gemäßigten Liberalen formuliert.

### Übergang zur Märzrevolution ab Januar 1848
- Januar 1848: Nationalrevolutionäre Aufstände gegen die Herrschaft der spanischen Bourbonen in Süditalien (Sizilien) und gegen die der Österreicher in Norditalien (Mailand, Padua und Brescia) leiten die gesamteuropäische Phase der Revolutionen von 1848/49 ein.
- 24. Februar 1848: Beginn der Februarrevolution 1848 in Frankreich. Ausrufung der Zweiten Republik. Ministerpräsident François Guizot tritt zurück. Bürgerkönig Louis Philippe dankt ab und geht ins Exil nach England.

### Revolutionäre Entwicklung 1848

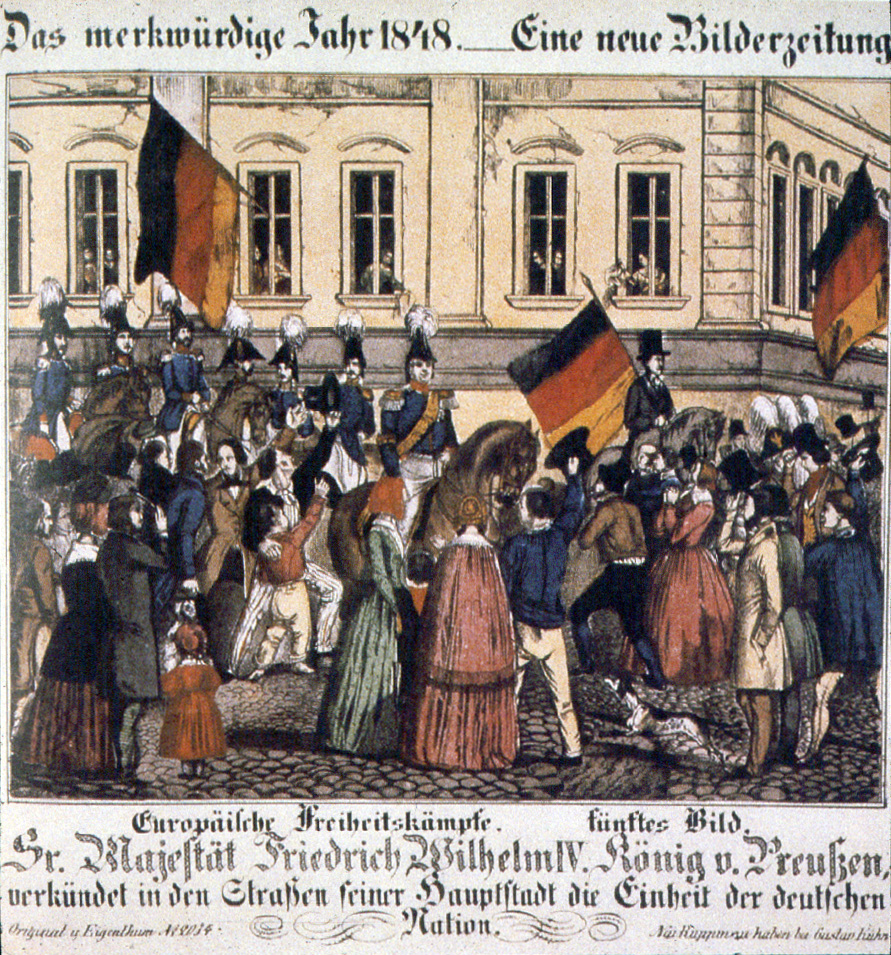
21. März 1848: Friedrich Wilhelm IV., König von Preußen, verkündet in seiner Hauptstadt die Einheit der deutschen Nation, zeitgenössische Bilderzeitung

Gremien von März bis Mai 1848. Revolutionäre Treffen und Ausschüsse begleiteten die Veränderungen im Deutschen Bund.

- 27. Februar 1848: Inspiriert von der Februarrevolution in Frankreich formuliert die Mannheimer Volksversammlung eine Petition an die Regierung in Karlsruhe mit sogenannten Märzforderungen und wird so zum Fanal der Märzrevolution in den Staaten des Deutschen Bundes.
- 29. Februar: Der Bundestag setzt einen politischen Ausschuss aus Bundestagsgesandten ein; in den kommenden Wochen erlässt der Bundestag mehrere Bundesbeschlüsse mit dem Ziel, die Unruhe im Volk zu besänftigen.
- 1. März: Beginn der Märzrevolution in Baden mit der Besetzung des Ständehauses des badischen Landtags in Karlsruhe.
- 4. März: Beginn der Märzrevolution in Bayern mit Aufständen in München
- 5. März: Die Heidelberger Versammlung der 51 wählt einen Siebenerausschuss, welcher wiederum zum Vorparlament lädt.
- 6. März: Beginn der Märzrevolution in Preußen mit ersten Unruhen in Berlin
- 9. März: König Wilhelm I. von Württemberg beruft auf Druck der Opposition statt des konservativen Joseph von Linden den Oppositionsführer Friedrich Römer zum Regierungschef und mehrere Liberale in die Regierung und setzte sie als Märzministerium ein.[28]
- 13. März: Beginn der Märzrevolution in Wien mit dem Sturm auf das Ständehaus; Rücktritt des Staatskanzlers Fürst Metternich, der nach England emigriert.
- 15. März: Unter dem Eindruck von 20.000 Demonstranten bewilligt der Statthalterbeirat in Pest (heute Budapest), das oberste Verwaltungsorgan des ungarischen Teils des Kaisertum Österreich, die in „Zwölf Punkten“ formulierten Forderungen radikaler ungarischer Intellektueller um Sándor Petőfi (u. a. ein von Wien unabhängiges Ministerium und eigenständiges ungarisches Parlament, Abzug aller österreichischen Truppen aus Ungarn, den Aufbau einer ungarischen Nationalarmee und die Schaffung einer Nationalbank) und macht das Königreich Ungarn damit faktisch zu einem selbständigen Staat.
- 17. März: Mailand erklärt die Loslösung der Lombardei von Österreich und ihren Anschluss ans Königreich Sardinien-Piemont.

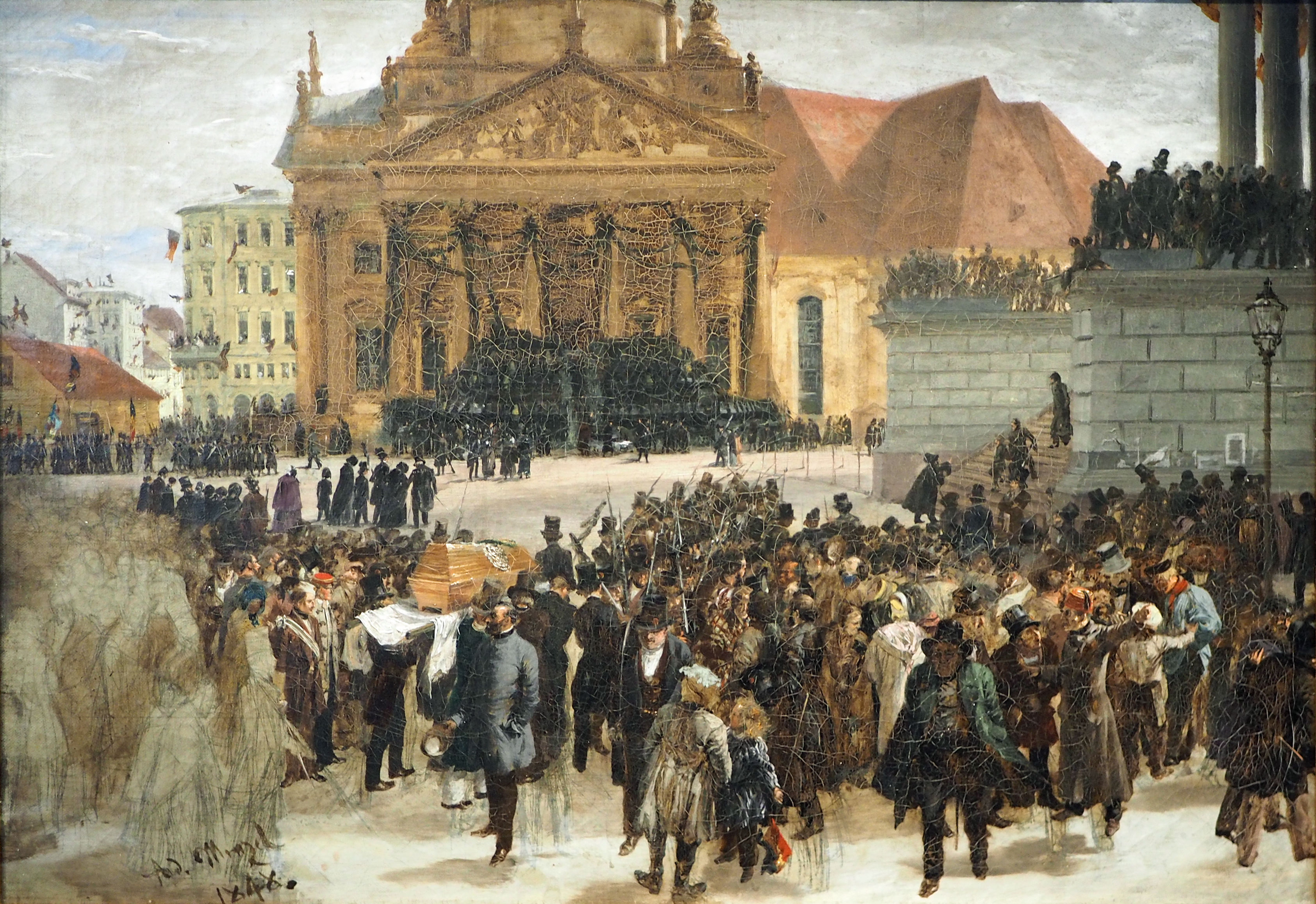
Aufbahrung der Märzgefallenen, Ölbild von Adolph Menzel, 1848

- 18. März: Bei der Verlesung eines Patents König Friedrich Wilhelms IV. zu Reformen in Preußen kommt es bei einer Versammlung vor dem Berliner Stadtschloss zum bewaffneten Kampf zwischen Bürgern und Militär. Während der Verlesung werden nach anfänglich friedlicher Stimmung revolutionäre Parolen laut. Zwei Schüsse lösen sich, ob beabsichtigt oder aus einem Missverständnis, wird nie geklärt. Es folgt ein Umschlagen der Stimmung der Demonstranten und der gezielte Einsatz des Militärs. Heftige Straßen- und Barrikadenkämpfe schließen sich an und fordern mehrere hundert Tote, nach Behördenangaben 303 Menschen, 288 Männer, 11 Frauen und 4 Kinder.[29]
- 19. März: König Friedrich Wilhelm IV. wird gezwungen, vor den auf dem Schlosshof aufgebahrten „Märzgefallenen“ zu erscheinen und seine Mütze zu ziehen. Am 21. März reitet er mit Schwarz-Rot-Goldener Schärpe durch Berlin und erklärt, er wolle Deutschlands Freiheit, Deutschlands Einigkeit.
- 20. März: Abdankung des bayerischen Königs Ludwig I. zugunsten seines Sohnes Maximilian II. infolge der Unruhen in München und anderen Städten Bayerns
- 18.–22. März: Der Volksaufstand in Mailand gegen die Herrschaft Österreichs in der Lombardei führt zum Ersten Italienischen Unabhängigkeitskrieg zwischen Österreich und Sardinien-Piemont, dessen Truppen die oberitalienischen Revolutionäre unterstützen.

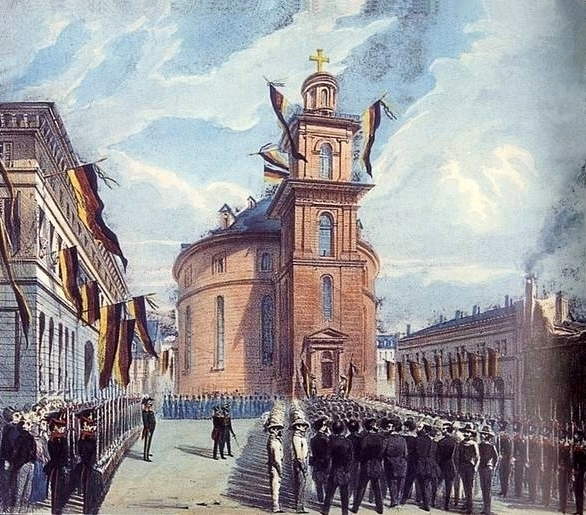
Der Einzug des Vorparlaments in die Frankfurter Paulskirche am 30. März 1848

- 23. März: Revolution in Venedig – Daniele Manin ruft die Unabhängigkeit von Österreich aus und erklärt die Stadt zur Republik (vgl. Repubblica di San Marco).
- 31. März bis 3. April: Das Vorparlament tagt in Frankfurt am Main.
- Anfang April: Beginn der Schleswig-Holsteinischen Erhebung infolge der nationaldeutschen Aufstände in den Herzogtümern Schleswig und Holstein. Sowohl deutsche als auch dänische Nationalliberale beanspruchten das Herzogtum Schleswig, welches formal noch als königlich-dänisches Lehen in Personalunion mit Dänemark stand.
- 12. April bis 20. April: Der republikanisch motivierte Heckerzug in Baden wird am 20. April im Gefecht auf der Scheideck bei Kandern im Schwarzwald niedergeschlagen, Generalleutnant Friedrich von Gagern fällt als Befehlshaber der Bundestruppen. Friedrich Hecker geht ins Exil.
- April–Mai: Aufstand der Posener Polen gegen die preußische Vorherrschaft unter Führung von Ludwik Mieroslawski
- 15. Mai: Zweiter Wiener Aufstand
- 17. Mai: Kaiser Ferdinand I. flieht unter dem Druck der revolutionären Unruhen aus Wien nach Innsbruck.

Juni bis September 1848: Die Nationalversammlung setzt eine Reichsregierung ein.

- 18. Mai: Eröffnung der Frankfurter Nationalversammlung in der Paulskirche, des ersten gesamtdeutschen demokratisch (von Männern) gewählten Parlaments; es soll die deutsche Einheit vorbereiten und eine neue Verfassung für Deutschland ausarbeiten.
- 2. Juni–12. Juni: Der Slawenkongress tagt in Prag und fordert die Umwandlung der Donaumonarchie Österreich „in einen Bund von gleichberechtigten Völkern“.
- 16. Juni: Niederschlagung des Prager Pfingstaufstandes durch österreichische Truppen
- 24. Juni: Niederschlagung des französischen Juniaufstands in Paris. Danach erstarkt auch in den Staaten des Deutschen Bundes die Konterrevolution und zwingt die Revolutionäre zunehmend in die Defensive.
- 28. Juni: Die Nationalversammlung in Frankfurt beschließt das Reichsgesetz über die Einführung einer provisorischen Zentralgewalt für Deutschland. Am Tag darauf wählt sie einen Reichsverweser als Ersatz-Monarchen. Im Juli ernennt dieser die ersten Reichsminister.
- 25. Juli: Die norditalienischen Aufständischen unter Führung von Sardinien-Piemont unterliegen den österreichischen Truppen in der Schlacht bei Custozza.
- 9. August: Waffenstillstand zwischen Österreich und Sardinien-Piemont

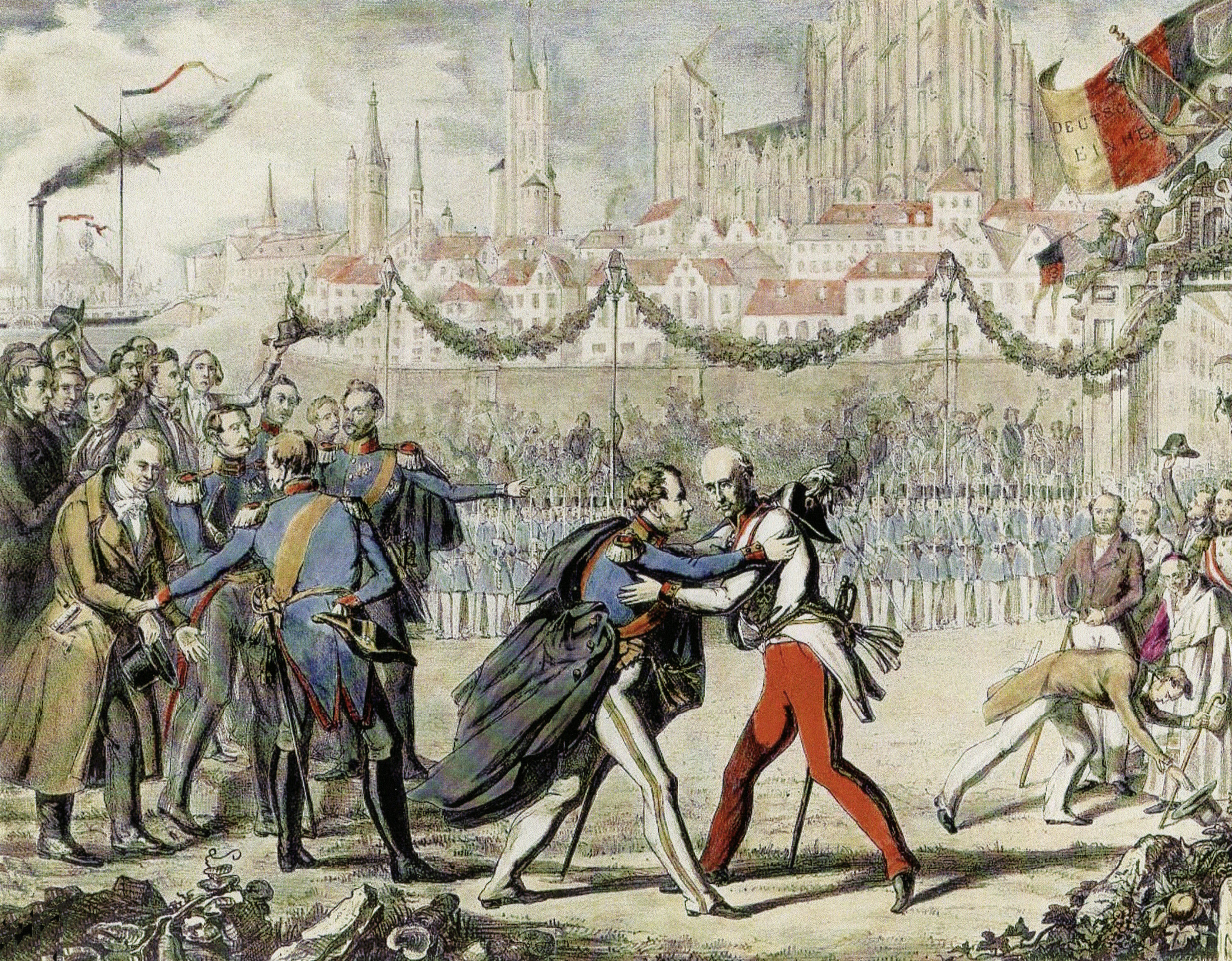
14. August 1848: Friedrich Wilhelm IV. und Reichsverweser Erzherzog Johann von Österreich begrüßen einander beim Kölner Dombaufest

- 14. August: Beim Kölner Dombaufest treffen zum ersten und einzigen Mal Repräsentanten der Revolution und Vertreter der alten Herrschaftsmacht in den deutschen Ländern aufeinander. Sowohl der preußische König Friedrich Wilhelm IV. als auch Reichsverweser Erzherzog Johann von Österreich als höchster Vertreter einer Provisorischen Zentralgewalt der ersten gesamtdeutschen Regierung sowie etwa 300 Abgeordnete der Frankfurter Nationalversammlung, darunter auch deren Präsident Heinrich von Gagern, waren bei den Feierlichkeiten anwesend.
- 26. August: Waffenstillstand zwischen Preußen und Dänemark. Die Nationalversammlung muss dem Vertrag von Malmö letztlich am 16. September zustimmen und offenbart so ihre eigene Machtlosigkeit. Die Krise führt zu neuen Unruhen in Frankfurt am Main (Septemberrevolution) und weiteren deutschen Städten.
- 12. September: Der republikanische Anführer Lajos Kossuth wird Ministerpräsident in Ungarn. Dem österreichischen Kaiser wird der Titel „König von Ungarn“ verwehrt. Es kommt zu nationalrevolutionären Unruhen gegen die Vorherrschaft Österreichs.
- 18. September: Barrikadenkämpfe gegen preußische und österreichische Truppen in Frankfurt (Septemberrevolution)
- 21.–25. September: 2. badischer Aufstand in Lörrach; Gustav Struve, der am 21. September die deutsche Republik proklamiert, wird im Anschluss daran verhaftet.
- 6.–31. Oktober: Der Wiener Oktoberaufstand wird nach knapp vier Wochen von kaiserlichen Truppen unter Fürst Windischgrätz blutig niedergeschlagen.
- 9. November: Robert Blum, Abgeordneter der Frankfurter Nationalversammlung, wird im Zuge der Vergeltungsmaßnahmen gegen die österreichischen Revolutionäre in Wien trotz parlamentarischer Immunität standrechtlich erschossen.
- 21. November: Konstituierung des Centralmärzvereins als deutschlandweite republikanische Organisation durch Abgeordnete verschiedener Fraktionen der demokratischen Linken in der Frankfurter Nationalversammlung
- 2. Dezember: Der österreichische Kaiser Ferdinand I. dankt ab und überlässt den Thron seinem Neffen Franz Joseph I.
- 27. Dezember: Die Nationalversammlung in Frankfurt verabschiedet die Grundrechte des deutschen Volkes.

### Revolutionäre Entwicklung 1849

Entwicklung von März bis Mai 1849 (Schaubild): Reichsverfassung und Bekämpfung durch den preußischen König

- Februar–März: Neue Aufstände in einigen österreichischen Gebieten Oberitaliens, insbesondere der revolutionäre Putsch gegen Großherzog Leopold II. in der Toskana, führen zu einem weiteren Krieg zwischen Österreich und Sardinien-Piemont.
- 23. März: Erneute Niederlage der oberitalienischen Revolutionäre und Sardinien-Piemonts gegen die österreichische Armee in der Schlacht bei Novara
- 26. März: Der deutsche Reichskommissar Eduard Souchay setzt eine schleswig-holsteinische Regierung ein („Statthalterschaft“).
- 28. März: Die Nationalversammlung verabschiedet die Paulskirchenverfassung mit einem erblichen Reichsoberhaupt.
- 3./28. April: Der preußische König Friedrich Wilhelm IV. lehnt die ihm von der Nationalversammlung (Kaiserdeputation) angebotene Kaiserwürde ab. Die Abgeordneten in Frankfurt überlegen sich Alternativen.
- 14. April: Ungarn erklärt seine Unabhängigkeit von Österreich und ruft die Republik aus. Darauf kommt es zum Ungarischen Unabhängigkeitskrieg gegen Österreich.

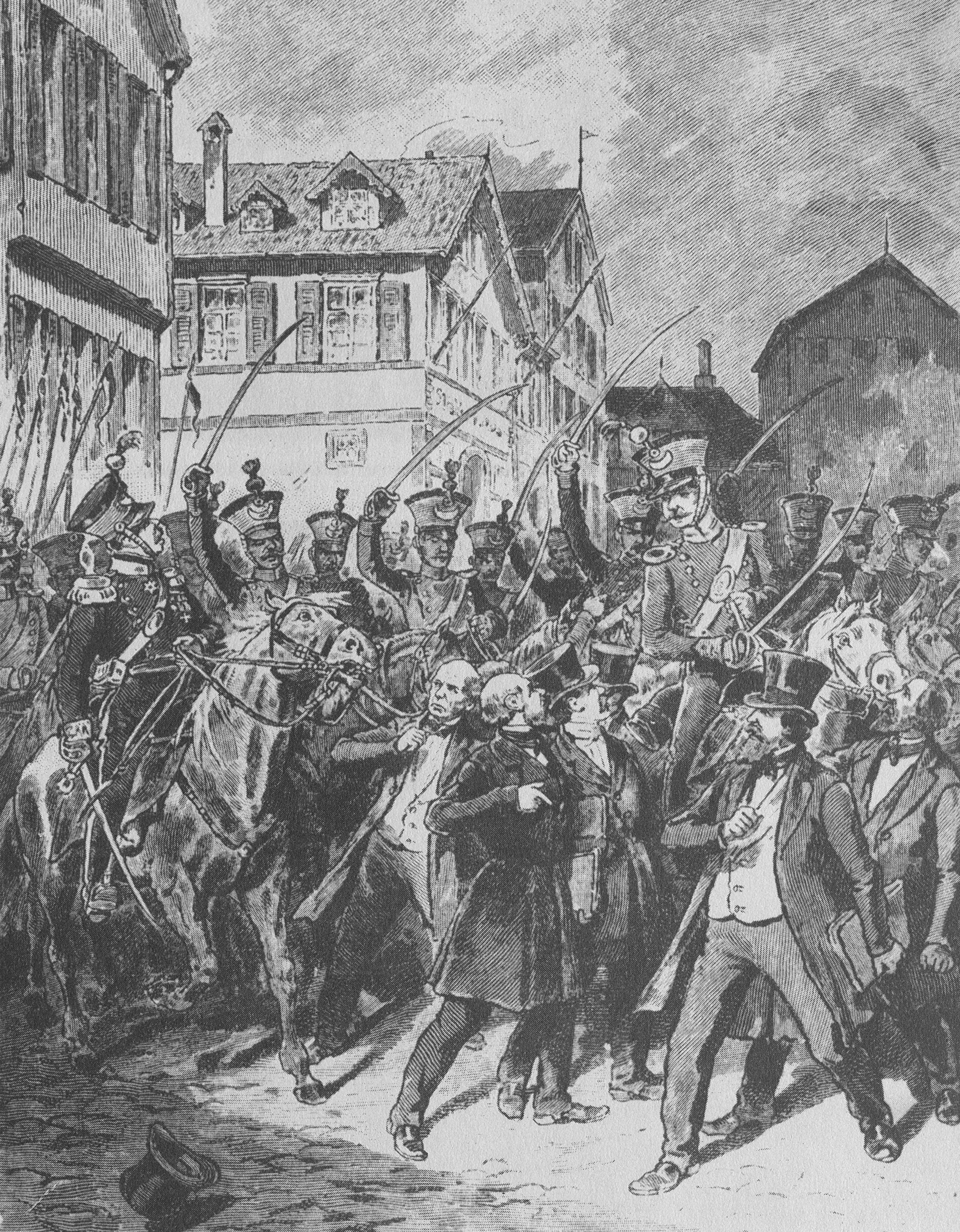
Auflösung des Rumpfparlaments am 18. Juni 1849 in Stuttgart: Württembergische Dragoner treiben die Demonstration der ausgesperrten Abgeordneten auseinander (Buchillustration von 1893).

- 4. Mai: Die Nationalversammlung ruft Reichstagswahlen zum 15. Juli aus.
- Mai: In den Maiaufständen beginnt die Reichsverfassungskampagne mit dem Versuch, die Verfassung in einigen Staaten und Regionen des Deutschen Bundes doch noch durchzusetzen – und darüber hinaus einzelne Republiken zu installieren. Die Konfrontation zwischen Revolution und Reaktion führt in einigen Staaten zu einer bürgerkriegsähnlichen Eskalation. Neben Sachsen und Baden sind beispielsweise auch die preußische Rheinprovinz (Elberfelder Aufstand) und die angrenzende Provinz Westfalen (→ Iserlohner Aufstand von 1849 und Revolution von 1848/49 in Westfalen) sowie die Pfalz (Bayern) (Pfälzischer Aufstand) Zentren entsprechender Aufstände.
  - 3.–9. Mai: Beim Dresdner Maiaufstand wird eine sächsische Republik ausgerufen, die infolge der Niederschlagung des Aufstands durch preußische Truppen scheitert.
  - 11. Mai: Meuterei der badischen Garnison in Rastatt: Beginn des Badischen Maiaufstands.
  - 13. Mai: Großherzog Leopold von Baden verlässt das Land.[30]
- 14. Mai: Nach Österreich befiehlt auch Preußen rechtswidrig, dass die Abgeordneten aus diesem Staat die Nationalversammlung verlassen.
- 30. Mai: Die verbliebenen Mitglieder der Nationalversammlung beschließen den Umzug nach Stuttgart, um der erwarteten Besetzung Frankfurts durch preußische Truppen zuvorzukommen.

Entwicklungen im Juni und Juli 1849: Ende des Rumpfparlamentes und Schritte zur Erfurter Union

- 1. Juni: In Baden wird die Republik ausgerufen. Lorenz Brentano übernimmt den Vorsitz der provisorischen Regierung. Preußische Truppen beginnen, gegen Baden vorzurücken.
- 6.–18. Juni: Das Rumpfparlament als größerer Teil der Nationalversammlung tagt in Stuttgart, es wird am 18. Juni von württembergischen Truppen aufgelöst.
- 23. Juli: Einnahme Rastatts durch preußische Truppen, Ende der Badischen Revolution und symbolischer Endpunkt der Deutschen Revolution 1848/49
- 6. August: Mailänder Friedensvertrag zwischen Österreich und Sardinien-Piemont
- 23. August: Österreichische Truppen schlagen die revolutionäre Republik Venedig nieder. Oberitalien ist wieder in österreichischer Hand.
- 3. Oktober: Die letzten ungarischen Revolutionäre kapitulieren gegenüber den Österreichern in der Festung Komorn.
- 20. Dezember 1849: Der Reichsverweser überträgt seine Befugnisse einer österreichisch-preußischen Bundeszentralkommission. Damit endet die Reichsregierung (Zentralgewalt) von Juni/Juli 1848.

### Nachwirkungen und Folgen
- März/April 1850: Das Erfurter Unionsparlament bestätigt den preußischen Verfassungsentwurf für eine Erfurter Union anstelle des revolutionären Reiches von 1848.
- 2. Juli 1850: Mit dem Berliner Frieden zieht sich Preußen aus dem Krieg gegen Dänemark zurück.
- 29. November 1850: Olmützer Punktation. Eine österreichisch-preußische Vereinbarung beendet die Herbstkrise 1850, den kurhessischen Konflikt und die preußische Unionspolitik.
- 1. April 1851: Auflösung der schleswig-holsteinischen Armee.
- 23. August 1851: Der Bundesreaktionsbeschluss des wiederhergestellten Bundestages erklärt die Reichsgesetzgebung für nichtig.

### Moderne Darstellungen

#### Einführungen
- Ewald Grothe: Die liberale Revolution. 1848/49 – Aufbruch zur Freiheit (= Public History). Friedrich-Naumann-Stiftung für die Freiheit, Potsdam 2023, ISBN 978-3-948950-92-7.
- Dieter Hein: Die Revolution von 1848/49. 6., durchgesehene und aktualisierte  Auflage. München 2019, ISBN 978-3-406-74256-9. (zuerst 1998)
- Gerhard Henke-Bockschatz, Hartmann Wunderer: Die Revolution von 1848/49. In: Kompaktwissen Geschichte. Reclam, Stuttgart 2013, ISBN 978-3-15-017071-7.
- Rüdiger Hachtmann: Epochenschwelle zur Moderne. Einführung in die Revolution von 1848/49 (= Historische Einführungen. Band 9). edition diskord, 2002, ISBN 3-89295-723-1 (Rezension bei H-Soz-Kult).
- Uwe Puschner, Frank Lorenz Müller: Die Revolution von 1848/49. 4., bibliogr. aktualisierte Auflage. Darmstadt 2012, ISBN 978-3-534-24584-0.
- Wolfram Siemann: Die deutsche Revolution von 1848/49 (= Neue Historische Bibliothek. Band 266). Suhrkamp, Frankfurt am Main 1985, ISBN 3-518-11266-X (Standardwerk).
- Günter Wollstein: Revolution von 1848. Hrsg. von der Bundeszentrale für politische Bildung (= Informationen zur politischen Bildung, Heft Nr. 265). Bonn 1999, Neudruck 2010, bpb.de – ISSN 0046-9408.

#### Gesamtdarstellungen
- Helmut Bleiber, Walter Schmidt, Susanne Schötz (Hrsg.): Akteure eines Umbruchs. Männer und Frauen der Revolution 1848. Fides, Berlin 2003, ISBN 3-931363-11-2.
- Christof Dipper, Ulrich Speck (Hrsg.): 1848. Revolution in Deutschland. Insel, Frankfurt am Main 1998, ISBN 3-458-16894-X.
- Dieter Dowe, Heinz-Gerhard Haupt, Dieter Langewiesche (Hrsg.): Europa 1848. Revolution und Reform. J. H. W. Dietz Nachfolger, Bonn 1998, ISBN 3-8012-4086-X.
- Alfred Georg Frei, Kurt Hochstuhl: Wegbereiter der Demokratie. Die badische Revolution 1848/49. Der Traum von der Freiheit. G. Braun, Karlsruhe 1997, ISBN 3-7650-8168-X.
- Sabine Freitag (Hrsg.): Die 48-er. Lebensbilder aus der deutschen Revolution 1848/49. Beck, München 1998, ISBN 3-406-42770-7.
- Rüdiger Hachtmann: Berlin 1848. Eine Politik- und Gesellschaftsgeschichte der Revolution. J. H. W. Dietz Nachfolger, Bonn 1997, ISBN 3-8012-4083-5.
- Christian Jansen, Thomas Mergel (Hrsg.): Die Revolutionen von 1848/49. Erfahrung – Verarbeitung – Deutung. Vandenhoeck & Ruprecht, Göttingen 1998, ISBN 3-525-01364-7.
- Johanna Ludwig, Ilse Nagelschmidt, Susanne Schötz (Hrsg.): Frauen in der bürgerlichen Revolution von 1848/49. Bundesministerium für Familie, Senioren, Frauen und Jugend, Bonn 1998.
- Dieter Langewiesche (Hrsg.): Die deutsche Revolution von 1848/49 (= Wege der Forschung. Band 164). Wissenschaftliche Buchgesellschaft, Darmstadt 1983, ISBN 3-534-08404-7 (historiographisch bedeutsame Aufsätze).
- Günter Mick: Die Paulskirche. Streiten für Recht und Gerechtigkeit. Kramer, Frankfurt am Main 1988 / Wissenschaftliche Buchgesellschaft, Darmstadt 1997, ISBN 3-7829-0357-9.
- Wolfgang J. Mommsen: 1848 – Die ungewollte Revolution. Fischer Taschenbuch, Frankfurt am Main 2000, ISBN 3-596-13899-X.
- Heinz Rieder: Die Völker läuten Sturm – Die europäische Revolution 1848/49. Casimir Catz, Gernsbach 1997, ISBN 3-925825-45-2.
- Ulrich Speck: 1848. Chronik einer deutschen Revolution. Insel, Frankfurt am Main / Leipzig 1998, ISBN 3-458-33914-0.
- Thomas Nipperdey: Deutsche Geschichte 1800–1866. Bürgerwelt und starker Staat. Beck, München 1993, ISBN 3-406-09354-X.
- Alexandra Bleyer: 1848. Erfolgsgeschichte einer gescheiterten Revolution. Philipp Reclam Jun., 2025, ISBN 9783150115244.

#### Regional- und Spezialliteratur
- Helmut Bleiber, Rolf Dlubek, Walter Schmidt (Hrsg.): Demokratie und Arbeiterbewegung in der deutschen Revolution von 1848/49. Beiträge eines Kolloquiums zum 150. Jahrestag der Revolution von 1848/49 am 6./7. Juni 1998 in Berlin (= Gesellschaft – Geschichte – Gegenwart. Band 22). trafo, Berlin 2000, ISBN 3-89626-226-2 (Inhaltsverzeichnis und Vorwort-Auszug).
- Felix Gräfenberg (Hrsg.): 1848/49 in Westfalen und Lippe. Biografische Schlaglichter aus der revolutionshistorischen Peripherie. Aschendorff Verlag, Münster 2023 (= Veröffentlichungen der Historischen Kommission für Westfalen, Neue Folge. Band 48).
- Klaus Herdepe: Die Preußische Verfassungsfrage 1848 (= Deutsche Universitätsedition. Band 22). ars et unitas, Neuried 2003, ISBN 3-936117-22-5.
- Wolfgang von Hippel: Revolution im deutschen Südwesten. Das Großherzogtum Baden 1848/49 (= Schriften zur politischen Landeskunde Baden-Württembergs. Band 26). Kohlhammer, Stuttgart 1998, ISBN 3-17-014039-6.
- Felix Gräfenberg (Hrsg.): 1848/49 in Westfalen und Lippe. Biografische Schlaglichter aus der revolutionshistorischen Peripherie. Aschendorff, Münster 2023, DNB 1292109440.
- Heinz Kapp: Revolutionäre jüdischer Herkunft in Europa 1848/49 Hartung-Gorre, Konstanz 2006, ISBN 978-3-86628-092-2; als Dissertation bei der Bibliothek der Universität Konstanz, Konstanz 2006, DNB 1017360421 (PDF; 2532 kB).
- 1848/49. Revolution der deutschen Demokraten in Baden. Landesausstellung im Karlsruher Schloß vom 28. Februar 1998 – 2. August 1998. Hrsg. vom Badischen Landesmuseum Karlsruhe. Nomos, Baden-Baden 1998, ISBN 3-7890-5201-9.
- Die Revolution 1848/49 als Gegenstand der Biographik. Kolloquium anlässlich des 160. Jahrestages der Revolution von 1848/49. 26. April 2008. Vorträge, Teil I und II, Berlin 2008 (= Pankower Vorträge, Heft 122 und 123).
- Horst Stuke, Wilfried Forstmann (Hrsg.): Die europäischen Revolutionen von 1848 (= Neue wissenschaftliche Bibliothek. Band 103: Geschichte). Athenäum-Hain-Scriptor-Hanstein, Königstein im Taunus 1979, ISBN 3-445-01894-4 bzw. ISBN 3-445-11894-9 (europäische Perspektive).